# Stammliste des mecklenburgisch-pommerschen Adelsgeschlechts Schwerin

Stammwappen derer von Schwerin

Das Geschlecht derer von Schwerin erscheint im Jahr 1178 erstmals urkundlich mit Bernardus (Bernhard) dictus advocatus in Zverin, Vogt der Veste am Schweriner See (in der Grafschaft Schwerin), mit dem auch die direkte Stammreihe beginnt. Der Sohn dieses ersten Bernhard, Bernhard II. (1218–26), wird 1218 ebenfalls als Vogt erwähnt. Er hinterließ die Söhne Heinrich (1227–37) und Daniel (1230–62). Heinrichs Nachkommen blieben in Mecklenburg ansässig und unterteilten sich nochmals in eine Parchimsche und eine Bützowsche Linie, welche im 13. bzw. 14. Jahrhundert erloschen.
Daniels Söhne Gerhard, Oldag und Werner ließen sich in Vorpommern nieder und hatten dort mit den Burgen Altwigshagen (heute Landkreis Uecker-Randow) und Spantekow (heute Landkreis Ostvorpommern) ausgedehnten Grundbesitz.
Die Linie in Bayern entstammt zwar mit großer Wahrscheinlichkeit der Pommerschen Linie, jedoch lässt sich ein genauer Zusammenhang nicht mit Sicherheit klären. Bekannt ist lediglich, dass der Liniengründer, Joachim Dietrich (1624–74), in Wolgast geboren wurde. Einer seiner Sohne trat in bayrische Dienste. Dessen Nachkommen gehören seit 1813 dem bayrischen Freiherrenstand an.

## Stammtafel
verkürzte Darstellung der blühenden Linien
| Bernhard I. (1178–1217) ----  |                               |                               |                               |                               |                               |  |  |                                                                         |                                                                         |                                                                         |                                                                         |                                                                         |                                                                         |  |  |                                                                                                |                                                                   |                                                                   |                                                                   |                                                                   |                                                                   |  |  |                                                                                           |                                                                                           |                                                                                           |                                                                                           |                                                                                           |                                                                                           |  |  | | | | | | |  |  | | | | | | |  |  |                                                                      |                                                              |                                                              |                                                              |                                                              |                                                              |
|                               |                               |                               |                               |                               |                               |  |  |                                                                         |                                                                         |                                                                         |                                                                         |                                                                         |                                                                         |  |  |                                                                                                |                                                                   |                                                                   |                                                                   |                                                                   |                                                                   |  |  |                                                                                           |                                                                                           |                                                                                           |                                                                                           |                                                                                           |                                                                                           |  |  | | | | | | |  |  | | | | | | |  |  |                                                                      |                                                              |                                                              |                                                              |                                                              |                                                              |
| Bernhard II. (1218–1226) ---- | Bernhard II. (1218–1226) ---- | Bernhard II. (1218–1226) ---- | Bernhard II. (1218–1226) ---- | Bernhard II. (1218–1226) ---- | Bernhard II. (1218–1226) ---- |  |  | Mecklenburgische Linien † Heinrich I. von Schwerin (urkundl. 1227–1237) | Mecklenburgische Linien † Heinrich I. von Schwerin (urkundl. 1227–1237) | Mecklenburgische Linien † Heinrich I. von Schwerin (urkundl. 1227–1237) | Mecklenburgische Linien † Heinrich I. von Schwerin (urkundl. 1227–1237) | Mecklenburgische Linien † Heinrich I. von Schwerin (urkundl. 1227–1237) | Mecklenburgische Linien † Heinrich I. von Schwerin (urkundl. 1227–1237) |  |  |                                                                                                |                                                                   |                                                                   |                                                                   |                                                                   |                                                                   |  |  |                                                                                           |                                                                                           |                                                                                           |                                                                                           |                                                                                           |                                                                                           |  |  | | | | | | |  |  | | | | | | |  |  |                                                                      |                                                              |                                                              |                                                              |                                                              |                                                              |
| Bernhard II. (1218–1226) ---- | Bernhard II. (1218–1226) ---- | Bernhard II. (1218–1226) ---- | Bernhard II. (1218–1226) ---- | Bernhard II. (1218–1226) ---- | Bernhard II. (1218–1226) ---- |  |  | Mecklenburgische Linien † Heinrich I. von Schwerin (urkundl. 1227–1237) | Mecklenburgische Linien † Heinrich I. von Schwerin (urkundl. 1227–1237) | Mecklenburgische Linien † Heinrich I. von Schwerin (urkundl. 1227–1237) | Mecklenburgische Linien † Heinrich I. von Schwerin (urkundl. 1227–1237) | Mecklenburgische Linien † Heinrich I. von Schwerin (urkundl. 1227–1237) | Mecklenburgische Linien † Heinrich I. von Schwerin (urkundl. 1227–1237) |  |  |                                                                                                |                                                                   |                                                                   |                                                                   |                                                                   |                                                                   |  |  |                                                                                           |                                                                                           |                                                                                           |                                                                                           |                                                                                           |                                                                                           |  |  | | | | | | |  |  | | | | | | |  |  |                                                                      |                                                              |                                                              |                                                              |                                                              |                                                              |
|                               |                               |                               |                               |                               |                               |  |  |                                                                         |                                                                         |                                                                         |                                                                         |                                                                         |                                                                         |  |  |                                                                                                |                                                                   |                                                                   |                                                                   |                                                                   |                                                                   |  |  |                                                                                           |                                                                                           |                                                                                           |                                                                                           |                                                                                           |                                                                                           |  |  | | | | | | |  |  | | | | | | |  |  |                                                                      |                                                              |                                                              |                                                              |                                                              |                                                              |
|                               |                               |                               |                               |                               |                               |  |  | Pommersche Linien Daniel von Schwerin (urkundl. 1230–1262)              | Pommersche Linien Daniel von Schwerin (urkundl. 1230–1262)              | Pommersche Linien Daniel von Schwerin (urkundl. 1230–1262)              | Pommersche Linien Daniel von Schwerin (urkundl. 1230–1262)              | Pommersche Linien Daniel von Schwerin (urkundl. 1230–1262)              | Pommersche Linien Daniel von Schwerin (urkundl. 1230–1262)              |  |  | Usedomer Hauptlinie Gerhard von Schwerin (urkundl. 1251–1262)                                  | Usedomer Hauptlinie Gerhard von Schwerin (urkundl. 1251–1262)     | Usedomer Hauptlinie Gerhard von Schwerin (urkundl. 1251–1262)     | Usedomer Hauptlinie Gerhard von Schwerin (urkundl. 1251–1262)     | Usedomer Hauptlinie Gerhard von Schwerin (urkundl. 1251–1262)     | Usedomer Hauptlinie Gerhard von Schwerin (urkundl. 1251–1262)     |  |  | Älterer Stolper Zweig Alexander Friedrich von Schwerin (* 1752, † 1807)                   | Älterer Stolper Zweig Alexander Friedrich von Schwerin (* 1752, † 1807)                   | Älterer Stolper Zweig Alexander Friedrich von Schwerin (* 1752, † 1807)                   | Älterer Stolper Zweig Alexander Friedrich von Schwerin (* 1752, † 1807)                   | Älterer Stolper Zweig Alexander Friedrich von Schwerin (* 1752, † 1807)                   | Älterer Stolper Zweig Alexander Friedrich von Schwerin (* 1752, † 1807)                   |  |  | | | | | | |  |  | | | | | | |  |  |                                                                      |                                                              |                                                              |                                                              |                                                              |                                                              |
|                               |                               |                               |                               |                               |                               |  |  | Pommersche Linien Daniel von Schwerin (urkundl. 1230–1262)              | Pommersche Linien Daniel von Schwerin (urkundl. 1230–1262)              | Pommersche Linien Daniel von Schwerin (urkundl. 1230–1262)              | Pommersche Linien Daniel von Schwerin (urkundl. 1230–1262)              | Pommersche Linien Daniel von Schwerin (urkundl. 1230–1262)              | Pommersche Linien Daniel von Schwerin (urkundl. 1230–1262)              |  |  | Usedomer Hauptlinie Gerhard von Schwerin (urkundl. 1251–1262)                                  | Usedomer Hauptlinie Gerhard von Schwerin (urkundl. 1251–1262)     | Usedomer Hauptlinie Gerhard von Schwerin (urkundl. 1251–1262)     | Usedomer Hauptlinie Gerhard von Schwerin (urkundl. 1251–1262)     | Usedomer Hauptlinie Gerhard von Schwerin (urkundl. 1251–1262)     | Usedomer Hauptlinie Gerhard von Schwerin (urkundl. 1251–1262)     |  |  | Älterer Stolper Zweig Alexander Friedrich von Schwerin (* 1752, † 1807)                   | Älterer Stolper Zweig Alexander Friedrich von Schwerin (* 1752, † 1807)                   | Älterer Stolper Zweig Alexander Friedrich von Schwerin (* 1752, † 1807)                   | Älterer Stolper Zweig Alexander Friedrich von Schwerin (* 1752, † 1807)                   | Älterer Stolper Zweig Alexander Friedrich von Schwerin (* 1752, † 1807)                   | Älterer Stolper Zweig Alexander Friedrich von Schwerin (* 1752, † 1807)                   |  |  | | | | | | |  |  | | | | | | |  |  |                                                                      |                                                              |                                                              |                                                              |                                                              |                                                              |
|                               |                               |                               |                               |                               |                               |  |  |                                                                         |                                                                         |                                                                         |                                                                         |                                                                         |                                                                         |  |  |                                                                                                |                                                                   |                                                                   |                                                                   |                                                                   |                                                                   |  |  |                                                                                           |                                                                                           |                                                                                           |                                                                                           |                                                                                           |                                                                                           |  |  | | | | | | |  |  | | | | | | |  |  |                                                                      |                                                              |                                                              |                                                              |                                                              |                                                              |
|                               |                               |                               |                               |                               |                               |  |  |                                                                         |                                                                         |                                                                         |                                                                         |                                                                         |                                                                         |  |  |                                                                                                |                                                                   |                                                                   |                                                                   |                                                                   |                                                                   |  |  | Jüngerer Stolper Zweig Ludwig von Schwerin (* 1769, † 1822)                               |                                                                                           |                                                                                           |                                                                                           |                                                                                           |                                                                                           |  |  | | | | | | |  |  | | | | | | |  |  |                                                                      |                                                              |                                                              |                                                              |                                                              |                                                              |
|                               |                               |                               |                               |                               |                               |  |  |                                                                         |                                                                         |                                                                         |                                                                         |                                                                         |                                                                         |  |  |                                                                                                |                                                                   |                                                                   |                                                                   |                                                                   |                                                                   |  |  |                                                                                           |                                                                                           |                                                                                           |                                                                                           |                                                                                           |                                                                                           |  |  | | | | | | |  |  | | | | | | |  |  |                                                                      |                                                              |                                                              |                                                              |                                                              |                                                              |
|                               |                               |                               |                               |                               |                               |  |  |                                                                         |                                                                         |                                                                         |                                                                         |                                                                         |                                                                         |  |  |                                                                                                |                                                                   |                                                                   |                                                                   |                                                                   |                                                                   |  |  |                                                                                           |                                                                                           |                                                                                           |                                                                                           |                                                                                           |                                                                                           |  |  | | | | | | |  |  | | | | | | |  |  |                                                                      |                                                              |                                                              |                                                              |                                                              |                                                              |
|                               |                               |                               |                               |                               |                               |  |  |                                                                         |                                                                         |                                                                         |                                                                         |                                                                         |                                                                         |  |  | Altwigshagener Hauptlinie Oldag von Schwerin (urkundl. 1256–1291)                              | Altwigshagener Hauptlinie Oldag von Schwerin (urkundl. 1256–1291) | Altwigshagener Hauptlinie Oldag von Schwerin (urkundl. 1256–1291) | Altwigshagener Hauptlinie Oldag von Schwerin (urkundl. 1256–1291) | Altwigshagener Hauptlinie Oldag von Schwerin (urkundl. 1256–1291) | Altwigshagener Hauptlinie Oldag von Schwerin (urkundl. 1256–1291) |  |  | Linie Stegeborg Werner Dettlof von Schwerin (* 1692, † 1762) Schwedische Grafen seit 1776 | Linie Stegeborg Werner Dettlof von Schwerin (* 1692, † 1762) Schwedische Grafen seit 1776 | Linie Stegeborg Werner Dettlof von Schwerin (* 1692, † 1762) Schwedische Grafen seit 1776 | Linie Stegeborg Werner Dettlof von Schwerin (* 1692, † 1762) Schwedische Grafen seit 1776 | Linie Stegeborg Werner Dettlof von Schwerin (* 1692, † 1762) Schwedische Grafen seit 1776 | Linie Stegeborg Werner Dettlof von Schwerin (* 1692, † 1762) Schwedische Grafen seit 1776 |  |  | | | | | | |  |  | | | | | | |  |  |                                                                      |                                                              |                                                              |                                                              |                                                              |                                                              |
|                               |                               |                               |                               |                               |                               |  |  |                                                                         |                                                                         |                                                                         |                                                                         |                                                                         |                                                                         |  |  | Altwigshagener Hauptlinie Oldag von Schwerin (urkundl. 1256–1291)                              | Altwigshagener Hauptlinie Oldag von Schwerin (urkundl. 1256–1291) | Altwigshagener Hauptlinie Oldag von Schwerin (urkundl. 1256–1291) | Altwigshagener Hauptlinie Oldag von Schwerin (urkundl. 1256–1291) | Altwigshagener Hauptlinie Oldag von Schwerin (urkundl. 1256–1291) | Altwigshagener Hauptlinie Oldag von Schwerin (urkundl. 1256–1291) |  |  | Linie Stegeborg Werner Dettlof von Schwerin (* 1692, † 1762) Schwedische Grafen seit 1776 | Linie Stegeborg Werner Dettlof von Schwerin (* 1692, † 1762) Schwedische Grafen seit 1776 | Linie Stegeborg Werner Dettlof von Schwerin (* 1692, † 1762) Schwedische Grafen seit 1776 | Linie Stegeborg Werner Dettlof von Schwerin (* 1692, † 1762) Schwedische Grafen seit 1776 | Linie Stegeborg Werner Dettlof von Schwerin (* 1692, † 1762) Schwedische Grafen seit 1776 | Linie Stegeborg Werner Dettlof von Schwerin (* 1692, † 1762) Schwedische Grafen seit 1776 |  |  | | | | | | |  |  | | | | | | |  |  |                                                                      |                                                              |                                                              |                                                              |                                                              |                                                              |
|                               |                               |                               |                               |                               |                               |  |  |                                                                         |                                                                         |                                                                         |                                                                         |                                                                         |                                                                         |  |  |                                                                                                |                                                                   |                                                                   |                                                                   |                                                                   |                                                                   |  |  |                                                                                           |                                                                                           |                                                                                           |                                                                                           |                                                                                           |                                                                                           |  |  | | | | | | |  |  | | | | | | |  |  |                                                                      |                                                              |                                                              |                                                              |                                                              |                                                              |
|                               |                               |                               |                               |                               |                               |  |  |                                                                         |                                                                         |                                                                         |                                                                         |                                                                         |                                                                         |  |  | Spantekower Hauptlinie Werner von Schwerin (urkundl. 1258–1284)                                | Spantekower Hauptlinie Werner von Schwerin (urkundl. 1258–1284)   | Spantekower Hauptlinie Werner von Schwerin (urkundl. 1258–1284)   | Spantekower Hauptlinie Werner von Schwerin (urkundl. 1258–1284)   | Spantekower Hauptlinie Werner von Schwerin (urkundl. 1258–1284)   | Spantekower Hauptlinie Werner von Schwerin (urkundl. 1258–1284)   |  |  | Linie Löwitz Christoph von Schwerin (urkundl. 1549–1568)                                  | Linie Löwitz Christoph von Schwerin (urkundl. 1549–1568)                                  | Linie Löwitz Christoph von Schwerin (urkundl. 1549–1568)                                  | Linie Löwitz Christoph von Schwerin (urkundl. 1549–1568)                                  | Linie Löwitz Christoph von Schwerin (urkundl. 1549–1568)                                  | Linie Löwitz Christoph von Schwerin (urkundl. 1549–1568)                                  |  |  | Linie Husby Claus Philipp Freiherr von Schwerin (* 1689, † 1748) Schwedische Freiherren seit 1720, Grafen seit 1766 | Linie Husby Claus Philipp Freiherr von Schwerin (* 1689, † 1748) Schwedische Freiherren seit 1720, Grafen seit 1766 | Linie Husby Claus Philipp Freiherr von Schwerin (* 1689, † 1748) Schwedische Freiherren seit 1720, Grafen seit 1766 | Linie Husby Claus Philipp Freiherr von Schwerin (* 1689, † 1748) Schwedische Freiherren seit 1720, Grafen seit 1766 | Linie Husby Claus Philipp Freiherr von Schwerin (* 1689, † 1748) Schwedische Freiherren seit 1720, Grafen seit 1766 | Linie Husby Claus Philipp Freiherr von Schwerin (* 1689, † 1748) Schwedische Freiherren seit 1720, Grafen seit 1766 |  |  | | | | | | |  |  |                                                                      |                                                              |                                                              |                                                              |                                                              |                                                              |
|                               |                               |                               |                               |                               |                               |  |  |                                                                         |                                                                         |                                                                         |                                                                         |                                                                         |                                                                         |  |  | Spantekower Hauptlinie Werner von Schwerin (urkundl. 1258–1284)                                | Spantekower Hauptlinie Werner von Schwerin (urkundl. 1258–1284)   | Spantekower Hauptlinie Werner von Schwerin (urkundl. 1258–1284)   | Spantekower Hauptlinie Werner von Schwerin (urkundl. 1258–1284)   | Spantekower Hauptlinie Werner von Schwerin (urkundl. 1258–1284)   | Spantekower Hauptlinie Werner von Schwerin (urkundl. 1258–1284)   |  |  | Linie Löwitz Christoph von Schwerin (urkundl. 1549–1568)                                  | Linie Löwitz Christoph von Schwerin (urkundl. 1549–1568)                                  | Linie Löwitz Christoph von Schwerin (urkundl. 1549–1568)                                  | Linie Löwitz Christoph von Schwerin (urkundl. 1549–1568)                                  | Linie Löwitz Christoph von Schwerin (urkundl. 1549–1568)                                  | Linie Löwitz Christoph von Schwerin (urkundl. 1549–1568)                                  |  |  | Linie Husby Claus Philipp Freiherr von Schwerin (* 1689, † 1748) Schwedische Freiherren seit 1720, Grafen seit 1766 | Linie Husby Claus Philipp Freiherr von Schwerin (* 1689, † 1748) Schwedische Freiherren seit 1720, Grafen seit 1766 | Linie Husby Claus Philipp Freiherr von Schwerin (* 1689, † 1748) Schwedische Freiherren seit 1720, Grafen seit 1766 | Linie Husby Claus Philipp Freiherr von Schwerin (* 1689, † 1748) Schwedische Freiherren seit 1720, Grafen seit 1766 | Linie Husby Claus Philipp Freiherr von Schwerin (* 1689, † 1748) Schwedische Freiherren seit 1720, Grafen seit 1766 | Linie Husby Claus Philipp Freiherr von Schwerin (* 1689, † 1748) Schwedische Freiherren seit 1720, Grafen seit 1766 |  |  | | | | | | |  |  |                                                                      |                                                              |                                                              |                                                              |                                                              |                                                              |
|                               |                               |                               |                               |                               |                               |  |  |                                                                         |                                                                         |                                                                         |                                                                         |                                                                         |                                                                         |  |  |                                                                                                |                                                                   |                                                                   |                                                                   |                                                                   |                                                                   |  |  |                                                                                           |                                                                                           |                                                                                           |                                                                                           |                                                                                           |                                                                                           |  |  | | | | | | |  |  | | | | | | |  |  |                                                                      |                                                              |                                                              |                                                              |                                                              |                                                              |
|                               |                               |                               |                               |                               |                               |  |  |                                                                         |                                                                         |                                                                         |                                                                         |                                                                         |                                                                         |  |  |                                                                                                |                                                                   |                                                                   |                                                                   |                                                                   |                                                                   |  |  |                                                                                           |                                                                                           |                                                                                           |                                                                                           |                                                                                           |                                                                                           |  |  | Linie Schwerinsburg Hans Bogislav Graf von Schwerin (* 1683, † 1747)                                                | Linie Schwerinsburg Hans Bogislav Graf von Schwerin (* 1683, † 1747)                                                | Linie Schwerinsburg Hans Bogislav Graf von Schwerin (* 1683, † 1747)                                                | Linie Schwerinsburg Hans Bogislav Graf von Schwerin (* 1683, † 1747)                                                | Linie Schwerinsburg Hans Bogislav Graf von Schwerin (* 1683, † 1747)                                                | Linie Schwerinsburg Hans Bogislav Graf von Schwerin (* 1683, † 1747)                                                |  |  | Putzar-Schwerinsburger Zweig Heinrich Graf von Schwerin (* 1776, † 1839) Preußische Grafen seit 1740                  | Putzar-Schwerinsburger Zweig Heinrich Graf von Schwerin (* 1776, † 1839) Preußische Grafen seit 1740 | Putzar-Schwerinsburger Zweig Heinrich Graf von Schwerin (* 1776, † 1839) Preußische Grafen seit 1740 | Putzar-Schwerinsburger Zweig Heinrich Graf von Schwerin (* 1776, † 1839) Preußische Grafen seit 1740 | Putzar-Schwerinsburger Zweig Heinrich Graf von Schwerin (* 1776, † 1839) Preußische Grafen seit 1740 | Putzar-Schwerinsburger Zweig Heinrich Graf von Schwerin (* 1776, † 1839) Preußische Grafen seit 1740 |  |  |                                                                      |                                                              |                                                              |                                                              |                                                              |                                                              |
|                               |                               |                               |                               |                               |                               |  |  |                                                                         |                                                                         |                                                                         |                                                                         |                                                                         |                                                                         |  |  |                                                                                                |                                                                   |                                                                   |                                                                   |                                                                   |                                                                   |  |  |                                                                                           |                                                                                           |                                                                                           |                                                                                           |                                                                                           |                                                                                           |  |  | Linie Schwerinsburg Hans Bogislav Graf von Schwerin (* 1683, † 1747)                                                | Linie Schwerinsburg Hans Bogislav Graf von Schwerin (* 1683, † 1747)                                                | Linie Schwerinsburg Hans Bogislav Graf von Schwerin (* 1683, † 1747)                                                | Linie Schwerinsburg Hans Bogislav Graf von Schwerin (* 1683, † 1747)                                                | Linie Schwerinsburg Hans Bogislav Graf von Schwerin (* 1683, † 1747)                                                | Linie Schwerinsburg Hans Bogislav Graf von Schwerin (* 1683, † 1747)                                                |  |  | Putzar-Schwerinsburger Zweig Heinrich Graf von Schwerin (* 1776, † 1839) Preußische Grafen seit 1740                  | Putzar-Schwerinsburger Zweig Heinrich Graf von Schwerin (* 1776, † 1839) Preußische Grafen seit 1740 | Putzar-Schwerinsburger Zweig Heinrich Graf von Schwerin (* 1776, † 1839) Preußische Grafen seit 1740 | Putzar-Schwerinsburger Zweig Heinrich Graf von Schwerin (* 1776, † 1839) Preußische Grafen seit 1740 | Putzar-Schwerinsburger Zweig Heinrich Graf von Schwerin (* 1776, † 1839) Preußische Grafen seit 1740 | Putzar-Schwerinsburger Zweig Heinrich Graf von Schwerin (* 1776, † 1839) Preußische Grafen seit 1740 |  |  |                                                                      |                                                              |                                                              |                                                              |                                                              |                                                              |
|                               |                               |                               |                               |                               |                               |  |  |                                                                         |                                                                         |                                                                         |                                                                         |                                                                         |                                                                         |  |  |                                                                                                |                                                                   |                                                                   |                                                                   |                                                                   |                                                                   |  |  |                                                                                           |                                                                                           |                                                                                           |                                                                                           |                                                                                           |                                                                                           |  |  | | | | | | |  |  | | | | | | |  |  |                                                                      |                                                              |                                                              |                                                              |                                                              |                                                              |
|                               |                               |                               |                               |                               |                               |  |  |                                                                         |                                                                         |                                                                         |                                                                         |                                                                         |                                                                         |  |  |                                                                                                |                                                                   |                                                                   |                                                                   |                                                                   |                                                                   |  |  |                                                                                           |                                                                                           |                                                                                           |                                                                                           |                                                                                           |                                                                                           |  |  | | | | | | |  |  | Busower Zweig Carl Graf von Schwerin (* 1780, † 1853) Preußische Grafen seit 1740                                     | | | | | |  |  |                                                                      |                                                              |                                                              |                                                              |                                                              |                                                              |
|                               |                               |                               |                               |                               |                               |  |  |                                                                         |                                                                         |                                                                         |                                                                         |                                                                         |                                                                         |  |  |                                                                                                |                                                                   |                                                                   |                                                                   |                                                                   |                                                                   |  |  |                                                                                           |                                                                                           |                                                                                           |                                                                                           |                                                                                           |                                                                                           |  |  | | | | | | |  |  | | | | | | |  |  |                                                                      |                                                              |                                                              |                                                              |                                                              |                                                              |
|                               |                               |                               |                               |                               |                               |  |  |                                                                         |                                                                         |                                                                         |                                                                         |                                                                         |                                                                         |  |  |                                                                                                |                                                                   |                                                                   |                                                                   |                                                                   |                                                                   |  |  |                                                                                           |                                                                                           |                                                                                           |                                                                                           |                                                                                           |                                                                                           |  |  | | | | | | |  |  | | | | | | |  |  |                                                                      |                                                              |                                                              |                                                              |                                                              |                                                              |
|                               |                               |                               |                               |                               |                               |  |  |                                                                         |                                                                         |                                                                         |                                                                         |                                                                         |                                                                         |  |  |                                                                                                |                                                                   |                                                                   |                                                                   |                                                                   |                                                                   |  |  |                                                                                           |                                                                                           |                                                                                           |                                                                                           |                                                                                           |                                                                                           |  |  | | | | | | |  |  | Friedländer Zweig Casimir Wilhelm Ludwig Carl Bogislav Graf von Schwerin (* 1791, † 1874) Preußische Grafen seit 1740 | | | | | |  |  |                                                                      |                                                              |                                                              |                                                              |                                                              |                                                              |
|                               |                               |                               |                               |                               |                               |  |  |                                                                         |                                                                         |                                                                         |                                                                         |                                                                         |                                                                         |  |  |                                                                                                |                                                                   |                                                                   |                                                                   |                                                                   |                                                                   |  |  |                                                                                           |                                                                                           |                                                                                           |                                                                                           |                                                                                           |                                                                                           |  |  | | | | | | |  |  | | | | | | |  |  |                                                                      |                                                              |                                                              |                                                              |                                                              |                                                              |
|                               |                               |                               |                               |                               |                               |  |  |                                                                         |                                                                         |                                                                         |                                                                         |                                                                         |                                                                         |  |  |                                                                                                |                                                                   |                                                                   |                                                                   |                                                                   |                                                                   |  |  | Linie Cummerow Henning von Schwerin (urkundl. 1549–1570, † 1603)                          | Linie Cummerow Henning von Schwerin (urkundl. 1549–1570, † 1603)                          | Linie Cummerow Henning von Schwerin (urkundl. 1549–1570, † 1603)                          | Linie Cummerow Henning von Schwerin (urkundl. 1549–1570, † 1603)                          | Linie Cummerow Henning von Schwerin (urkundl. 1549–1570, † 1603)                          | Linie Cummerow Henning von Schwerin (urkundl. 1549–1570, † 1603)                          |  |  | Linie Dargibell Otto Jacob von Schwerin (* 1636, † 1720)                                                            | Linie Dargibell Otto Jacob von Schwerin (* 1636, † 1720)                                                            | Linie Dargibell Otto Jacob von Schwerin (* 1636, † 1720)                                                            | Linie Dargibell Otto Jacob von Schwerin (* 1636, † 1720)                                                            | Linie Dargibell Otto Jacob von Schwerin (* 1636, † 1720)                                                            | Linie Dargibell Otto Jacob von Schwerin (* 1636, † 1720)                                                            |  |  | | | | | | |  |  |                                                                      |                                                              |                                                              |                                                              |                                                              |                                                              |
|                               |                               |                               |                               |                               |                               |  |  |                                                                         |                                                                         |                                                                         |                                                                         |                                                                         |                                                                         |  |  |                                                                                                |                                                                   |                                                                   |                                                                   |                                                                   |                                                                   |  |  | Linie Cummerow Henning von Schwerin (urkundl. 1549–1570, † 1603)                          | Linie Cummerow Henning von Schwerin (urkundl. 1549–1570, † 1603)                          | Linie Cummerow Henning von Schwerin (urkundl. 1549–1570, † 1603)                          | Linie Cummerow Henning von Schwerin (urkundl. 1549–1570, † 1603)                          | Linie Cummerow Henning von Schwerin (urkundl. 1549–1570, † 1603)                          | Linie Cummerow Henning von Schwerin (urkundl. 1549–1570, † 1603)                          |  |  | Linie Dargibell Otto Jacob von Schwerin (* 1636, † 1720)                                                            | Linie Dargibell Otto Jacob von Schwerin (* 1636, † 1720)                                                            | Linie Dargibell Otto Jacob von Schwerin (* 1636, † 1720)                                                            | Linie Dargibell Otto Jacob von Schwerin (* 1636, † 1720)                                                            | Linie Dargibell Otto Jacob von Schwerin (* 1636, † 1720)                                                            | Linie Dargibell Otto Jacob von Schwerin (* 1636, † 1720)                                                            |  |  | | | | | | |  |  |                                                                      |                                                              |                                                              |                                                              |                                                              |                                                              |
|                               |                               |                               |                               |                               |                               |  |  |                                                                         |                                                                         |                                                                         |                                                                         |                                                                         |                                                                         |  |  |                                                                                                |                                                                   |                                                                   |                                                                   |                                                                   |                                                                   |  |  |                                                                                           |                                                                                           |                                                                                           |                                                                                           |                                                                                           |                                                                                           |  |  | | | | | | |  |  | | | | | | |  |  |                                                                      |                                                              |                                                              |                                                              |                                                              |                                                              |
|                               |                               |                               |                               |                               |                               |  |  |                                                                         |                                                                         |                                                                         |                                                                         |                                                                         |                                                                         |  |  |                                                                                                |                                                                   |                                                                   |                                                                   |                                                                   |                                                                   |  |  | (Jüngere) Linie Altwigshagen Hans Hugold von Schwerin (urkundl. 1556–1601)                | (Jüngere) Linie Altwigshagen Hans Hugold von Schwerin (urkundl. 1556–1601)                | (Jüngere) Linie Altwigshagen Hans Hugold von Schwerin (urkundl. 1556–1601)                | (Jüngere) Linie Altwigshagen Hans Hugold von Schwerin (urkundl. 1556–1601)                | (Jüngere) Linie Altwigshagen Hans Hugold von Schwerin (urkundl. 1556–1601)                | (Jüngere) Linie Altwigshagen Hans Hugold von Schwerin (urkundl. 1556–1601)                |  |  | Linie Alt-Landsberg Otto Freiherr von Schwerin (* 1616, † 1679)                                                     | Linie Alt-Landsberg Otto Freiherr von Schwerin (* 1616, † 1679)                                                     | Linie Alt-Landsberg Otto Freiherr von Schwerin (* 1616, † 1679)                                                     | Linie Alt-Landsberg Otto Freiherr von Schwerin (* 1616, † 1679)                                                     | Linie Alt-Landsberg Otto Freiherr von Schwerin (* 1616, † 1679)                                                     | Linie Alt-Landsberg Otto Freiherr von Schwerin (* 1616, † 1679)                                                     |  |  | Linie Walsleben Friedrich Wilhelm Graf von Schwerin (* 1678, † 1727) Reichsgrafen seit 1700                           | Linie Walsleben Friedrich Wilhelm Graf von Schwerin (* 1678, † 1727) Reichsgrafen seit 1700          | Linie Walsleben Friedrich Wilhelm Graf von Schwerin (* 1678, † 1727) Reichsgrafen seit 1700          | Linie Walsleben Friedrich Wilhelm Graf von Schwerin (* 1678, † 1727) Reichsgrafen seit 1700          | Linie Walsleben Friedrich Wilhelm Graf von Schwerin (* 1678, † 1727) Reichsgrafen seit 1700          | Linie Walsleben Friedrich Wilhelm Graf von Schwerin (* 1678, † 1727) Reichsgrafen seit 1700          |  |  |                                                                      |                                                              |                                                              |                                                              |                                                              |                                                              |
|                               |                               |                               |                               |                               |                               |  |  |                                                                         |                                                                         |                                                                         |                                                                         |                                                                         |                                                                         |  |  |                                                                                                |                                                                   |                                                                   |                                                                   |                                                                   |                                                                   |  |  | (Jüngere) Linie Altwigshagen Hans Hugold von Schwerin (urkundl. 1556–1601)                | (Jüngere) Linie Altwigshagen Hans Hugold von Schwerin (urkundl. 1556–1601)                | (Jüngere) Linie Altwigshagen Hans Hugold von Schwerin (urkundl. 1556–1601)                | (Jüngere) Linie Altwigshagen Hans Hugold von Schwerin (urkundl. 1556–1601)                | (Jüngere) Linie Altwigshagen Hans Hugold von Schwerin (urkundl. 1556–1601)                | (Jüngere) Linie Altwigshagen Hans Hugold von Schwerin (urkundl. 1556–1601)                |  |  | Linie Alt-Landsberg Otto Freiherr von Schwerin (* 1616, † 1679)                                                     | Linie Alt-Landsberg Otto Freiherr von Schwerin (* 1616, † 1679)                                                     | Linie Alt-Landsberg Otto Freiherr von Schwerin (* 1616, † 1679)                                                     | Linie Alt-Landsberg Otto Freiherr von Schwerin (* 1616, † 1679)                                                     | Linie Alt-Landsberg Otto Freiherr von Schwerin (* 1616, † 1679)                                                     | Linie Alt-Landsberg Otto Freiherr von Schwerin (* 1616, † 1679)                                                     |  |  | Linie Walsleben Friedrich Wilhelm Graf von Schwerin (* 1678, † 1727) Reichsgrafen seit 1700                           | Linie Walsleben Friedrich Wilhelm Graf von Schwerin (* 1678, † 1727) Reichsgrafen seit 1700          | Linie Walsleben Friedrich Wilhelm Graf von Schwerin (* 1678, † 1727) Reichsgrafen seit 1700          | Linie Walsleben Friedrich Wilhelm Graf von Schwerin (* 1678, † 1727) Reichsgrafen seit 1700          | Linie Walsleben Friedrich Wilhelm Graf von Schwerin (* 1678, † 1727) Reichsgrafen seit 1700          | Linie Walsleben Friedrich Wilhelm Graf von Schwerin (* 1678, † 1727) Reichsgrafen seit 1700          |  |  |                                                                      |                                                              |                                                              |                                                              |                                                              |                                                              |
|                               |                               |                               |                               |                               |                               |  |  |                                                                         |                                                                         |                                                                         |                                                                         |                                                                         |                                                                         |  |  |                                                                                                |                                                                   |                                                                   |                                                                   |                                                                   |                                                                   |  |  |                                                                                           |                                                                                           |                                                                                           |                                                                                           |                                                                                           |                                                                                           |  |  | | | | | | |  |  | | | | | | |  |  |                                                                      |                                                              |                                                              |                                                              |                                                              |                                                              |
|                               |                               |                               |                               |                               |                               |  |  |                                                                         |                                                                         |                                                                         |                                                                         |                                                                         |                                                                         |  |  |                                                                                                |                                                                   |                                                                   |                                                                   |                                                                   |                                                                   |  |  |                                                                                           |                                                                                           |                                                                                           |                                                                                           |                                                                                           |                                                                                           |  |  | | | | | | |  |  | Linie Wolfshagen Otto Graf von Schwerin (* 1684, † 1755) Reichsgrafen seit 1700                                       | Linie Wolfshagen Otto Graf von Schwerin (* 1684, † 1755) Reichsgrafen seit 1700                      | Linie Wolfshagen Otto Graf von Schwerin (* 1684, † 1755) Reichsgrafen seit 1700                      | Linie Wolfshagen Otto Graf von Schwerin (* 1684, † 1755) Reichsgrafen seit 1700                      | Linie Wolfshagen Otto Graf von Schwerin (* 1684, † 1755) Reichsgrafen seit 1700                      | Linie Wolfshagen Otto Graf von Schwerin (* 1684, † 1755) Reichsgrafen seit 1700                      |  |  | Wolfshagener Zweig Carl Alexander Graf von Schwerin (* 1824)         | Wolfshagener Zweig Carl Alexander Graf von Schwerin (* 1824) | Wolfshagener Zweig Carl Alexander Graf von Schwerin (* 1824) | Wolfshagener Zweig Carl Alexander Graf von Schwerin (* 1824) | Wolfshagener Zweig Carl Alexander Graf von Schwerin (* 1824) | Wolfshagener Zweig Carl Alexander Graf von Schwerin (* 1824) |
|                               |                               |                               |                               |                               |                               |  |  |                                                                         |                                                                         |                                                                         |                                                                         |                                                                         |                                                                         |  |  |                                                                                                |                                                                   |                                                                   |                                                                   |                                                                   |                                                                   |  |  |                                                                                           |                                                                                           |                                                                                           |                                                                                           |                                                                                           |                                                                                           |  |  | | | | | | |  |  | Linie Wolfshagen Otto Graf von Schwerin (* 1684, † 1755) Reichsgrafen seit 1700                                       | Linie Wolfshagen Otto Graf von Schwerin (* 1684, † 1755) Reichsgrafen seit 1700                      | Linie Wolfshagen Otto Graf von Schwerin (* 1684, † 1755) Reichsgrafen seit 1700                      | Linie Wolfshagen Otto Graf von Schwerin (* 1684, † 1755) Reichsgrafen seit 1700                      | Linie Wolfshagen Otto Graf von Schwerin (* 1684, † 1755) Reichsgrafen seit 1700                      | Linie Wolfshagen Otto Graf von Schwerin (* 1684, † 1755) Reichsgrafen seit 1700                      |  |  | Wolfshagener Zweig Carl Alexander Graf von Schwerin (* 1824)         | Wolfshagener Zweig Carl Alexander Graf von Schwerin (* 1824) | Wolfshagener Zweig Carl Alexander Graf von Schwerin (* 1824) | Wolfshagener Zweig Carl Alexander Graf von Schwerin (* 1824) | Wolfshagener Zweig Carl Alexander Graf von Schwerin (* 1824) | Wolfshagener Zweig Carl Alexander Graf von Schwerin (* 1824) |
|                               |                               |                               |                               |                               |                               |  |  |                                                                         |                                                                         |                                                                         |                                                                         |                                                                         |                                                                         |  |  | Linie in Bayern Joachim Dietrich von Schwerin (* 1624, † 1674) Bayerische Freiherren seit 1818 |                                                                   |                                                                   |                                                                   |                                                                   |                                                                   |  |  |                                                                                           |                                                                                           |                                                                                           |                                                                                           |                                                                                           |                                                                                           |  |  | | | | | | |  |  | | | | | | |  |  |                                                                      |                                                              |                                                              |                                                              |                                                              |                                                              |
|                               |                               |                               |                               |                               |                               |  |  |                                                                         |                                                                         |                                                                         |                                                                         |                                                                         |                                                                         |  |  |                                                                                                |                                                                   |                                                                   |                                                                   |                                                                   |                                                                   |  |  |                                                                                           |                                                                                           |                                                                                           |                                                                                           |                                                                                           |                                                                                           |  |  | | | | | | |  |  | | | | | | |  |  |                                                                      |                                                              |                                                              |                                                              |                                                              |                                                              |
|                               |                               |                               |                               |                               |                               |  |  |                                                                         |                                                                         |                                                                         |                                                                         |                                                                         |                                                                         |  |  |                                                                                                |                                                                   |                                                                   |                                                                   |                                                                   |                                                                   |  |  |                                                                                           |                                                                                           |                                                                                           |                                                                                           |                                                                                           |                                                                                           |  |  | | | | | | |  |  | | | | | | |  |  | Tamseler Zweig Bogislav Conrad Adolf Graf von Schwerin (* 1833)      |                                                              |                                                              |                                                              |                                                              |                                                              |
|                               |                               |                               |                               |                               |                               |  |  |                                                                         |                                                                         |                                                                         |                                                                         |                                                                         |                                                                         |  |  |                                                                                                |                                                                   |                                                                   |                                                                   |                                                                   |                                                                   |  |  |                                                                                           |                                                                                           |                                                                                           |                                                                                           |                                                                                           |                                                                                           |  |  | | | | | | |  |  | | | | | | |  |  |                                                                      |                                                              |                                                              |                                                              |                                                              |                                                              |
|                               |                               |                               |                               |                               |                               |  |  |                                                                         |                                                                         |                                                                         |                                                                         |                                                                         |                                                                         |  |  |                                                                                                |                                                                   |                                                                   |                                                                   |                                                                   |                                                                   |  |  |                                                                                           |                                                                                           |                                                                                           |                                                                                           |                                                                                           |                                                                                           |  |  | Linie Wopersnow Johann Bogislav von Schwerin (* 1660, † 1698) Schwedische Freiherren seit 1717                      | | | | | |  |  | | | | | | |  |  |                                                                      |                                                              |                                                              |                                                              |                                                              |                                                              |
|                               |                               |                               |                               |                               |                               |  |  |                                                                         |                                                                         |                                                                         |                                                                         |                                                                         |                                                                         |  |  |                                                                                                |                                                                   |                                                                   |                                                                   |                                                                   |                                                                   |  |  |                                                                                           |                                                                                           |                                                                                           |                                                                                           |                                                                                           |                                                                                           |  |  | | | | | | |  |  | | | | | | |  |  |                                                                      |                                                              |                                                              |                                                              |                                                              |                                                              |
|                               |                               |                               |                               |                               |                               |  |  |                                                                         |                                                                         |                                                                         |                                                                         |                                                                         |                                                                         |  |  |                                                                                                |                                                                   |                                                                   |                                                                   |                                                                   |                                                                   |  |  |                                                                                           |                                                                                           |                                                                                           |                                                                                           |                                                                                           |                                                                                           |  |  | | | | | | |  |  | | | | | | |  |  | Göhrener Zweig Wilhelm Stanislaus Hermann Graf von Schwerin (* 1827) |                                                              |                                                              |                                                              |                                                              |                                                              |
|                               |                               |                               |                               |                               |                               |  |  |                                                                         |                                                                         |                                                                         |                                                                         |                                                                         |                                                                         |  |  |                                                                                                |                                                                   |                                                                   |                                                                   |                                                                   |                                                                   |  |  |                                                                                           |                                                                                           |                                                                                           |                                                                                           |                                                                                           |                                                                                           |  |  | | | | | | |  |  | | | | | | |  |  |                                                                      |                                                              |                                                              |                                                              |                                                              |                                                              |
|                               |                               |                               |                               |                               |                               |  |  |                                                                         |                                                                         |                                                                         |                                                                         |                                                                         |                                                                         |  |  |                                                                                                |                                                                   |                                                                   |                                                                   |                                                                   |                                                                   |  |  |                                                                                           |                                                                                           |                                                                                           |                                                                                           |                                                                                           |                                                                                           |  |  | Linie Rehberg-Wustrau Philipp Julius von Schwerin (* 1662, † 1712)                                                  | | | | | |  |  | | | | | | |  |  |                                                                      |                                                              |                                                              |                                                              |                                                              |                                                              |
|                               |                               |                               |                               |                               |                               |  |  |                                                                         |                                                                         |                                                                         |                                                                         |                                                                         |                                                                         |  |  |                                                                                                |                                                                   |                                                                   |                                                                   |                                                                   |                                                                   |  |  |                                                                                           |                                                                                           |                                                                                           |                                                                                           |                                                                                           |                                                                                           |  |  | | | | | | |  |  | | | | | | |  |  |                                                                      |                                                              |                                                              |                                                              |                                                              |                                                              |

## Stammliste
| Bernhard I. (urkundl. 1178–1217) Vogt von Schwerin |
| 1. Bernhard II.                                    |

| Bernhard II. (urkundl. 1218–1226) Vogt von Schwerin |
| 1. Heinrich I. von Schwerin (urkundl. 1227–1237) Angesessen in Lankow und Verbeke in Meklenburg, Stifter der Mecklenburgischen Linie 2. Daniel von Schwerin (urkundl. 1230–1262) Ritter, Angesessen in Zure, Lankow etc. in Meklenburg, Stifter der Pommerschen Linie |

| 1. Mecklenburgische Linie - Heinrich I. von Schwerin (urkundl. 1227–1237) |
| 1. Heinrich I. von Schwerin (urkundl. 1227–1237) Angesessen in Lankow und Verbeke in Meklenburg 1. Ludolf I. von Schwerin (urkundl. 1261–1300) Ritter und Vogt von Schwerin, Stifter der Parchimschen Linie 2. Heinrich II. von Schwerin (urkundl. 1274–1286) Knappe 3. Alexander I. von Schwerin (urkundl. 1265–1295) Ritter, Stifter der Bützowschen Linie |

| 1.1 Parchimsche Linie † - Ludolf I. von Schwerin (urkundl. 1261–1300) |
| 1. Ludolf I. von Schwerin (urkundl. 1261–1300) Ritter und Vogt von Schwerin 1. Ludolf II. von Schwerin (urkundl. 1298–1322) Ritter 1. Gerhard von Schwerin (urkundl. 1327) In Schweden 2. Johann II. von Schwerin (urkundl. 1327–1343) In Schweden 3. Otto I. von Schwerin (urkundl. 1329–1346) Angesessen zu Norby in Schweden, dann zu Güstrow 1. Otto II. von Schwerin (urkundl. 1353) Knappe 1. Werner von Schwerin (urkundl. 1386–1417) Angesessen zu Kläden, Glaveck und Techentinerhagen in Meklenburg 1. Otto III. von Schwerin (urkundl. 1417–1446) Rathmann in Parchim, Angesessen zu Dartz, Glaveck, Molenvelde, und Domsühl 1. Joachim I. von Schwerin (urkundl. 1446–1477) Knappe, Angesessen zu Dartz, Domsühl etc. 1. Joachim II. von Schwerin (urkundl. 1493) Angesessen in Dargelütz 2. Otto IV. von Schwerin (urkundl. 1446–1477) Knappe, Angesessen zu Dartz, Domsühl etc. ∞ Ilsebe Gustevel 1. Johann III. von Schwerin (urkundl. 1474–1492) Rathmann in Güstrow ∞ Elisabeth Breyde 1. Johann IV. von Schwerin (urkundl. 1503–1513) Angesessen in Stralendorf, Dartz und Dargelütz 2. Otto V. von Schwerin (urkundl. 1492–1497) Wohnhaft zu Bützow 4. Vicko von Schwerin (urkundl. 1344) Angesessen in Satow in Meklenburg |

| 1.2 Bützowsche Linie † - Alexander I. von Schwerin (urkundl. 1265–1280) |
| 1. Alexander I. von Schwerin (urkundl. 1265–1280) Ritter 1. Alexander II. von Schwerin (urkundl. 1280–1321) Ritter, Angesessen in Dussin, Minneze, Niendorp und Wendisch-Trechow in Meklenburg 1. Alexander III. von Schwerin (urkundl. 1329) Angesessen in Wulveskrog und Passin 1. Ludolf III. von Schwerin (urkundl. 1367) Angesessen in Wulveskrog, Neuendorf und Passin 1. Babbe von Schwerin (urkundl. 1367) ∞ Wigger Cluver 2. Heinrich VI. von Schwerin (urkundl. 1382–1390) Knappe zu Bützow 2. Heinrich IV. von Schwerin (urkundl. 1329–1346) Angesessen in Wulveskrog und Passin 1. Heinrich V. von Schwerin (urkundl. 1360–1382) Knappe der Burg Bützow 1. Heinrich VII. von Schwerin (urkundl. 1382–1390) 2. Johann II. von Schwerin (urkundl. 1377–1382) 1. Johann III. von Schwerin (urkundl. 1409–1412) Wohnte zu Bellin ∞ Margarethe 3. Alard von Schwerin (urkundl. 1377) 2. Georg von Schwerin (urkundl. 1360) 2. Johann I. von Schwerin (urkundl. 1280–1302) Ritter 3. Heinrich III. von Schwerin (urkundl. 1280–1302) Knappe 4. Adam von Schwerin (urkundl. 1279–1297) Domherr in Güstrow |

| 2. Pommersche Linie - Daniel von Schwerin (urkundl. 1230–1262) |
| 1. Daniel von Schwerin (urkundl. 1230–1262) Ritter, Angesessen in Zure, Lankow etc. in Meklenburg 1. Gerhard von Schwerin (urkundl. 1251–1261) Angesessen in Cachelin auf Usedom, Stifter der Usedomer Hauptlinie 2. Oldag von Schwerin (urkundl. 1256–1291) Stifter der Altwigshagener Hauptlinie 3. Werner von Schwerin (urkundl. 1258–1284) Stifter der Spantekower Hauptlinie |

| 2.1 Usedomer Hauptlinie - Gerhard von Schwerin (urkundl. 1251–1262) |
| 1. Gerhard von Schwerin (urkundl. 1251–1262) Ritter 1. Hermann von Schwerin (urkundl. 1302–1332) 1. Henning von Schwerin (urkundl. 1347) 1. Gerhard von Schwerin (urkundl. 1355) 1. Henning von Schwerin (urkundl. 1390) 2. Nicolaus von Schwerin (urkund. 1390–1402) 2. Florin von Schwerin (urkundl. 1302–1321) 1. Henning von Schwerin (urkundl. 1342–1347) 1. Florin von Schwerin (urkundl. 1355–1360) 1. Nicolaus von Schwerin (urkundl. 1371–1409) 1. Henning von Schwerin (urkundl. 1431, † 1435) 2. Hermann von Schwerin (urkundl. 1431) 2. Gerhard von Schwerin (urkundl. 1371) 1. Heinrich von Schwerin († 1434) 1. Gerhard von Schwerin (urkundl. 1434–1480) 1. Claus von Schwerin (urkundl. 1480) 2. Heinrich von Schwerin (urkundl. 1434) 1. Henning von Schwerin (urkundl. 1515) 1. Henning von Schwerin (urkundl. 1521–1543) 2. (...) (urkundl. 1521–1523) 3. Jancke von Schwerin (urkundl. 1434) 1. Curd von Schwerin (urkundl. 1472–1480) ∞ von dem Borne 4. Sophie von Schwerin (urkundl. 1434 und 1435) ∞ Johannes Rutow 3. Hermann von Schwerin (urkundl. 1389) 2. Burchard von Schwerin (urkundl. 1371) 1. Matthaeus von Schwerin (urkundl. 1409) ∞ Mechthild Stenveld 1. Hille von Schwerin (urkundl. 1415) 2. Heinrich von Schwerin (urkundl. 1342–1346) 3. Gerhard von Schwerin (urkundl. 1319–1323) 1. Dietrich von Schwerin (urkundl. 1321–1342) Stifter der Stolpeschen Linie 4. Tammo von Schwerin (urkundl. 1319) |

| 2.1.1. Stolpesche Linie - Dietrich von Schwerin (urkundl. 1321–1342) |
| 1. Dietrich von Schwerin (urkundl. 1321–1342) Ritter 1. Gerhard von Schwerin (urkundl. 1342) 1. Gerhard von Schwerin (urkundl. 1382–1389) 1. Claus von Schwerin (urkundl. 1409–1433, † 1444) 1. Gerhard von Schwerin (urkundl. 1464) 1. Claus von Schwerin (urkundl. 1480–1523, † 1534) Stifter der Grellenbergschen Linie ∞ Anna von Wackenitz 2. Joachim von Schwerin (urkundl. 1486–1534) Bürgermeister von Usedom 1. Gerhard von Schwerin (urkundl. 1523–1534, † 1538) 2. Joachim von Schwerin (urkundl. 1530) 3. Catharina von Schwerin (urkundl. 1530) 3. Gerhard von Schwerin (urkundl. 1487–1489, † 1534) 2. Henning von Schwerin (urkundl. 1382–1389) 1. Henning von Schwerin (urkundl. 1442 und 1443) 2. Dietrich von Schwerin (urkundl. 1342–1382) 1. Dietrich von Schwerin (urkundl. 1382–1389) 1. Ulrich von Schwerin (urkundl. 1423) 2. Gerhard von Schwerin (urkundl. 1447) Ritter 3. Dietrich von Schwerin (urkundl. 1447) Knappe 2. Gerhard von Schwerin (urkundl. 1389–1423) Knappe und fürstl. Rath 1. Joachim von Schwerin (urkundl. 1417–1448) 1. Claus von Schwerin (urkundl. 1478) ∞ Barbara von Adram a.d.H. Ziersdorf in Meklenburg 1. Gerhard von Schwerin (urkundl. 1486–1495) 2. Otto von Schwerin (urkundl. 1487–1534) ∞ Anna 1. Joachim (Achim) von Schwerin (urkundl. 1534) 1. Otto von Schwerin (urkundl. 1568–1612) ∞ Maria von Borcke 1. Joachim von Schwerin (urkundl. 1625–1631) Stifter des Stolper Zweiges ∞ Marie Elisabeth von Schwerin 2. Jürgen von Schwerin (urkundl. 1626) 3. Otto von Schwerin (urkundl. 1626) 4. Heinrich von Schwerin (urkundl. 1618) 5. Hans von Schwerin (urkundl. 1591–1632) Stifter des Drewelower Zweiges ∞ 1632 Dorothea von Schmalensee a.d.H. Zetelwitz 6. Emerentia von Schwerin (urkundl. 1628) ∞ Conrad von Hausen 7. Dorothea von Schwerin ∞ Ernst von Lepell 8. Gertrud von Schwerin ( † vor 3.3.1668) ∞ Christoph von Oldenfleth ( † vor 26.10.1661) 9. Ursula von Schwerin ∞ Casten von Wulffen 10. Tochter 11. Tochter 12. Tochter 2. Johann von Schwerin (urkundl. 1534) 3. Claus von Schwerin (urkundl. 1487–1534, † 1534) |

| 2.1.1.1. Grellenbergsche Linie † - Claus von Schwerin (urkundl. 1480–1523 † 1534) |
| 1. Claus von Schwerin (urkundl. 1480–1523 † 1534) 1. Raven von Schwerin (urkundl. 1523, † 1534) 2. Claus von Schwerin (urkundl. 1533–1545) ∞ Dorothea von Dauten 1. Andreas von Schwerin (urkundl. 1550) ∞ Elisabeth von der Lühe 1. Claus von Schwerin (urkundl. 1563) ∞ Barbara von der Osten 1. Andreas von Schwerin (urkundl. 1631) ∞ Anna Dorothea von Bevernest 1. Claus von Schwerin (urkundl. 1651–1672) 1. Hans Friedrich von Schwerin (urkundl. 1686) 2. Caspar Heinrich von Schwerin (jung gestorben) 3. Sophie Eleonore von Schwerin (urkundl. 1689) ∞ Richard Christian von Küssow († 1706) 2. Joachim Dietrich von Schwerin (urkundl. 1647, † 1664) 3. Barbara Sophie von Schwerin (* 1621 in Grellenberg, † 16.4.1678 in Rattey) ∞ 11.11.1649 Curd von Manteuffel (* 1599, † 1.3.1653) 4. Gregor Friedrich von Schwerin (* 1636, † 12.10.1698) ∞I. Catharina von Rieben, ∞II. 1690 Sophie Regina von der Wallen († 13.4.1711) 1. I. Hans Joachim von Schwerin (jung gestorben, um 1677) 2. I. Wedige Friedrich von Schwerin (urkundl. 1691, † vor 1698) 3. I. Andreas von Schwerin († vor 1698) 4. I. Claus Dietrich von Schwerin († 1711) 5. I. Eine Tochter ∞ Berndt Christian von Braun († 1732) 6. I. Eine Tochter ∞ Michael von Schmalensee 7. II. Hans von Schwerin (* 12.9.1692 in Pommern/SE, † 10.10.1761) ∞I. 26.2.1717 Eva Elisabeth du Rèes (* 19.8.1693, † 29.7.1717), ∞II. 1721 Anna Margarethe von Gyllenkartau (* 21.12.1688, † 15.2.1769) 1. II. Elsa Margarethe von Schwerin (* 24.3.1723, † 25.11.1807 in Medhammer/ Ostgothland) ∞ 1747 Adolf Johann von Wendel 2. II. Sophie von Schwerin (* 23.7.1725, † 15.2.1765) ∞ 1762 Göran Baron Boije af Gennäs auf Klackeborg ( † 1785) 3. II. Gustaf Friedrich von Schwerin (* 31.10.1726, † 8.1.1729) 4. II. Hedwig Magdalene von Schwerin (* 10.3.1730, † in Kafö/NOR) ∞ 1755 Nils August von Svedenstjerna ( † 1784) 8. II. Christian von Schwerin (* 12.9.1692 in Pommern/SE, † 1778) ∞ 13.2.1722 Amalie Catharina von Bilow (* 5.5.1695, † ) 1. Carl Georg von Schwerin (* 8.10.1724, † .12.1755 Frankfurt a. O.) 2. Bernhard Gustaf von Schwerin (* 28.10.1725, † vor 1779) ∞I. 1750 Margarethe Agnes von Lilieström, ∞II. 1762 Marie von Gardin 1. 1. I. Amalie Christine von Schwerin (* 28.8.1757, † ) 2. I. Carl Gustaf von Schwerin (* 17.7.1760, † nach 1808) 3. I. Friedrich Christian von Schwerin (* 14.12.1761, † nach 1816) 3. Joachim Christian von Schwerin (* 31.1.1727, vermutlich früh gestorben) 4. Amalie Sophie von Schwerin (* 8.2.1728, † ) ∞ Rittmeister und Amtshauptmann von Bilow auf Eixen 5. Friedrich Hartwig von Schwerin (* 1.5.1729, † nach 1783) 6. Sophie Elisabeth von Schwerin (* 17.4.1733, † 3.4.1796 in Stralsund) ∞ Joachim Ulrich von Giese (* 6.9.1719 in Stralsund, † 4.3.1780 in Stralsund) 7. Ulrich Philipp von Schwerin (* 26.8.1734, † nach 1779) 5. Eleonore Marie von Schwerin ∞ Christian von Krackewitz 6. Anna Dorothea von Schwerin (urkundl. 1653) ∞I. Joachim Heinrich von Walsleben, ∞II. Andreas von Köppern 2. Elisabeth von Schwerin (urkundl. 1649) ∞ Melchior von Bonow 3. Ursula von Schwerin (* 1581, † 8.5.1654) ∞ Wedige von Kardorff 4. Catharina von Schwerin (urkundl. 1609–1652) ∞ 1609 Wenige Reimar von der Osten 5. Dorothea von Schwerin (* 1590) ∞ Jürgen von Oldenburg 6. Hedwig Maria von Schwerin (urkundl. 1645) ∞ Curd von Passow 7. Margaretha von Schwerin ∞ Heinrich von Preen 2. Achim von Schwerin (urkundl. 1568–1570) |

| 2.1.1.2. Stolper Zweig - Joachim von Schwerin (urkundl. 1625–1631) |
| 1. Joachim von Schwerin (urkundl. 1625–1631) ∞ Marie Elisabeth von Schwerin 1. Erdmann von Schwerin (* 1657, † 1699) ∞ Dorothea Elisabeth von Brandenburg 1. Joachim Heinrich von Schwerin (* 1688, † 1724) ∞ Johanna Elisabeth von Horn 1. Erdmann Friedrich von Schwerin (* 1704, 1753) Preuss. Landrath ∞ Sophie Margarethe von Lepell 1. Eleonore Luise Friederike von Schwerin ( 1754) 2. Margarethe Charlotte von Schwerin ( 1754) 3. Sophie Elisabeth Dorothea von Schwerin ∞ Gregor Friedrich von Schmalensee 2. Carl Magnus von Schwerin (* 1715, † 1775) Preuss. Generalmajor ∞I. Fried. Charl. von Falcken 1. Magnus Carl Ferdinant Bogislaus von Schwerin (* 1746, † 1810) Preuss. Oberst ∞ Friedr. Catharina von Löfen 2. Gustav Heinrich von Schwerin (* 1747, † 1768) Preuss. Lieut. 3. Wilhelm Heinrich von Schwerin (* 1748, † 1815) Preuss. Forstrath ∞I. Eleon. von Wittstruck ∞II. Caroline Mark 1. I. Charlotte Friedrike Amalie Caroline Johanna Wilhelmine von Schwerin (* 18.9.1784, † 19.2.1805) 2. I. Carl Gustav Wilhelm von Schwerin (* 20.4.1786, † 13.2.1787) 3. I. Friedrich Wilhelm von Schwerin (* 21.6.1787, † 12.2.1789) 4. I. Eduard Heinrich von Schwerin (* 26.9.1788, † 4.10.1788) 5. I. Friedrike Antoinette von Schwerin (* 21.6.1790, † 24.4.1794) 6. I. Emilie von Schwerin (* 27.6.1792, † 28.9.1863 in Militsch/ Schlesien) 7. I. Hermann Joachim von Schwerin (* 11.6.1794, † 8.5.1796) 8. II. Carl Heinrich Friedrich von Schwerin (* 25.10.1797, † 7.2.1798) 9. II. Caroline von Schwerin (* 9.11.1798, † 14.5.1845) ∞ 11.12.1821 Eduard Wilhelm Gustav von Schwerin (* 4.12.1790 in Liegnitz, † 11.2.1861 in Militsch/ Schlesien) 10. II. Clara von Schwerin (* 11.8.1803, † 1836) 4. Friedrich Leopold (Dietrich) von Schwerin (* 1749, † 1808) Preuss. Major 5. Alexander Friedrich von Schwerin (* 1752, † 1807) Preuss. Major, Stifter des Älterern Stolper Zweiges 6. Henriette Charlotte Wilhelmine von Schwerin ( † 1793) ∞ von Witten 7. Ferdinant Ernst Ludwig von Schwerin (* 1763, † 1789) Preuss. Lieut. 8. Adolf Hermann Carl von Schwerin (* 1767, † 1793) Preuss. Lieut. 9. Friedrich Ludwig August von Schwerin (* 1769, † 1822) Preuss. Major und Landrath, Stifter des Jüngeren Stolper Zweiges ∞ Constanze Freiin zu Inn- und Knyphausen 1. Adolf Carl Fido von Schwerin (* 13.1.1808 in Liegnitz, † 4.4.1861 in Liegnitz) ∞ 6.10.1850 in Glogau Olga Luise Ida Henriette Eleonore von Eckartsberg (* 18.4.1830 in Nieder-Zauche, † ) 1. Otto Ludwig Constantin von Schwerin (* 9.9.1838, † ) 2. Ludwig Carl Joachim von Schwerin (* 28.6.1854 in Posen, † ) 3. Georg Ludwig Bogislav von Schwerin (* 26.5.1858 in Weissenfels, † 6.10.1858 in Weissenfels) 4. Emmy von Schwerin (* 10.1.1860 in Zauche, † 1.9.1861 in Liegnitz) 2. Luise Friedrike von Schwerin (* 4.12.1805 in Liegnitz, † 13.10.1872 in Liegnitz) 3. Constance Emilie Elisabeth (Betty) von Schwerin (* 23.7.1809 in Liegnitz, † 28.2.1865 in Würzburg) 10. Elisabeth Charlotte (Adolfine) von Schwerin ( † 1808) Stiftsdame 3. Dorothea Elisabeth von Schwerin ∞ Joachim Dietrich von Schmalensee 4. Johanna Elisabeth von Schwerin ∞ Gerhardt 5. Johanna Maria von Schwerin ∞ von Witten 6. Magdalene Sophie von Schwerin ∞ Felix Heinrich von Horn 2. Friedrich von Schwerin (jung gestorben) 3. Elisabeth Marie von Schwerin ∞ Ernst Bogislav von Apenburg auf Mockratz und Tonnin auf der Insel Wollin 2. Otto Friedrich von Schwerin († 1680 in Colberg erschlagen) 3. Marie Elisabeth von Schwerin ∞ Jacob von Lüskow |

| 2.1.1.2.1. Älterer Stolper Zweig - Alexander Friedrich von Schwerin (* 1752, † 1807) |
| 1. Alexander Friedrich von Schwerin (* 18.9.1752 in Frankenstein/ Schlesien, † 16.6.1807 in Liegnitz) Preuss. Major 1. Emilie Wilhelmine Caroline Ernestine von Schwerin (* 5.9.1786, † 24.11.1824) ∞ 21.10.1810 Iwan von Meier auf Ransen bei Steinau an der Oder 2. Heinrich Ludwig Leopold von Schwerin (* 30.1.1788, † 3.2.1806 in Liegnitz) 3. Eduard Wilhelm Gustav von Schwerin (* 4.12.1790 in Liegnitz, † 11.2.1861 in Militsch/ Schlesien) ∞ 11.12.1821 Caroline von Schwerin (* 9.11.1798, † 14.5.1845) 1. Alexander Magnus Caesar Eduard Wilhelm von Schwerin (* 26.9.1825 in Nimkowitz, † ) ∞I. 11.1858 in Hirschberg/ Schlesien Henriette Wittich (* 24.11.1834, † 12.7.1864), ∞II. 8.8.1866 Julie Ganzel (* 16.9.1840, † ) 1. I. Heinrich Eduard Wilhelm von Schwerin (* 23.6.1861, † ) 2. I. Friedrich Ernst Gustav von Schwerin (* 4.6.1863, † ) 3. II. Walther Alexander Friedrich von Schwerin (* 13.8.1867, † 14.4.1943) ∞I. 9.2.1918 Helene Förster verw. Lorenz (* 20.11.1882, † 9.6.1920), ∞II. 15.10.1922 Alice Dahl verw. Forstmann (* 11.8.1880, † 28.4. 1951) 1. I. Ilse von Schwerin (* 8.9.1918, † 12.8.1970) 4. II. Gertrud von Schwerin (* 1870, † 1871) 5. II. Luise Friederike Emilie von Schwerin (* 30.6.1871, † ) 2. Bruno Adolf Friedrich von Schwerin (* 9.9.1838, † ) |

| 2.1.1.2.2. Jüngerer Stolper Zweig - Ludwig von Schwerin (* 1769, † 1822) |
| 1. Ludwig von Schwerin (* 18.12.1769, † 25.2.1822 in Ransen) Preuss. Major und Landrath ∞ 6.10.1803 in Hoppenrade Sophie Friedrike Oriane Constance Freiin zu Inn- und Knyphausen (* 6.10.1785, † 6.3.1850 in Dresden) o│o nach 1810 1. Adolf Carl Tido von Schwerin (* 13.1.1808 in Liegnitz, † 4.4.1861 in Liegnitz) ∞ 6.10.1850 in Glogau Olga Luise Ida Henriette Eleonore von Eckartsberg (* 18.4.1830 in Nieder-Zauche, † 14.7.1918 in Liegnitz) 1. Otto Ludwig Constantin von Schwerin (* 27.7.1851 in Posen, † 13.10.1939 in Potsdam) ∞ 15.7.1884 Amélie von Tschirschky und Boegendorff (* 4.7.1855, † 17.4.1915) 1. Curt-Christoph von Schwerin (* 14.8.1885 in Mahlsdorf, † 16.4.1966) ∞ 12.5.1936 in Baruth/Sachsen Margarethe Gräfin von Graevenitz (* 4.2.1906 in Duppau, † 18.2.2001 in Feldkirchen) 2. Bernhard von Schwerin (* 20.7.1888, † 16.7.1975) 2. Ludwig Carl Joachim von Schwerin (* 28.6.1854 in Posen, † 8.2.1922) ∞ 21.10.1879 Marie Freiin von Richthofen (* 20.10.1857, † 2.10.1933) 1. Otto Ludwig Manfred von Schwerin (* 6.5.1881 in Züllichau, † 21.6.1943 in Freiburg im Breisgau) ∞I. 7.7.1910 in Berlin-Grunewald Olga Malcomes (* in East London/Kapkolonie), ∞II. 2.6.1921 in Berlin-Wilmersdorf Auguste-Viktoria Gräfin von Gessler (* 22.10.1897 in Pasewalk, † 8.3.1987 in Kronberg-Oberhöchstadt/Taunus) o│o 7.4.1938 in Berlin, ∞III. 27.8.1938 in Berlin Lotte Lehmkuhl verw. Felix (* 30.1.1893 in Elbing, † 17.3.1977 in Frankfurt a. Main) 1. I. Ingrid von Schwerin (* 18.12.1914 in Berlin-Grunewald, † 2.1.1965 in Natal/Afrika) ∞ 5.2.1936 Per Olof Möller o│o 1939 2. Olga Luise Hedwig Elisabeth von Schwerin (* 21.11.1883 in Hannover, † 30.7.1885 in Züllichau) 3. Joachim Bernhard Adolph Detlev von Schwerin (* 20.8.1887 in Züllichau, gefallen 24.10.1914 bei Lowitsch) 4. Siegfried Otto Friedrich von Schwerin (* 28.9.1891 in Neiße, gefallen 3.9.1918 bei Vauveny) 5. Irmgard von Schwerin (* 17.2.1898 in Karlsruhe, † 22.1.1975 in Naumburg) ∞ 26.3.1924 in Berlin-Wilmersdorf Dr. Erich-Leopold Rühle von Lilienstern (* 26.5.1880 in Wilkau bei Zwickau, † 2.1.1946 im Lager Tscherepowez/Russland) o│o 8.6.1934 in Berlin 3. Georg Ludwig Bogislav von Schwerin (* 26.5.1858 in Weissenfels, † ) 4. Emmy von Schwerin (* 10.1.1860 in Zauche, † 1.9.1861 in Liegnitz) 2. Luise Friedrike von Schwerin (* 4.12.1805 in Liegnitz, † 13.10.1872 in Liegnitz) 3. Constance Emilie Elisabeth (Betty) von Schwerin (* 23.7.1809 in Liegnitz, † 28.2.1865 in Würzburg) |

| 2.1.1.3. Drewelower Zweig † - Hans von Schwerin (urkundl. 1591–1632) |
| 1. Hans von Schwerin (urkundl. 1591–1632) ∞ 1632 Dorothea von Schmalensee a.d.H. Zetelwitz 1. Otto Alexander von Schwerin (* um 1634, gefallen Anfang 1676) 1. Hans Alexander von Schwerin (* 1672, † 7.5.1710 in Drevelow) ∞ Elisabeth Goercke 1. Catharina Elisabeth von Schwerin (* 10.3.1707 in Drevelow, † 6.5.1710 in Drevelow) 2. Hans Sigismund von Schwerin (* 1708, gefallen 5.12.1757 in der Schlacht bei Leuthen) 3. Otto Alexander von Schwerin (* 1709, † 31./10.3.1773 in Spantekow) ∞I. ? ( † ), ∞II. Friedrike Sophie Charlotte von Arendorff ( † 1755 in Schwerinsburg) 1. I. Sohn ( jung verstorben ) 2. II. Johann Georg Wilhelm von Schwerin (* 19.9.1760, † 1.1812 in Brandenburg an der Havel) ∞ Frau Eble 3. II. Carl Peter Alwig Leopold Ferdinand Gabriel von Schwerin (1765–1785) 4. II. Christina Sophie Alexandrine von Schwerin (* 6.9.1767) ∞I. 13.8.1792 in Schwerinsburg Hans Heinrich Hildebrandt (* 1756), ∞II. 1798 Stiftsvogt Scheele 5. II. Carl Curd Christoph von Schwerin (* 7.3.1770 in Drevelow, † 29.9.1829 in Königs-Wusterhausen) ∞ 12.10.1812 in Königs-Wusterhausen Mathilde Scholastica von Falcken-Plachecka (* 6.2.1788 in Uez bei Culm in Westpreussen, † 6.9.1846 in Berlin) 1. Alma von Schwerin (* Ende 1813 in Königs-Wusterhausen, † 1819 in Königs-Wusterhausen) 2. Thassilo Curd Ferdinand von Schwerin (* 30.4.1815 in Königs-Wusterhausen, † 6.11.1848 in Berlin) 3. Curd Ludwig Adalbert von Schwerin (* 4.4.1817 in Königs-Wusterhausen, † ) ∞ 27.10.1841 in Berlin Auguste Caroline Wilhelmine Itzcken (* 23.12.1820, † ) 1. Elsbeth Johanna Margarethe Magdalene von Schwerin (* 29.7.1842 in Berlin, † ) 2. Kurd Hans Rudolf Joachim von Schwerin (* 7.12.1843 in Berlin, † 1876 ) ∞ 10.5.1873 Wanda Laura Caroline von Tresckow (* 7.11.1854, † 1924) 1. Wanda von Schwerin (* 1874, † 1953) ∞ Gustav von Oertzen ( † 1926) 3. Katharina Alexandrine Sophie Dorothea von Schwerin (* 25.5.1845 in Berlin, † ) ∞ 23.6.1868 in Frankfurt a. d. Oder Hugo von Johnston 4. Ottomar Curd Carl von Schwerin (* 7.5.1818 in Königs-Wusterhausen, † ) 5. Helene Marianne von Schwerin (* 3.6.1820 in Königs-Wusterhausen, † 1870 in Cöln) ∞ 2.1842 Hans von Offeney ( † 1852) 6. Leopold Curd Carl von Schwerin (* 13.8.1822 in Königs-Wusterhausen, † ) ∞ 1. Tochter (* 1851) 4. Catharina von Schwerin (* 22.8.1710 in Drevelow, jung verstorben) 2. Margarethe von Schwerin (urkundl. 1703) 2. Hans Jürgen von Schwerin (* um 1640, gefallen ) 3. Erich Andreas von Schwerin (* um 1706, † vor dem 24.3.1706) ∞ Johanna von Wahl 1. Johanna Dorothea von Schwerin (urkundl. 1706) 2. Anna Margarethe von Schwerin (urkundl. 1706) 4. Maria Margaretha von Schwerin ∞ Herrn von Lepell zu Postelow |

| 2.2 Altwigshagener Hauptlinie - Oldag von Schwerin (urkundl. 1256–1291) |
| 1. Oldag von Schwerin (urkundl. 1256–1291) 1. Heinrich von Schwerin (urkundl. 1295–1328) 1. Oldag von Schwerin (urkundl. 1326–1355) 1. Henning von Schwerin (urkundl. 1355–1376) 1. Arnold Arnd von Schwerin (urkundl. 1386) 1. Gereke von Schwerin (urkundl. 1431) 1. Matthias von Schwerin (urkundl. 1455–1457) 1. Gereke von Schwerin (urkundl. 1504–1533) 2. Ursula von Schwerin ∞ Friedrich von Ramin auf Böck und Daber 2. Andreas von Schwerin (urkundl. 1461–1463) 2. Peter von Schwerin (urkundl. 1398–1400) 1. Arnd von Schwerin (urkundl. 1429) 2. Henning von Schwerin (urkundl. 1430) 2. Johann von Schwerin (urkundl. 1355) 2. Werner von Schwerin (urkundl. 1326–1355) 1. Oldwig von Schwerin (urkundl. 1374–1386) 1. Oldwig von Schwerin (urkundl. 1382–1405) 1. Heinrich von Schwerin (urkundl. 1435, † vor 2.2.1436) 2. Oldwig von Schwerin (urkundl. 1405–1436) 1. Burgies von Schwerin (urkundl. 1436) 1. Ulrich von Schwerin (urkundl. 1469–1479) 2. Oldwig von Schwerin (urkundl. 1473–1504) 2. Heinrich von Schwerin (urkundl. 1463–1472) 1. Dettlof von Schwerin (urkundl. 1500–1504) 1. Christoph von Schwerin (urkundl. 1533–1560) 3. Claus von Schwerin (urkundl. 1463–1472) ∞ Anna Osterwald 1. Joachim von Schwerin (urkundl. 1472–1492, † vor 1504) 2. Claus von Schwerin (urkundl. 1504) 1. Gerd von Schwerin (urkundl. 1508–1524) 2. Claus von Schwerin (urkundl. 1533) ∞ Ilsabe Krukow 1. Joachim (Achim) von Schwerin (urkundl. 1538–1605) ∞ Catharina von Hagen a. d. H. Falkenhagen 1. Claus von Schwerin 2. Heinrich von Schwerin (urkundl. 1577–1600) ∞ Kunigunde Landschad von Steinach 1. Wolfgang Ernst von Schwerin ∞ Gräfin zu Dohna 2. Luise Juliane Christiane von Schwerin ∞ Hugold Vogt von Hunoldstein 2. Gerd von Schwerin (urkundl. 1382–1386) 1. Gerd von Schwerin (urkundl. vor 1420) 1. Heinrich von Schwerin (urkundl. 1417–1431) 1. Gereke von Schwerin (urkundl. 1431) 1. Michael von Schwerin (urkundl. 1492–1504) 1. Jürgen von Schwerin (urkundl. 1533–1569) 1. Joachim (Achim) von Schwerin (urkundl. 1560–1576) ∞ Agnes von Woldeg 2. Lütke von Schwerin (urkundl. 1520) ∞ Anna Braun 1. Jacob von Schwerin (urkundl. 1533–1573) 1. Hans Lütke von Schwerin (urkundl. 1592) 2. Werner von Schwerin (urkundl. 1468) Stifter der Linie Aurose-Demnitz 2. Werner von Schwerin (urkundl. 1417–1420) 3. Arnd von Schwerin (urkundl. 1382–1386) 3. Arnold von Schwerin (urkundl. 1326–1333) 4. Sohn (urkundl. 1326–1328) 5. Tochter († vor dem 5.6.1320) 2. Werner von Schwerin (urkundl. 1292–1313) 1. Werner von Schwerin (urkundl. 1313) 1. Heinrich von Schwerin (urkundl. 1360–1382) 1. Curd von Schwerin (urkundl. 1371–1397) 2. Curd von Schwerin (urkundl. 1369–1382) 1. Werner von Schwerin (urkundl. 1382–1405) 1. Curd von Schwerin (urkundl. 1441–1443) 1. Curd von Schwerin (urkundl. 1441–1443) 2. Vicko von Schwerin (urkundl. 1405–1420) 3. Werner von Schwerin (urkundl. 1374–1376) 1. Sohn 1. Claus von Schwerin (urkundl. 1436) 3. Oldag von Schwerin (urkundl. 1315) 1. Johann von Schwerin (urkundl. 1342) 1. Eghard von Schwerin (urkundl. 1379–1386) 1. Johann Hans von Schwerin (urkundl. 1389–1436) 2. Bispraw von Schwerin (urkundl. 1357–1389) 1. mehrere Kinder 2. Nicolaus von Schwerin (urkundl. 1342) 1. Gerhard von Schwerin (urkundl. 1386) 2. Claus von Schwerin (urkundl. 1389) |

| 2.2.1 Linie Aurose-Demnitz - Werner von Schwerin (urkundl. 1468) |
| 1. Werner von Schwerin (urkundl. 1468) Begütert in Aurose 1. Heinrich von Schwerin (urkundl. 1492) 1. Werner von Schwerin (urkundl. 1533–1569) 1. Jacob von Schwerin (urkundl. 1560–1591) ∞ Margarethe von Preen 1. Johann Ulrich von Schwerin (urkundl. 1626) 2. Anna von Schwerin ∞ Jacob von Möritz 3. Dorothea von Schwerin ∞I. um 1570 Dietrich von Horn zu Lassan, ∞II. Carsten von Köppern auf Rossin, ∞III. Hans von Ketelhodt zu Kambs 2. Ulrich von Schwerin (urkundl. 1560) 2. Werner von Schwerin (urkundl. 1492–1504) 1. Heinrich von Schwerin (urkundl. 1524–1561) 1. Hans von Schwerin (urkundl. 1560, † 1608) 1. Hans von Schwerin (urkundl. 1611–1626, † vor 1631) 1. Dettlof von Schwerin 2. Joachim von Schwerin (urkundl. 1646–1663) ∞ Gertrud von Behr 1. Hans von Schwerin (urkundl. 1673, † vor 1698) 2. Werner Dettlof von Schwerin (urkundl. 1648, † 8.4.1728 in Aurose) ∞ 1683 Esther Maria von Küssow ( † 6.5.1731) 1. Maria Dorothea von Schwerin (* 28.7.1685 in Aurose, † ) 2. Agnes Elisabeth von Schwerin (* 4.3.1687 in Aurose, † ) ∞ Hauptmann von Horn 3. Curd Christoph von Schwerin (* 8.11.1688 in Aurose, † 10.5.1753 in Anklam) Stifter der Linie Curtshagen, ∞I. 23.11.1719 Anna Magdalene von Ploetz (* 1701, † 10.10.1734), ∞II. 1735 Emerentia Libussa von Bohlen (* 1708, † 23.4.1770 in Aurose) 4. Gertraud Maria von Schwerin (* 23.7.1690 in Aurose, † ) 5. Werner Dettlof von Schwerin (* 31.8.1692 in Aurose, 23.8.1762 in Stegeborg) Stifter der Linie Stegeborg, ∞ 3.3.1743 Maria Freiin Banér (* 20.2.1708 in Philadelphia/USA, † 14.10.1746 in Stegeborg) 3. Wulf Joachim von Schwerin (urkundl. 1673–1705) 2. Dettlof Werner von Schwerin (urkundl. 1626) 3. Joachim Michael von Schwerin (urkundl. 1626) 4. Jürgen von Schwerin (urkundl. 1621) 5. Katharina von Schwerin ∞ Rudolf Elver 6. Ilsabe von Schwerin (urkundl. 1602) ∞ 15.11.1602 in Anklam Michael Ehrich 2. Joachim (Achim) von Schwerin (urkundl. 1567, † vor 1601) |

| 2.2.1.1. Linie Curtshagen † - Curd Christoph von Schwerin (* 1688, † 1753) |
| 1. Curd Christoph von Schwerin (* 8.11.1688 in Aurose, † 10.5.1753 in Anklam) ∞I. 23.11.1719 Anna Magdalene von Ploetz (* 1701, † 10.10.1734), ∞II. 1735 Emerentia Libussa von Bohlen (* 1708, † 23.4.1770 in Aurose) 1. I. Werner Dettlof von Schwerin (* 18.11.1720 in Aurose, † 2.4.1721 in Aurose) 2. I. Tessina von Schwerin (* 29.7.1722, † 1.5.1734 in Aurose) 3. I. Dorothea Elisabeth von Schwerin (* 14.3.1726, † nach 1782) 4. I. Catharina Charlotte von Schwerin (* 22.4.1727 in Aurose, † nach 1781) ∞ Graf von Posse ( † vor 1781) 5. II. Sophie Margarethe von Schwerin (* 5.5.1736 in Aurose, † 26.1.1816 in Anklam) ∞ 18.1.1774 in Stettin Joachim Engelhard Ferdinand von Eickstedt ( † 1787) 6. II. Jarislav Ulrich Friedrich von Schwerin (* 12.10.1737 in Aurose, † 19.8.1813 in Anklam) ∞ Charlotte Henriette von Bismarck ( † 1786) 1. Georg Christian Wilhelm von Schwerin (* 24.11.1773, † 1812) 2. Carl August Curd von Schwerin (* 4.8.1781, † 6.2.1821) ∞ Sophie von Borcke a. d. H. Heinrichshoff 1. Albrecht Ludwig Ulrich von Schwerin (urkundl. 1840–1852) 2. Rudolf Ludwig Wilhelm von Schwerin (* 12.7.1820, † ) 3. Heinrich Dettlof Jarislav von Schwerin (* 4.10.1784 in Stettin, † 23.4.1832 in Krien) ∞I. 1816 Wilhelmine von Bolte (* 4.3.1800) o│o 1821, ∞II. 1821 Julie Amalie Leopoldine Sophie von Bandelin (* 22. April 1800, † 27.8.1850 in Lögow) 1. I. Bertha Sophie Auguste Marie Ulrike von Schwerin (* 25.3.1817 in Anklam, † 15.1.1901 in Eberswalde) ∞ 1841 Wilhelm Bernhard Hülsen ( † 3.1.1869 in Inowraclaw) 2. I. Laura Ulrike Wilhelmine (* 10.5.1818 in Anklam, † 14.3.1890 in Charlottenburg) ∞ Dr. med. Kessler 3. I. Curd Rudolf Ulrich Hugo Hermann von Schwerin (* 27.2.1820 in Anklam, verschollen in Amerika) ∞ Luise von Arndt 1. Clara von Schwerin (* 29.5.1845, † ) ∞ 1863 in Berlin Herrn Bremer 4. II. Hedwig Laura Pauline von Schwerin (* 3.10.1822 in Demmin, † 18.7.1899 in Neu-Ruppin) ∞ 9.4.1840 in Berlin Dr. theol. Ernst Friedrich Pfeiffer (* 8.1.1821 in Berlin, † 3.1.1885 in Wusterhausen) 5. II. Clara Caroline Friederike von Schwerin (* 11.8.1828 in Janow, † 9.1.1832 in Krien) 4. Henriette von Schwerin 7. II. Barbara Catharina Wilhelmine von Schwerin (* 13.4.1739 in Aurose, † ) 8. II. Joachim Ernst Dettlof von Schwerin (* 17.12.1740 in Aurose, gefallen 3.11.1760 in Torgau) 9. II. Friedrike Hedwig von Schwerin (* 21.1.1743 in Aurose, † 5.3.1774 in Aurose) 10. II. Balthasar Philipp Wilhelm von Schwerin (* 10.6.1744 in Aurose, † 29.8.1775 in Stettin) 11. II. Maria Margarethe Caroline von Schwerin (* 27.2.1746 in Aurose, † ) 12. II. Curd Friedrich Christian von Schwerin (* 24.12.1747, † 30.3.1829 in Berlin) ∞ Dorothea Henriette Luise von Owstien (* 1773, † 6.7.1804) 1. Curd Philipp Wilhelm August Ferdinand von Schwerin (* 9.8.1797, † 13.3.1871 in Colberg) ∞ 21.4.1823 Friedrike von Szerdahelly 1. Carl Ernst Wilhelm Curd Ferdinand Rudolf von Schwerin (* 23.1.1824, † ) ∞ 31.7.1856 Auguste Schenck 1. Curd Ulrich von Schwerin (* 4.7.1857 in Frankfurt a. d. O., † ) 2. Rudolf Curd von Schwerin (* 5.7.1860 in Schrimm, † ) 3. Wilhelm Gustav von Schwerin (* 5.8.1861, † ) 4. Ernst Hugo von Schwerin (* 10.10.1864, † 27.3.1866) 2. Ernestine Bertha Adelheid Valerie von Schwerin (* 18.10.1826, † ) 3. Hugo Curd Heinrich Constantin von Schwerin (* 28.7.1830, † ) 2. Carl Wilhelm August ( † als Kind) 3. Ida von Schwerin (urkundl. 1823, † 1868) ∞ 1823 Carl Albinus auf Wegezin ( † vor 1868) 4. Henriette von Schwerin (* 1803, † nach 1875) ∞ Herr von Arnim ( † vor 1875) 13. II. Erdmann August Ludwig von Schwerin (* 29.11.1750 in Aurose, † 27.9.1756 in Aurose) |

| 2.2.1.2. Linie Stegeborg - Werner Dettlof von Schwerin (* 1692, † 1762) |
| Schwedische Grafen seit 1776 1. Werner Dettlof von Schwerin (* 31.8.1692 in Aurose, † 23.8.1762 in Stegeborg) ∞ 3.3.1743 Maria Freiin Banér (* 20.2.1708 in Philadelphia/USA, † 14.10.1746 in Stegeborg) 1. Ebba Maria von Schwerin (* 1743, † 1762) ∞ 3.9.1761 Heinrich von Rosenstjerna ( † 1769) 2. Werner Dettlof Graf von Schwerin (* 6.4.1746, † 30.1.1810 in Idingstad) ∞I. 28.12.1773 Marianne Eleonore Gräfin von Schwerin (* 11.8.1752, † 29.11.1787), ∞II. 16.4.1799 in Sörby Luise Christiane von Svedenstjerna (* 9.11.1772, † 11.1.1832) 1. Marianne Charlotte Gräfin von Schwerin (* 19.10.1774, † 28.8.1785) 2. Philipp Werner Graf von Schwerin (* 7.6.1777, † 23.3.1859 in Stegeborg) ∞ 12.5.1807 Wendela Gustava Ahlgren (* 28.10.1787, † 25.2.1865) 1. Marianne Eleonore Gräfin von Schwerin (* 21.2.1808, † ) ∞ 29.12.1836 Carl Graf von Schwerin (* 20.6.1807, † ) 2. Philipp Werner Graf von Schwerin (* 9.4.1810 in Jönköping, † 20.7.1859 in Wiggeby bei Söderköping in Ostgothland) ∞ 7.9.1844 in Östra Hargskyrka in Ostgothland Hedwig Marianne Charlotte Gräfin von Schwerin (* 25.2.1820, † ) 1. Hedwig Wendela Marianne Wilhelmine Gräfin von Schwerin (* 11.8.1845, † ) ∞ 1865 Carl Wilhelm Alexander Ludwig de Geer (* 1836, † ) 2. Fritz Philipp Graf von Schwerin (* 9.10.1847, † ) 3. Hedwig Eleonore Gräfin von Schwerin (* 10./20.1.1851, † ) 4. Ebba Charlotte Gräfin von Schwerin (* 24.7.1852, † ) 3. Wendela Wilhelmine Gräfin von Schwerin (* 30.5.1812 in Stegeborg, † ) ∞ 30.4.1833 Nils Baron Ericson (* 1802, † 1870) 4. Charlotte Philippine Gräfin von Schwerin (* 21.9.1813, † 2.4.1872) ∞ 4.8.1840 in Stegeborg Friedrich Ulrich von Mannersträle (* 1797, † 1862) 5. Sophie Luise Gräfin von Schwerin (* 10.5.1817 in Stegeborg, † 10.11.1817 in Stegeborg) 6. Ebba Marianne Gräfin von Schwerin (* 15.9.1824, † ) ∞ 8.8.1848 in Stegeborg Otto Philipp August Graf von Schwerin (* 25.10.1817 in Borg, † ) 3. Wilhelm Bogislaus Graf von Schwerin (* 2.7.1778, † 23.1.1779) 4. Friedrich Wilhelm Graf von Schwerin (* 6.1.1781, † 9.12.1848 in Norrköping) ∞ 6.1.1811 in Bolltorp Hedwig Eleonore von Nordenstolpe (* 12.5.1789, † 25.12.1862 in Norrköping) 1. Fredric Wilhelm Werner Graf von Schwerin (* 9.5.1814, † 1880) ∞ 10.6.1847 Gertrud Ingeborg Freiin von Koskull (* 21.10.1827, † ) 1. Anders Fritz Werner Graf von Schwerin (* 20.5.1848 in Idingstad, † 14.6.1849 in Idingstad) 2. Hedwig Friedrike Ingeborg Gräfin von Schwerin (* 15.4.1849 in Idingstad, † 17.4.1849 in Idingstad) 3. Ebba Eleonore Ingeborg Friedrike Gräfin von Schwerin (* 19.8.1850, † ) 4. Ingeborg Gertrud Wilhelmine Gräfin von Schwerin (* 22.8.1851, † ) 5. Emma Wilhelmine Gräfin von Schwerin (* 18.10.1852, † ) 6. Anna Charlotte Gräfin von Schwerin (* 10.12.1853, † ) 7. Hedwig Ingeborg Elsa Gräfin von Schwerin (* 31.7.1856, † 7.2.1941) ∞ Fritz Wilhelm August Graf von Schwerin (* 3.6.1861, † 1930) 2. Carl Philipp Otto Graf von Schwerin ( † als Kind 15.4.1817 in Borg) 3. Otto Philipp August Graf von Schwerin (* 25.10.1817 in Borg, † 1908) ∞ 8.8.1848 in Stegeborg Ebba Marianne Gräfin von Schwerin (* 15.9.1824, † ) 1. Fritz Werner August Graf von Schwerin (* 4.9.1849, † 1908) ∞ 1890 Sigrid Peterson (* 15.12.1858, † 13.10.1950) 1. Sigrid Gräfin von Schwerin (* 30.10.1890, † 19.3.1971) ∞IV. 19.12.1932 in Kopenhagen Nilsson (Nils) Freiherr Trolle o│o 1939 2. Fritz Graf von Schwerin (* 20.11.1891 in Vetlanda, † 11.7.1960 in Granby) ∞ 4.7.1920 in Visby/Gotland Margareta (Marg) Engström (* 19.7.1899 in Visby, † 8.1.1992 in Nyköping) 3. Curt Graf von Schwerin (* 17.7.1894 in Vetlanda, † 19.10.1965 in Stockholm) ∞I. Ingegerd Larson (* 1910, † 5.4.1955 in Brüssel) o│o 12.9.1939, ∞III. 11.2.1947 in Stockholm Carin Gustafson (* 12.9.1909 in Vetlanda, † 8.2.1985 in Stockholm) 2. Otto Philipp Dettlof Graf von Schwerin (* 12.2.1851, † 16.1.1852) 3. Philipp August Graf von Schwerin (* 2.1.1855, † 2.1.1857) 4. Carl Friedrich August Graf von Schwerin (* 16.3.1858, † 27.12.1858 in Borg) 5. Fritz Wilhelm August Graf von Schwerin (* 3.6.1861, † 1930) ∞ Hedwig Ingeborg Elsa Gräfin von Schwerin (* 31.7.1856, † 7.2.1941) 1. Ingeborg Gräfin von Schwerin (* 3.9.1896, † 6.10.1968) ∞ 31.12.1923 Henric Björkmann (* 20.12.1892, † 1972) o│o 8.7.1949 4. Hedwig Marianne Charlotte Gräfin von Schwerin (* 25.2.1820, † ) ∞ 7.9.1844 Philipp .Werner Graf von Schwerin (* 9.4.1810 in Jönköping, † 20.7.1859 in Wiggeby bei Söderköping in Ostgothland) 5. Fritz Bogislaus Graf von Schwerin (* 18.7.1825, † ) ∞ 11.10.1871 Sophie Auguste Caroline Adolfine Carlson (* 20.5.1830, † ) 1. Clary Gräfin von Schwerin (* 1854, † ) 2. Thekla Gräfin von Schwerin (* 1857, † ) 5. Curt Werner Dettlof Jakob Graf von Schwerin (* 20.11.1800, † 19.12.1833 in Linköping) |

| 2.3. Spantekower Hauptlinie - Werner von Schwerin (urkundl. 1258–1284) |
| 1. Werner von Schwerin (urkundl. 1258–1284) 1. Gerhard von Schwerin (urkundl. 1290–1319) 1. Gerhard von Schwerin (urkundl. 1320–1349) 1. Claus von Schwerin(urkundl. 1346–1374) 1. Dettlof von Schwerin (urkundl. 1407–1420) 2. Zacharias von Schwerin (urkundl. 1370) 3. Gerd von Schwerin (urkundl. 1414–1416) 1. N.N. (urkundl. 1414) 1. Gerd von Schwerin (urkundl. 1455) Stifter der Linie Iven 2. Oldag von Schwerin (urkundl. 1308–1326) 1. Curd von Schwerin (urkundl. 1334–1337) 1. Oldag von Schwerin (urkundl. 1374) 1. Henning von Schwerin (urkundl. 1379) 1. Oldwig von Schwerin (urkundl. 1423) 2. Nicolaus von Schwerin (urkundl. 1423) 2. Cuneke von Schwerin (urkundl. 1379–1397) 2. Curd Clathar von Schwerin (urkundl. 1379) 1. Hans von Schwerin (urkundl. 1403–1417) 1. Curd von Schwerin (urkundl. 1414–1424) 1. N.N. (urkundl. 1450) 2. N.N. (urkundl. 1414) 1. Curd von Schwerin (urkundl. 1437–1449) 2. Gerd von Schwerin (urkundl. 1454) 3. Johann (Henning) von Schwerin (urkundl. 1285–1331) 1. Werner von Schwerin (urkundl. 1337) 1. Werner von Schwerin (urkundl. 1374–1389) 1. Heinrich von Schwerin (urkundl. 1373–1389) 1. Curd von Schwerin (urkundl. 1411–1417) 2. Günther von Schwerin (urkundl. 1411) 2. Curd von Schwerin (urkundl. 1378–1399) 1. Curd Stenkop von Schwerin (urkundl. 1417–1428) 1. Curd Stenkop von Schwerin (urkundl. 1450.1457) 2. Claus von Schwerin (urkundl. 1417–1438) 1. Ruwalt Stenkop von Schwerin (urkundl. 1457) 3. Werner Stenkop von Schwerin (urkundl. 1431–1446) 1. Werner Stenkop von Schwerin (urkundl. 1451–1467, † vor 1473) 2. Hans Stenkop von Schwerin (urkundl. 1451–1467, † 1484) 3. Henning von Schwerin (urkundl. 1389–1397) 1. Henning Stenkop von Schwerin (urkundl. 1457–1469) ∞ Sophie von Born 1. Ulrich von Schwerin (urkundl. 1450–1485) Stifter der Linie Putzar 2. Arnd Kulepatz von Schwerin (urkundl. 1455–1493) 2. Hans Bone von Schwerin (urkundl. 1410) Stifter der Linie der Bonen 4. Stephan von Schwerin (urkundl. 1399–1417) 5. Dietrich von Schwerin (urkundl. 1389–1417) 1. Ulrich von Schwerin (urkundl. 1414–1436) 2. Heinrich von Schwerin (urkundl. 1414–1423) 3. Werner von Schwerin (urkundl. 1414–1417) 1. Werner von Schwerin (urkundl. 1450) 2. Albrecht von Schwerin (urkundl. 1457–1467) 2. Heinrich von Schwerin (urkundl. 1330–1337) 1. Heinrich von Schwerin (urkundl. 1371–1382) 1. Berthold von Schwerin (urkundl. 1389) 2. Ulrich von Schwerin (urkundl. 1379–1393) 3. Wedego von Schwerin (urkundl. 1375–1389) 1. Joachim von Schwerin (urkundl. 1417) 2. Wedego von Schwerin (urkundl. 1389) 4. Werner Brummer von Schwerin (urkundl. 1389) 3. Henning von Schwerin (urkundl. 1337–1349) 1. Henning von Schwerin (urkundl. 1385–1404) 4. Dietrich von Schwerin (urkundl. 1278–1319) 1. Dietrich von Schwerin (urkundl. 1330–1357) |

| 2.3.1. Linie Iven † - Gerd von Schwerin (urkundl. 1455) |
| 1. Gerd von Schwerin (urkundl. 1455) Zu Iven 1. Wolf von Schwerin (urkundl. 1450–1485) 1. Gerd von Schwerin (urkundl. 1493–1533) 1. Claus von Schwerin (urkundl. 1560–1594, † vor 1601) 1. Paul von Schwerin (urkundl. 1601–1627, † vor dem 14.6.1633) ∞ Sophie von Balgen a. d. H. Gross-Rogahn in Meklenburg 1. Paul Heinrich von Schwerin (* 1600, † 1696) ∞I. 4.7.1627 in Iven Margarethe von Stedingk, ∞II. Anna Sophie von Viereck a. d. H. Barentin und Radin in Meklenburg 1. I. Johann Dettlof von Schwerin (* um 1630, † vor 1696) ∞ Ilsabe Dorothea von Lüskow 1. Paul Heinrich von Schwerin ( † vor 1696) 2. I. Anna Dorothea von Schwerin ( † 13.11.1727 in Japenzin) 3. I. Ilsabe Margarethe von Schwerin ∞ Hans Adam von Lüskow auf Lüskow und Blesewitz 2. Joachim von Schwerin ( † vor 1626) 3. Marie Elisabeth von Schwerin ∞I. Claus Magnus von Köller auf Hohensee, ∞II. Joachim von Schwerin 4. Sophie von Schwerin 2. Heinrich von Schwerin (urkundl. 1601, † 1617) 3. Curd von Schwerin (urkundl. 1601–1602, † vor 11.1617) 4. Anna von Schwerin ∞ Christoph von Peselin auf Wirzow 5. Ilsabe von Schwerin ( † vor 1617) ∞ Jacob von Lüskow 2. Oldwig von Schwerin (urkundl. 1468–1488) 1. Joachim von Schwerin (urkundl. 1500–1529) |

| 2.3.2. Linie Putzar † - Ulrich von Schwerin (urkundl. 1450–1485) |
| 1. Ulrich von Schwerin (urkundl. 1450–1485, † vor dem 20.9.1490) ∞ Ilsabe von Voss 1. Henning von Schwerin (urkundl. 1490–1512, † vor 1523) 2. Joachim von Schwerin (urkundl. 1494–1504, † vor 1523) ∞ Ottilie von Bredow 1. Hans von Schwerin (urkundl. 1523–1569) 1. Hans von Schwerin (urkundl. 1674, † vermutlich vor 1569) ∞ Sophie von Eickstedt 1. Margarethe von Schwerin ∞ Hans von Bredow 2. Ulrich von Schwerin (urkundl. 1523–1575, † vermutlich 1575) ∞ Anna von Arnim 1. Dietrich von Schwerin (urkundl. ab 1547, † 11.6.1611 in Spantekow) ∞ 15.6.1600 in Spantekow Barbara Maria von Zitzewitz 1. Maria Barbara von Schwerin (* 11.12.1602 in Spantekow, † ) 2. Dietrich (Theodor) Joachim Bernhard von Schwerin (* 17.10.1606 in Spantekow, † als Kind) 2. Johann Dettlof von Schwerin (urkundl. 1547, † vermutlich 1550) 3. Ulrich von Schwerin (* 1536, † vor 1626) ∞ um 1568 Katharina von Waldenfels 1. Ulrich von Schwerin (* 1570 in Stergard, † 17.4.1612) ∞ 5.10.1599 Elisabeth Sophie von Arnim 1. Ulrich von Schwerin ( † vor 1625) 2. Bernd von Schwerin ( gefallen vor 1625) 3. Philipp von Schwerin ( urkundl. 1625) 4. Agnes von Schwerin ∞ Herrn von Viereck 5. Catharina Sophie von Schwerin ( † als Kind) 6. Tochter ( † 1610 als Kind) 7. Tochter ( † als Kind) 2. Joachim von Schwerin (urkundl. 1618, † vermutlich vor 1626) 3. Georg Ernst von Schwerin (urkundl. 1587–1631) ∞I. Margarethe von Maltzan, ∞II. Anna von Glöden 1. Ulrich Wigand von Schwerin ( † vor 1651) 2. Dietrich von Schwerin ( † als Kind) 3. Anna von Schwerin ∞ Johann von Anrieppe 4. Margarethe von Schwerin 5. Elisabeth von Schwerin ∞ 23.6.1663 Johann August von Eschenfeldt 4. Elisabeth von Schwerin (urkundl. 1583) ∞ David von Bassewitz 5. Margarethe von Schwerin ∞ Jürgen von Moltke 4. Joachim von Schwerin (urkundl. 1551, † um 1618) ∞ Catharina von Neuenkirchen 1. Ulrich von Schwerin (urkundl. 1592–1611, † vor 1618) 2. Rüdiger von Schwerin (urkundl. 1612, † 1623 in Friedland) ∞ 15.11.1613 in Clempenow Catharina von Eickstedt ( † 14.5.1638) 1. Joachim Dettlof von Schwerin (* um 1614, † vor 1626) 2. Joachim Valentin von Schwerin (urkundl. 1626, † .6.1632 in Mainz) 3. Vivigenz von Schwerin (urkundl. 1617, † 18.10.1634 in Kopenhagen) 4. Catharina von Schwerin (urkundl. 1637, † 1655) ∞ 1637 Erich Graf von Steenbock (* 20.5.1612 in Stockholm, gefallen .3.1659 bei Kopenhagen) 3. Joachim von Schwerin (urkundl. 1626–1631, † vermutlich 1632) ∞ Sabina Marie von Eickstedt (* 1599, † ) 1. Barbara von Schwerin ( † vor 24.12.1700) ∞ Ulrich Adolf von Holstein 4. Henning Christoph von Schwerin ( † 1621) 5. Jürgen von Schwerin (urkundl. 1626–1673) ∞ um 1632 Maria von der Gröben ( † 24.6.1660) 1. Jürgen Christoph von Schwerin (* 23.2.1633, † 19.3.1706 in Putzar) ∞ 4.10.1663 in Leissin Catharina Elisabeth von Flemming (* 1.1.1638 in Stettin, † 21.12.1664 in Putzar) 1. Jürgen Ewald von Schwerin (* 24.9.1664, † 15.1.1665 in Putzar) 2. Catharina Sabina von Schwerin (* 1634, † ) ∞ 16.10.1648 in Putzar Felix Paris von Flemming ( † 1666) 3. Ilsabe Eleonore von Schwerin (* 13.3.1635, † ) ∞ 18.2.1664 Friedrich von der Osten 4. Agnes von Schwerin (* 9.9.1636 in Anklam, † ) ∞ 1664 Johann Otto von Wahl 5. Joachim Ludwig von Schwerin ( † als Kind um 1642) 6. Sophie Barbara von Schwerin (* 24.2.1642, † ) 6. Bernd Vivigenz von Schwerin (urkundl. 1597–1621) 7. Ilsabe von Schwerin (urkundl. 1583–1604) ∞ 14.10.1604 Dubslav von Eickstedt (* 1555, † 1621) 8. Catharina von Schwerin (urkundl. 1606–1614) ∞ um 1606 Joachim von Eickstedt (* 1552, † 1626) 9. Sophie Ottilie von Schwerin (urkundl. 1615–1632) ∞ 1615 Marrhias von Behr 5. Henning von Schwerin (urkundl. 1562, † vor 1575) 6. Bernhard (Bernd) von Schwerin (urkundl. 1562, † um 1591) ∞I. 15.12.1577 in Spantekow Dorothea von Linstow ( † vor 1582), ∞II. 1582 Anna von Rohr (* 1565, † 12.4.1616) 1. II. Elisabeth von Schwerin (* 13.1.1583 in Spantekow, † ) ∞ um 1604 Georg von Quitzow 2. II. Sohn (* vermutlich 1585, † als Kind) 3. II. Anna Dorothea von Schwerin (* 23.1.1585 in Spantekow, † ) ∞ um 1618 Melchior von Gadow 4. II. Maria von Schwerin (* 6.2.1586 in Spantekow, † 17.7.1586 in Spantekow) 5. II. Sophie von Schwerin (* 1.7.1591 in Spantekow, † ) ∞ Daniel von Lüderitz ( † vor 1653) 7. Ludolf von Schwerin (urkundl. 1560, † vor 1615) 1. Ulrich von Schwerin (urkundl. 1618, † 25.10.1632) 2. Ernst Ludwig von Schwerin ( † 1626) 3. Bernd von Schwerin (urkundl. 1617–1627) 4. Curd Dettlof von Schwerin (urkundl. 1619, † 9.11.1663) ∞ um 1630 Catharina von Borcke ( † 4.1.1660) 5. Dorothea von Schwerin (* 3.2.1588, † 28.2.1640 in Lübeck) ∞ 1617 Hans Albrecht von Quitzow 6. Ilsabe Margarethe von Schwerin (urkundl. 1622, † 1669) ∞ 1632 Balthasar von Klöden ( † 12.4.1664) |

| 2.3.3. Linie der Bonen - Hans (Bone) von Schwerin (urkundl. 1410) |
| 1. Hans (Bone) von Schwerin (urkundl. 1410) ∞ Dorothea von Lindstedt 1. Joachim von Schwerin (urkundl. 1450) 2. Jasper von Schwerin (urkundl. 1473–1481) 3. Hans von Schwerin (urkundl. 1475) ∞ Anna Catharina von Born 1. Hans von Schwerin (urkundl. 1504–1540) ∞I. Anna von Behr ∞II. Ilsabe (Benigna) von Flemming 1. I. Christoph von Schwerin (urkundl. 1549–1568) Stifter der Linie Linie Löwitz 2. II. Henning von Schwerin (urkundl. 1549–1570, † 1603) Stifter der Linie Linie Cummerow 3. II. Hans von Schwerin (urkundl. 1550, † vor dem 11.11.1556) 4. II. Jacob von Schwerin (* 1529, † vermutlich 1585) Stifter der Linie Linie Alschwangen 5. II. Arnd von Schwerin (urkundl. 1556, † vor 1598) 6. II. Hans Hugold von Schwerin (urkundl. 1556–1601) Stifter der Linie (Jüngeren) Linie Altwigshagen |

| 2.3.3.1. Linie Löwitz - Christoph von Schwerin (urkundl. 1549–1568) |
| 1. Christoph von Schwerin (urkundl. 1549–1568, † 1568) ∞ Agnes von der Schulenburg 1. Dettlof von Schwerin (urkundl. 169–1593, † vor 1598) 2. Claus von Schwerin (urkundl. 1567–1612, † 18.11.1612 in Anklam) ∞ um 1591 Margarethe von Krassow ( † 1648) 3. Tochter 4. Tochter 5. Tochter 1. Agnes von Schwerin (* 1593, † 1611 in Stolpe) 2. Dorothea von Schwerin (* 1594, † 1605 auf Rügen) 3. Christoph Heinrich von Schwerin (* 1596 in Löwitz, † vor 1673) Stifter der Linie Putenitz-Löbenitz ∞ 1620 Sophie von Behr 4. Anna Margarethe von Schwerin (* 1598, urkundl. bis 1624) ∞ Henning von Kahlden 5. Catharina von Schwerin (* 20.10.1599, † 1646) ∞ 1623 Daniel von Jörcken aus Hanshagenn 6. Anton Dettlof von Schwerin (* 15.12.1600, 11.12.1658 bei Ducherow) ∞ 23.2.1634 in Putzar Sophie von Wedell (* 24.7.1614, † nach 1675) 1. Hans Christoph von Schwerin ( † als Kind vor 1658) 2. Catharina Maria von Schwerin ( † als Kind vor 1658) 3. Margarethe Dorothea von Schwerin (* 25.1.1636, 2.12.1689) ∞ 26.1.1653 Philipp Gutzlaff von Rotermund 4. Catharina Sophie von Schwerin (urkundl. 1666) ∞ Oloff von Segebad 5. Agnes Maria von Schwerin (* 10.3.1641, urkundl. bis 1666) ∞ Hans Christoph von Trampe 6. Vigilante Elisabeth von Schwerin (* 5.1.1643, urkundl. bis 1666) ∞ Bernd Henning von Manteuffel 7. Anna Cordula von Schwerin (* 30.4.1644, urkundl. bis 1666) ∞ Curd Dettlof von Schwerin (* 7.2.1633, † 1696 in Pelsin) 8. Curd Dettlof von Schwerin (* 4.1.1646, † vor 1658) 9. Helene abine von Schwerin (* 27.5.1647, † 18.2.1706 in Gütersberg) ∞ Hans Christoph von Arnim ( † 1709) 10. Ulrich von Schwerin (* 18.2.1648 in Löwitz, † 8.8.1697 in Barth) ∞ 1675 Anna Lucretia von Ramin (* 1653, † 24.5.1745 in Putzar) 1. Bernd Dettlof von Schwerin (* 1676 in Löwitz, gefallen 2./22.7.1704 bei Donauwörth) 2. Sophie Ilsabe von Schwerin (* 9.3.1677, † 1715) ∞ 15.7.1700 Arnd Christoph von Bohlen 3. Anton Ulrich von Schwerin (* 1679, † 1709 in Deventer) 4. Margarethe Dorothea von Schwerin (* 9.2.1680, † ) ∞ 2.10.1704 Christian Albrecht von Parsenow 5. Hans Bogislav Graf von Schwerin (* 10.6.1683 in Löwitz, † 23.8.1747 in Berlin) Stifter der Linie Schwerinsburg ∞ 27.12.1728 in Boitzenburg Charlotte von Arnim (* 1.1.1710, † 22.11.1779 in Berlin) 6. Curd Christoph Graf von Schwerin (* 26.10.1684 in Löwitz, gefallen 6.5.1757 in der Schlacht von Prag) ∞I. 15.7.1708 in Putzar Ulrike Eleonore Freiin von Krassow (* 2.5.1693 in Mastricht, † 30.6.1754 in Schwerinsburg), ∞II. 20.10.1754 in Schwerinsburg Philippine Luise von Wackenitz (* 19.3.1696, † 14.2.1778 in Anklam) 1. Hans Dettlof von Schwerin (* 26.4.1711 in Schwerin, † 7.4.1715 in Rostock) 2. Sophie Charlotte von Schwerin (* 19.11.1712 in Schwerin, † 8.4.1715 in Rostock) 3. Carl Leopold von Schwerin (* 27.2.1715 in Rostock, † 27.2.1716 in Schwerin) 7. Barbara Luise von Schwerin (* 4.7.1690, † nach 1721) ∞ 20.10.1706 Carl von Linden 8. Anna Beate Lucretia von Schwerin (* 14.7.1692, † 4./14.4.1692) ∞ 1.2.1728 Georg Bernd von Ramin 9. Sophia Juliane von Schwerin (* 9.1.1694, † 25.2.1755 in Putzar) 10. Antonie Sabine von Schwerin ( † als Kind vor 1697) 11. Anna Beate von Schwerin ( † als Kind vor 1697) 12. Catharina Lukretia von Schwerin ( † als Kind vor 1697) 13. Eva Hedwig von Schwerin ( † als Kind vor 1697) 11. Dettlof von Schwerin (* 8.6.1650 in Löwitz, † 30.8.1707 in Putzar) 12. Ilsabe Esther von Schwerin (* 18.10.1652, † ) ∞ um 1691 Hans Jürgen von Glöden ( † 1692) 13. Erdmuth von Schwerin (* 23.1.1655, † ) ∞ Herrn von Köppern auf Rossin 14. Barbara von Schwerin (* 8.7.1659, † ) ∞ Peter Christian von Puttkamer 7. Maria von Schwerin (* 1602, † nach 1666) ∞I. Hans von Warburg auf Quaden-Schönfeld ∞II. 1645 Vicco von Gentzkow 8. Johann (Hans) von Schwerin (* 1603, † vor 1653) 9. Ilsabe von Schwerin (* 1604, † 1611 in Stolpe) 10. Dorothea von Schwerin (* 1610, † 1611 in Stolpe) |

| 2.3.3.1.1. Linie Putenitz-Löbenitz - Christoph Heinrich von Schwerin (urkundl. 1596–1631) |
| 1. Christoph Heinrich von Schwerin (* 1596 in Löwitz , † zwischen 1631 und 1673) ∞ 1620 Sophie von Behr 1. Christoph Dettlof von Schwerin (* 1623, † vor 1673) ∞ Barbara Maria von Horn 1. Jacob Ulrich von Schwerin ( † vor 1673) 2. Claus Ulrich von Schwerin (* 1624, † 1681) ∞ Anna Esther von Horn (* 1649, † 26.12.1706 in Ribnitz) 1. Philipp Christoph von Schwerin (urkundl. 1691–1705) ∞ Regina Elisabeth von Pfuel 1. Jacob Ulrich von Schwerin (* 1679, gefallen 29.10.1706 in der Schlacht bei Kalisch) 1. Claus Philipp von Schwerin (urkundl. 1723) 2. Claus Philipp Freiherr von Schwerin (* 24.3.1689, † 10.12.1748 in Stralsund) Stifter der Linie Husby ∞ 6.9.1716 Maria Johanna Freiin von Burensköld (* 16.12.1694, † 1.11.1774) 3. Dettlof Friedrich von Schwerin (urkundl. 1723–1738, † nach 1741) 4. Elisabeth Charlotte von Schwerin 5. Juliane Eleonore von Schwerin ( urkundl. 1737, † 24.4.1780) 6. Anna Luise von Schwerin 2. Bogislav von Schwerin ( gefallen 1686) 3. Carl Gustav von Schwerin (urkundl. 1683–1705) 4. Hans Dettlof von Schwerin (urkundl. 1691) 5. Esther von Schwerin 6. Eleonore von Schwerin 7. Agnes von Schwerin 3. Hans Jürgen von Schwerin (urkundl. 1637) 4. Hedwig Dorothea von Schwerin 5. Margarethe Sophie von Schwerin |

| 2.3.3.1.1.1. Linie Husby - Claus Philipp Freiherr von Schwerin (* 1689, † 1748) |
| Schwedische Freiherren seit 1720, Grafen seit 1766 1. Claus Philipp Freiherr von Schwerin (* 24.3.1689, † 10.12.1748 in Stralsund) ∞ 6.9.1716 Maria Johanna Freiin von Burensköld (* 16.12.1694, † 1.11.1774) 1. Elsa Regina Freiin von Schwerin (* 22.9.1717, † 14.7.1761) ∞I. 1740 Samuel Gammal Freiherr Ehrencrona († 1756) ∞II. 13.5.1759 Harald von Appelbom ( † 1783) 2. Jacob Philipp Graf von Schwerin (* 8.5.1719, 2.1.1779 in Stockholm) ∞ 28.8.1750 Charlotte Sophie Margarethe Gräfin von Bohlen (* 17.11.1737 in Stralsund, 21.5.1773 in Idingstad) 1. Curd Philipp Carl Graf von Schwerin (* 22.7.1751, † 21.9.1828 in Husby) ∞ 2.11.1780 Ulrike Wilhelmine Gräfin zu Putbus (* 14.6.1762, † 9.5.1843 in Husby) 2. Marianne Eleonore Gräfin von Schwerin (* 11.8.1752 in Löbnitz, † 29.11.1787 in Idingstad) ∞ 28.12.1773 Werner Dettlof Graf von Schwerin (* 6.4.1746, † 30.1.1810 in Idingstad) 3. Charlotte Philippine Gräfin von Schwerin (* 28.5.1755, † 12.1.1823) ∞I. 14.8.1778 Wilhelm Freiherr von Wennerstädt ( † 1780), ∞II. Gustaf Adolf Freiherr von Klingspor ( † 20.11.1800) 4. Jacob Wilhelm Freiherr von Schwerin (* 22.5.1757, † 27.1.1763) 5. Adolf Ludwig Graf von Schwerin (* 28.1.1759, † 19.2.1818 in Westeras/Westmanland) ∞ 2.3.1794 in Jackarby/Finnland Margaretha Catharina Freiin Ramsay (* 30.11.1775, † 29.5.1858 in Stockholm) 1. Curd Philipp Otto Graf von Schwerin (* 15.5.1795, † 27.7.1849 in Söderköping) ∞ 22.12.1844 Mathilde Christine Hagberg (* 1818, † ) 2. Sophie Wilhelmine Gräfin von Schwerin (* 29.4.1798, † ) ∞ 18.7.1823 in Stockholm Sven Lorentz Theorell (* 5.11.1784, † 15.12.1861) 3. Adolph Henning Graf von Schwerin (* 31.5.1799, † ) 4. Jacob Bogislaus Graf von Schwerin (* 1802, 25.2.1829 in Köping) 5. Wilhelm Ludwig Graf von Schwerin (* 30.10.1804, † 2.1867 in Trosa) 6. Axel August Freiherr von Schwerin (* 12.12.1759, † 16.9.1760) 7. Carl Ulrich Graf von Schwerin (* 15.7.1762, † 14.7.1806) 8. Fredrik Bogislaus Graf von Schwerin (* 6.10.1764 in Stralsund, † 9.4.1834 in Stockholm) ∞ 17.9.1788 Luise Charlotte af Petersens (* 16.12.1767, † 20.1.1839) 9. Wilhelmine Charlotte Gräfin von Schwerin (* 26.6.1789 in Sala, † 1861) ∞ 6.10.1820 in Sala Axel Wilhelm von Söderhjelm (* 1792, † 1855) 1. Philipp Bogislaus Graf von Schwerin (* 6.8.1790 in Sala, † 28.4.1865 in Stockholm) Stifter der Linie Husby - Älterer Zweig ∞ 10.10.1822 in Weteras Charlotte Wilhelmine Erica Freiin Liljenerantz (* 11.4.1803, † 22.4.1864) 2. Fritz Hugold Graf von Schwerin (* 26.10.1791 in Sala, † 18.4.1868) 3. Wilhelm Johann Ludwig Graf von Schwerin (* 2.12.1792 in Ersavik/Södertörn, † 27.9.1808 in Kalajocki/Finnland) 4. Clas Ulrich Graf von Schwerin (* 16.4.1794, † 1794) 5. Clas Ulrich Graf von Schwerin (* 8.4.1796, † 1796) 6. Luise Charlotte Marianne Gräfin von Schwerin (* 6.5.1797 in Sala, † ) ∞ 5.5.1828 in Sala Carl Gustaf Wigström 7. Eleonore Charlotte Philippine Friedrike Luise Gräfin von Schwerin (* 3.9.1804 in Sala, † 23.11.1867) ∞ 6.6.1824 in Sala Carl Johann Hallenborg (* 1796, † 1859) 8. Carl Graf von Schwerin (* 20.6.1807, † 1879) Stifter der Linie Husby - Jüngerer Zweig ∞ 29.12.1836 Marianne Eleonore Gräfin von Schwerin (* 21.2.1808, † ) 3. Marie Eleonore Freiin von Schwerin (* 2.8.1720, † 16.6.1779) 4. Ulrike Freiin von Schwerin (* 12.10.1722, † 31.3.1777 in Stockholm) ∞ 1750 Carl Gustaf Gemmal Freiherr Ehrencrona ( † 1781) |

| 2.3.3.1.1.1.1. Linie Husby - Älterer Zweig † - Philipp Bogislaus Graf von Schwerin (* 1790, † 1865) |
| 1. Philipp Bogislaus Graf von Schwerin (* 6.8.1790 in Sala, † 28.4.1865 in Stockholm) ∞ 10.10.1822 in Weteras Charlotte Wilhelmine Erica Freiin Liljenerantz (* 11.4.1803, † 22.4.1864) 1. Wilhelmine Luise Gräfin von Schwerin (* 25.8.1823 in Stockholm, † ) ∞ 10.11.1842 in Stockholm Johann Otto Blomstedt (* 1815, † ) 2. Philipp Friedrich Wilhelm Graf von Schwerin (* 1.5.1825, † 8.12.1828) 3. Charlotte Eleonore Luise Gräfin von Schwerin (* 6.1.1828, † ) 4. Hedwig Amalia Augusta Gräfin von Schwerin (* 3.12.1829, † ) ∞ 14.4.1856 in Westeras Friedrich August Björkenstam (* 1802, † ) 5. Luise Jacobina Gräfin von Schwerin (* 5.11.1831, † ) ∞ 17.9.1860 in Dalarökyrky/Södermanland Dr. Jacob Theodor Hagberg 6. Josephina Hedig Gräfin von Schwerin (* 25.9.1833, † ) 7. Eugenia Eleonore Gräfin von Schwerin (* 25.9.1833, † ) 8. Carl Gustaf Philipp Graf von Schwerin (* 29.5.1835, † 1912) ∞I. 25.9.1861 in Stockholm Sophie Auguste Margarethe Wretman (* 24.8.1838, † ), ∞II. 1880 Ellen Cederwall (* 1.7.1858, † 28.11.1938) 1. Philipp Henric Ludwig Bogislav von Schwerin (* 12.1.1863, † 10.1.1951) ∞ 5.6.1890 Tyra Öberg (* 4.2.1872, † 19.6.1964) 1. Margit Gräfin von Schwerin (* 23.3.1899, † 6.2.1953) ∞ 8.9.1928 Curt Rundgren (* 4.1.1895 in Karlskrona, † 1988) 2. Wilhelm Graf von Schwerin (* 5.10.1904, † 8.4.1966) ∞ 16.9.1935 in Stockholm Elisabeth Theorell (* 25.3.1906 in Linköping, † 4.1988) 2. Bogislav Graf von Schwerin (* 12.10.1881, † 2.1.1940) ∞ 4.2.1932 in Solna bei Stockholm Dagmar Fogelberg (* 15.11.1898, † ) 9. Wilhelm Sixten Axel Fredric Graf von Schwerin (* 26.4.1838, † 1885) ∞ 14.9.1867 Agnes Maria Theresia Luise von Scheven (* 27.1.1850, † ) 1. Annie Gräfin von Schwerin (* 3.2.1876 in Stockholm, † 1.4.1968) ∞ 29.12.1900 in Stockholm Bertel Björkegren (* 14.3.1872, † 24.1.1934) 10. Gustaf Werner Graf von Schwerin (* 28.12.1839, † 1912) ∞ 5.9.1873 Eva Sophie Freiin Kurck (* 28.9.1850, † ) 1. Henrik Graf von Schwerin (* 8.9.1874, † 17.1.1962) 2. Richissa Gräfin von Schwerin (* 13.8.1883, † 22.7.1964) ∞ 21.6.1923 Wilhelm Rönström (* 17.8.1867, † 11.1.1941) 11. Carl Philipp Otto Graf von Schwerin (* 3.5.1843, † ) |

| 2.3.3.1.1.1.2. Linie Husby - Jüngerer Zweig - Carl Graf von Schwerin (* 1807) |
| 1. Carl Graf von Schwerin (* 20.6.1807, † 1879) ∞ 29.12.1836 Marianne Eleonore Gräfin von Schwerin (* 21.2.1808, † ) 1. Wendela Charlotte Marianne Eleonore Gräfin von Schwerin (* 8.12.1837, † 1868) 2. Carl Philipp Bogislaus Graf von Schwerin (* 3.7.1839, † 1904) ∞ 7.11.1872 Charlotte Sophie Eleonore Schürer von Waldheim (* 9.10.1850 in Stockholm, † 1919) 1. Anna Gräfin von Schwerin (* 1873, † 19.3.1951 in Stockholm) ∞ Gösta Gartz (* 1868, † 1939) 2. Ebba Gräfin von Schwerin (* 1875, † 1957) ∞ Lic. med. Seth Hultin (* 1870, 1951) 3. Marianne Gräfin von Schwerin (* 1878, † 1932) 4. Hedwig Gräfin von Schwerin (* 1881, † 1933) ∞ Birger Fagergren (* 1875, † ) 5. Carl Graf von Schwerin (* 1883, † 1947) ∞ Dagmar Olsson (* 1897, † 1946) 6. Gustaf Graf von Schwerin (* 1884, † 1967) ∞ Alice Viroulet-Fagerström (* 1898, † ) 1. Eleonore Gräfin von Schwerin (* 16.7.1925 in Stockholm, † 23.10.1994 in Danndorf) ∞ 18.10.1957 in Paris Botho Graf von Schwerin (* 19.12.1921 in Zettemin, † 27.10.2004 in Danndorf) 7. Carola Gräfin von Schwerin (* 1888, † 15.1.1982) |

| 2.3.3.1.2. Linie Schwerinsburg - Hans Bogislav Graf von Schwerin (* 1683, † 1747) |
| 1. Hans Bogislav Graf von Schwerin (* 10.6.1683 in Löwitz, † 23.8.1747 in Berlin) Geheimer Rath und Landjägermeister 1. Friedrich Wilhelm Graf von Schwerin (* 6.8.1729 in Putzar, † 9.1.1803 in Elbing) ∞ 6./17.6.1757 in Laasen bei Schweidnitz Beate Sophie Gräfin von Burghauss (* 17.5.1733, 7.12.1791 in Wierschowitz) o│o 15.12.1769 in Stettin 2. Anna Margarethe Dorothea Gräfin von Schwerin (* 30.1.1731 in Berlin, † 8.11.1787 in Schwerinsburg) ∞ 5.1746 Christian Friedrich von Ramin (* 8.1.1714, † 9.2.1761) 3. Wilhelm Friedrich Carl Graf von Schwerin (* 11.12.1739 in Berlin, † 17.8.1802 in Doberan) ∞ 17.12.1783 in Königsberg Wilhelmine Johanna Freiin von Rehbinder (* 6.12.1766, † 21.12.1829) 1. Carl Friedrich Wilhelm Ludwig Leopold August Graf von Schwerin (* 25.9.1784 in Marienburg, † 15.1.1809 in Königsberg) ∞ 27.3.1806 in Berlin Johanna Henriette Auguste Freiin Marschall von Bieberstein (* 13.5.1788 in Stargard/Pommern, † 17.6.1808 in Cöslin) 1. Sohn (* 12.4.1808 in Cöslin, † gleich nach der Geburt) 2. Wilhelmine Amalie Albertine Antoinette Luise Caroline Gräfin von Schwerin (* 2.6.1786 in Preussisch-Holland, † 10.9.1868) ∞ 1.8.1817 Georg Freiherr von der Recke (* 1792, † 1841) 3. Friedrich Wilhelm Adolf Dettlof Ferdinand Abrecht Graf von Schwerin (* 20.6.1791 in Preussisch-Holland, † 27.2.1856 in Danzig) ∞ 14.2.1812 in Tilsit Ida Eleonore Elisabeth von Baczko (* 9.3.1796, † 8.7.1859 in Danzig) 1. Clementine Marie Wilhelmine Friedrike Gräfin von Schwerin (* 15.11.1812 in Tilsit, † ) 2. Alexandrine Johanna Friedrike Franziska Gräfin von Schwerin (* 22.11.1813 in Tilsit, † ) 3. Emma Leopoldine Wilhelmine Agnes Gräfin von Schwerin (* 22.12.1815 in Königsberg, † ) 4. Curt Friedrich Theodor Graf von Schwerin (* 18.1.1817 in Königsberg, † 11.4.1872 in Königsberg) 5. Josephine Elisabeth Felicitas Gräfin von Schwerin (* 7.3.1836 in Wehlau, † ) 4. Heinrich Bogislav Dettlof Graf von Schwerin (* 10.6.1743 in Berlin, † 17.9.1791 in Schwerinsburg) ∞ 25.11.1774 in Schwerinsburg Anna Beate Luise von Ramin (* 10.9.1752 in Stettin, † 11.6.1826 in Schwerinsburg) 1. Charlotte Luise Dorothea Ottilie Gräfin von Schwerin (* 4.10.1775 in Schwerinsburg, † 27.1.1796 in Stendal/Altmark) 2. Carl Wilhelm Ludwig Heinrich Graf von Schwerin (* 19.12.1776 in Schwerinsburg, † 8.8.1839 in Putzar) Stifter des Putzar-Schwerinsburger Zweiges ∞ 8.5.1803 in Prenzlau Charlotte Friedrike Luise von Berg (* 9.8.1783 in Quedlinburg, † 7.6.1826 in Schwerinsburg) 3. Caroline Wilhelmine Ulrike Beate Gräfin von Schwerin (* 22.2.1778 in Schwerinsburg, † 26.8.1778 in Schwerinsburg) 4. Philipp Friedrich Bogislav Graf von Schwerin (* 4.8.1779 in Schwerinsburg, † 16.8.1870 in Berlin) 5. Carl Christoph Adolf George Graf von Schwerin (* 3.11.1780 in Schwerinsburg, † 2.1.1853 in Berlin) Stifter des Busower Zweiges ∞I. 3.11.1804 in Stettin Dorothea Charlotte Auguste von Schütz (* 21.1.1786 in Stettin, † 8.7.1819 in Busow), ∞II. 3.3.1826 in Gültz Elisabeth Rosamunde Barbara Friedrike Freiin von Maltzan (* 16.4.1797 in Gültz, † 21.7.1874 in Anclam) 6. Georg Ludwig Friedrich Dettlof Graf von Schwerin (* 9.8.1782 in Schwerinsburg, † 27.5.1786 in Schwerinsburg) 7. Ludwig Heinrich Ernst Bogislav Curd Graf von Schwerin (* 8.2.1784 in Schwerinsburg, † 27.7.1845 in Meklenburg-Schwerin) 8. Philippine Dorothea Sophie Friedrike Beate Gräfin von Schwerin (* 21.10.1785 in Schwerinsburg, † 15.7.1857 in Berlin) 9. Amalie Wilhelmine Friedrike Juliane Marie Beate Gräfin von Schwerin (* 8.5.1787 in Schwerinsburg, † 12.2.1843 in Berlin) ∞ 24.1.1815 in Berlin Carl von Kehler (* 3.11.1769, † 18.9.1847 in Berlin) 10. Casimir Wilhelm Ludwig Carl Bogislav Graf von Schwerin (* 21.2.1791 in Schwerinsburg, † 7.2.1874 in Friedland) Stifter des Friedländer Zweiges ∞I. 4.8.1815 in Anclam Friedrike Adolfine Henriette Sophie von Schwerin (* 11.1.1799 in Hohenbrünzow, † 15.5.1816 in Hohenbrünzow), ∞II. 23.5.1823 in Rettkewitz Adelheid Emma Erdmuth von Selchow (* 19.10.1802 in Danzig, † ) 5. Ulrike Sophie Charlotte Gräfin von Schwerin (* 7.3.1746 in Berlin, † 1749/1755) |

| 2.3.3.1.2.1. Putzar-Schwerinsburger Zweig - Heinrich Graf von Schwerin (* 1776, † 1839) |
| Preußische Grafen seit 1740 1. Heinrich Graf von Schwerin (* 19.12.1776 in Schwerinsburg, † 8.8.1839 in Putzar), Landschaftsdirector ∞ 8.5.1803 in Prenzlau Charlotte Friedrike Luise von Berg (* 9.8.1783 in Quedlinburg, † 7.6.1826 in Schwerinsburg) 1. Elisabeth Luise Ulrike Charlotte Gräfin von Schwerin (* 25.1.1804 in Boldekow, † 16.3.1899 in Berlin) ∞ 24.4.1829 in Putzar Dr. theol. Ludwig Jonas (* 11.2.1797 in Neustadt, † 19.9.1859 in Berlin) 2. Maximilian Heinrich Karl Anton Kurt Graf von Schwerin (* 20.12.1804 in Boldekow Kreis Anklam, † 3.5.1872 in Potsdam) ∞ 6.8.1834 in Berlin Hildegard Maria Schleiermacher (* 12.7.1817 in Berlin, † 9.9.1889 auf Schmuggerow) 1. Heinrich Friedrich Maximilian Kurt Graf von Schwerin (* 1836 in Schwerinsburg, † 1888 in Putzar) ∞ Charlotte Johanna Magdalena von Mühler (* 1847, † 23.6.1925) 1. Christoph Heinrich Maximilian Friedrich Eberhard Graf von Schwerin (* 18.3.1868 in Putzar, † 24.6.1923 in Putzar) ∞ 18.3.1892 Jettine Helene Alexandra von Versen (* 9.12.1871 auf Rügen, † 25.2.1944 in Driesen) 1. Heinrich Graf von Schwerin (* 1893 in Stettin, † 1922) 2. Christine Elisabeth Charlotte Gräfin von Schwerin (* 14.7.1896 in Borntin, † 25.9.1980 in Oldenburg/Holstein) ∞ 10.5.1922 in Putzar Wolf Rüdiger von Doemming (* 8.7.1890 in Neuruppin, † 16.7.1943 in Thorn/Weichsel) 2. Elisabeth Eugenie Luise Gräfin von Schwerin (* 1869 in Putzar, † 28.5.1964 in Ahorn Kreis Coburg) ∞ 27.09.1899 in Putzar Freiherrn Karl Hartmann von Erffa (* 3.6.1865 in Ahorn Kreis Coburg, † 9.9.1911 Nähe Dietersdorf) 3. Maximilian Michael Georg Graf von Schwerin (* 1872 auf Putzar, † 1934 in Zinzow) ∞ 1904 Prisca von Stieglitz (* 13.10.1883, † 5.8.1966) 4. Victor Axel Bernhard Heinrich Graf von Schwerin (* 3.9.1873 in Putzar) ∞ 18.6.1918 in Putzar Adele von Lieres und Wilkau (* 1874) 5. Friedrich Martin Constantin Graf von Schwerin (* 1875 in Putzar, gefallen 14.11.1914) ∞ Adele von Lieres und Wilkau (* 1874) 1. Ingeborg Gräfin von Schwerin (* 1906, † 1958) ∞I. Rudolf Lorey o│o 1941, ∞II. Hermann Eduard Friedrich (Fritz) Behncke (* 1869, † 1957) 2. Joachim Graf von Schwerin (* 3.8.1910, † 15.12.1952) ∞ 11.8.1948 in Essingen Charlotte Freiherrin von Woellwarth-Lauterburg (* 9.7.1909 in Darmstadt, † 3.7.1981 in Essingen) 1. Friedrich-Viktor Graf von Schwerin (* 12.7.1949, † 29.1.1954) 6. Heinrich Carl Nikolaus Graf von Schwerin (* 1877 in Putzar, † 1917) 7. Vera Johanna Gräfin von Schwerin (* 13.11.1880 in Putzar) ∞ 26.9.1907 in Borntin Otto Julius Stefan Freiherr von Woellwarth-Lauterburg (* 20.6.1872 in Hohenroden) 8. Wanda Adelheid Marie Gräfin von Schwerin (* 17.4.1883 in Putzar, † 21.4.1927 in Ludwigsburg) ∞ 28.3.1913 in Borntin Wilhelm Julius August Freiherr von Woellwarth-Lauterburg (* 19.2.1869 in Lauterburg) 9. Charlotte Margarethe Felicia Gräfin von Schwerin (* 14.1.1885 in Putzar) 2. Luise Hildegard Marie Gräfin von Schwerin (* 1.5.1837 in Schwerinsburg, † ) ∞ 28.6.1865 in Putzar Rudolf Graf von Kanitz (* 14.8.1822 , † ) 3. Charlotte Hildegard Marie Gräfin von Schwerin (* 28.1.1839 in Putzar, † 4.10.1839 in Putzar) 4. Friedrich Wilhelm Gotthold Graf von Schwerin (* 6.9.1840 in Putzar, † gefallen 20.8.1870 ) 3. Emma Caroline Friedrike Henriette Gräfin von Schwerin (* 10.2.1807 in Neu-Brandenburg, † 26.4.1846 in Berlin) 4. Rosalie Wilhelmine Sophie Ernestine Ottilie Gräfin von Schwerin (* 30.4.1811 in Boldekow, † 21.6.1867 in Berlin) ∞ 8.10.1833 in Putzar Dr. Adolf Friedrich Krech (* 13.6.1803, † 12.5.1869 ) 5. Wilhelmine Friedrike Alexandrine Franziska Gräfin von Schwerin (* 15.5.1813, † 11.7.1852 in Berlin) ∞ 3.8.1837 in Putzar Carl Philipp Alexander Freiherrn von Forstner (* 10.3.1798, † 31.10.1871 in Berlin) 6. Victor Friedrich Wilhelm Hermann Luther Graf von Schwerin (* 22.12.1814 in Schwerinsburg, † 18.11.1903 ) ∞ 30.12.1842 in Brock Ida Fanny Caroline Adelheid Freiin von Schimmelmann (* 15.12.1820, † ) 1. Karl Graf von Schwerin (* 9.1.1844, † 16.2.1901) 1. Gudrun Gräfin von Schwerin (* 27.2.1878, † 30.10.1969) ∞ 30.6.1903 Dr. med. hc. Prof. Jacob Baron von Uexkül († 25.7.1944) 2. Eberhard Graf von Schwerin (* 11.7.1882, † 5.4.1954) ∞ 15.6.1910 Alexandrine (Adine) Gräfin zu Eulenburg (* 1.7.1880, † 3.2.1957) 2. Hans Graf von Schwerin (* 19.5.1847, † 4.11.1918) 3. Gerd Graf von Schwerin (* 22.7.1857, † 18.9.1916) 7. Charlotte Elisabeth Luise Beate Gräfin von Schwerin (* 5.6.1826 in Schwerinsburg, † ) ∞ 15.3.1859 in Berlin Ehrenfried von Willich |

| 2.3.3.1.2.2. Busower Zweig - Carl Graf von Schwerin (* 1780, † 1853) |
| Preußische Grafen seit 1740 1. Carl Graf von Schwerin (* 3.11.1780 in Schwerinsburg, † 2.1.1853 in Berlin), General-Lanschaftsrath 1. Bertha Luise Caroline Auguste Gräfin von Schwerin (* 3.8.1805 in Stettin, † ) ∞ 23.6.1849 in Busow Eduard Friedrich Ludwig von der Dollen auf Coprieben (* 4.12.1790, † 22.3.1855) 2. Hermann Heinrich Carl Curd Graf von Schwerin (* 5.5.1807, † 27.4.1846 in Busow) ∞ 9.7.1841 in Menkin Auguste Wilhelmine Marie Dorothea von Winterfeld (* 24.1.1822, † ) 1. Ulrich Carl August Friedrich Graf von Schwerin (* 12.7.1842 in Garz, gefallen 18.8.1870 bei Mars la Tour) ∞ 7.7.1866 in Berlin Hildegard Leontine Philippine Caroline Elisabeth Gräfin von Schwerin (* 21.3.1842 in Schmuggerow, † ) 1. Marie Philippine Gräfin von Schwerin (* 1.3.1868 in Berlin, † ) 2. Elisabeth Ulrike Auguste Gräfin von Schwerin (* 5.9.1689 in Berlin, † 9.5.1872 in Berlin) 2. Marie Pauline Luise Gräfin von Schwerin (* 5.10.1844 in Menkin, † ) ∞ 27.5.1872 in Berlin Anton Wichard von Heyden 3. Gustav Philipp Wilhelm Carl Graf von Schwerin (* 27.8.1808 in Schwerinsburg, † 19.2.1864 in Schojow) ∞I. 18.10.1839 in Waschow Philippine Caroline Mathilde Emilie von Hackewitz (* 10.4.1819, † 7.12.1846 in Gross-Brünzow), ∞II. 9.5.1849 in Brunn Ida Auguste Wilhelmine Ottilie von Oertzen (* 9.11.1814 in Brunn, † ) 1. I. Carl Wilhelm Friedrich Constantin Bogislav Graf von Schwerin (* 25.7.1840 in Schmuggerow, gefallen 21.1.1871 bei Messigny) ∞ 27.3.1868 in Lottin Elisabeth Caroline Wilhelmine von Hertzberg (* 29.9.1849, † ) 1. Gustav Theodor Friedrich Ulrich Carl Graf von Schwerin (* 1.3.1869 in Thorn, † 18.1.1951) ∞ 29.1.1906 in Berlin Therese (Thea) Westphal (* 8.10.1875 in Stolp, † 5.2.1977 in Freiburg) 1. Ingeborg-Elisabeth Gräfin von Schwerin (* 25.3.1908 in Frankfurt a. M., † 19.4.1992) ∞ 2.3.1937 in Freiburg Eberhard Caspar, o│o 19.4.1944 in Freiburg 2. Gisela Gräfin von Schwerin (* 10.1.1910 in Freiburg, † 21.12.1997 in Freiburg) ∞ 27.12.1934 in Freiburg Dr. Gerhard Kley (* 9.9.1899 in Sparsee, † 1986 in Freiburg) 3. Oldag Graf von Schwerin (* 9.2.1918, gefallen 11.2.1943) 2. Ulrich Helmuth Sigismund Graf von Schwerin (* 15.12.1870 in Lottin, † ) 2. I. Hildegard Leontine Philippine Caroline Elisabeth Gräfin von Schwerin (* 21.3.1842 in Schmuggerow, † ) ∞ 7.7.1866 in Berlin Ulrich Carl August Friedrich Graf von Schwerin (* 12.7.1842 in Garz, gefallen 18.8.1870 bei Mars la Tour) 3. I. Philipp Nathanael Graf von Schwerin (* 23.11.1846 in Schmuggerow, † bald nach seiner Geburt) 4. II. Axel Friedrich Wilhelm Otto Carl Helmuth Graf von Schwerin (* 28.3.1850 in Bünzow, † 27.12.1888) ∞ 2.5.1874 Edith Elisabeth Eva Angela von Koeckritz (* 27.12.1852 zu Jagatschütz, † 5.7.1876 in Schojow) 1. Gunhild Gräfin von Schwerin (* 26.2.1882, † 10.11.1969) ∞ 6.10.1905 Carl von Eschwege (* 4.2.1874, † 22.5.1950) 2. Friederike-Wilhelma (Freda) Gräfin von Schwerin (* 16.3.1888, † 19.10.1972) ∞ 16.2.1918 Hans Madlung (* 10.5.1887, † 9.5.1960) 5. II. Bogislav Friedrich Wilhelm Carl Hermann Heinrich Bernhard Graf von Schwerin (* 13.11.1851 in Anklam, † ) 1. Bogislav Graf von Schwerin (* 19.10.1892, gefallen 17.9.1944) ∞ 11.7.1922 in Wernigerode Liselotte von Eberhardt (* 9.9.1901 in Berlin, † 18.12.1998 in Brühl) 6. II. Gustav Rudolf Max Carl Friedrich Richard Graf von Schwerin (* 17.10.1856 in Glowitz, † 11.6.1937 auf Schojow) ∞ 15.10.1885 Margarete von Schlieben (* 15.5.1867, † 26.1.1946) 1. Irmela Gräfin von Schwerin (* 1886, † 1965) ∞ von Borstell o│o 2. Axel Graf von Schwerin (* 16.10.1889, † 18.1.1929) ∞ 10.1.1914 Margarete von Radetzky-Mikulicz (* 14.10.1891, † 9.3.1945 in Schojow) 1. Editha Gräfin von Schwerin (* 7.11.1914 in Oldenburg, † 7.9.1990 in Hamburg) ∞I. 21.7.1939 in Schojow Waldemar Lutz (* 21.11.1914, † 9.10.1939), ∞II. 18.1.1941 in Schwerin Dirk Boyens (* 20.2.1914, † 18.6.1966) 2. Hella Gräfin von Schwerin (* 15.10.1918 in Oldenburg, † 1.7.1999 in Rom) ∞ 15.8.1941 in Schojow Dr. Helmut Hoppe (* 1.4.1913 in Swakopmund/Afrika, † .4.1988) 3. Gerda-Luise Gräfin von Schwerin (* 10.3.1920 in Stolp, † 28.11.2007 in Kitzingen) ∞ 19.12.1941 in Schojow Claus Holtz (* 15.5.1918, † 17.3.1973) 3. Otto Martin Graf von Schwerin (* 6.3.1891, gefallen 28.4.1945) ∞ 7.5.1931 in Berlin Irmentraut Gordoffsky (* 26.12.1907 in Berlin, † 5.1.1984 in Pforzheim) 4. Estrid Gräfin von Schwerin (* 2.3.1898, † 3.9.1977) ∞ 15.9.1922 Willy Birr (* 27.5.1899, † 1976) 5. Irene Gräfin von Schwerin (* 22.6.1902 in Schojow, † 8.8.1995 in Minden) 6. Leonhard Graf von Schwerin (* 10.7.1908, gefallen 15.5.1945) ∞ 24.9.1936 Erna Marquardt (* 29.10.1906, † 26.7.1957) 4. Luise Caroline Wilhelmine Gräfin von Schwerin (* 4.5.1810 in Busow, † ) ∞ 8.11.1833 in Busow Hugo Wilhelm Ludwig Ottomar von der Dollen (* 1.6.1795, † 3.4.1873 in Anklam) 5. Mathilde Sophie Friedrike Ottilie Gräfin von Schwerin (* 6.12.1811 in Busow, † 6.8.1848 in Busow) ∞ 4.12.1835 in Busow Eduard Friedrich Ludwig von der Dollen auf Coprieben 6. Albert Julius Carl Graf von Schwerin (* 27.8.1813 in Busow, † 3.9.1875 in Anklam) ∞ 20.10.1854 Marie Charlotte Auguste Luise Clementine Josephine von Willich (* 28.10.1830, † ) 1. Bruno Albert Wilhelm Gustav Graf von Schwerin (* 23.7.1855 in Landsberg, † 3.7.1931) ∞ 12.4.1889 Agnes von Eickstedt-Peterswaldt (* 14.12.1864, † 17.11.1950) 1. Achim Graf von Schwerin (* 4.12.1891, gefallen 21.1.1945) ∞I. 1920 Lily Gräfin Vitzthum von Eckstädt (* 1899, † 7.8.1985 in München) o│o 1930, ∞II. 14.11.1939 Else-Helene Soltau (* 22.5.1906, † 20.6.1979 in Mannheim) 1. I. Rosemarie Gräfin von Schwerin (* 17.7.1921, † 26.2.1955) ∞ 26.9.1951 Eduard Baron Neumann de Végvàr ( †) 2. Maximilian Albert Ernst Helmuth Graf von Schwerin (* 7.12.1856 in Woldenberg, † ) 3. Elisabeth Charlotte Marie Auguste Anna Gräfin von Schwerin (* 8.10.1858 in Landsberg, † ) 4. Charlotte Elisabeth Marie Ida Gräfin von Schwerin (* 28.10.1861 in Spantekow, † ) 5. Hermann Eberhard Carl Albert Graf von Schwerin (* 13.3.1867 in Spantekow, † 14.9.1943) ∞ 17.12.1903 Paula von Wagenhoff (* 26.6.1874, † 12.3.1963) 1. Hans-Bone Graf von Schwerin (* 5.7.1907, gefallen 24.11.1943) ∞I. 17.9.1931 in Düsseldorf Annemarie Jürgens (* 5.7.1910 in Buenos Aires, † 11.4.1988 in Düsseldorf) o│o 20.4.1936 in Meiningen, ∞II. 20.12.1940 in Leipzig Anna Marie Hueck (* 19.4.1919 in München, † 14.4.1970 in München) 6. Eberhard Ulrich Friedrich Stanislaus Carl Graf von Schwerin (* 14.5.1872 in Spantekow, † 26.3.1874 in Spantekow) 7. Rudolph Carl Theodor Adolf Colmar Graf von Schwerin (* 7.9.1815 in Busow, † 5.9.1853 in Berlin) 8. Helmuth Friedrich Otto Dettlof Graf von Schwerin (* 10.1.1817 in Busow, † ) ∞I. 27.9.1844 in Waschow Leontine Clara Julie Caroline von Hackewitz (* 23.2.1825, † 8.12.1846 in Stevelin), ∞II. 21.7.1849 Antonie Clara Emilie Aribertha von Bornstedt (* 28.3.1826, † 15.1.1859 in Ziethen), ∞III. 11.4.1861 in Berlin Anna Bernhardine Emilie Caroline von Puttkamer (* 26.8.1836, † ) 1. I. Oscar Philipp Helmuth Carl Graf von Schwerin (* 13.2.1846 in Stevelin, † 9.10.1846 in Stevelin) 2. II. Gertrud Elisabeth Henriette Gräfin von Schwerin (* 11.12.1850 in Stevelin, †) 3. II. Curt Dettlof Graf von Schwerin (* 7.4.1853 in Stevelin, † 5.3.1908) ∞ 4.11.1884 Anna von Puttkamer (* 22.8.1860, † 20.2.1945) 1. Bernhard Graf von Schwerin (* 24.9.1885, † 20.7.1945) ∞ 3.5.1922 in Berlin Elisabeth Sander (* 17.1.1903 in Hannover, † 12.7.1992 in Hamburg) 1. Wolf-Detloff Graf von Schwerin (* 21.8.1923, gefallen 9.8.1943) 2. Christa Gräfin von Schwerin (* 25.11.1926 in Ziethen, † 27.9.1998) ∞ 31.1.1947 in Aumühle bei Hamburg Dr. med. Bruno Lindemann (* 7.1.1914 in Berlin, † 5.3.1968 in Hamburg) 2. Kurt Graf von Schwerin (* 14.4.1890, † 1.5.1965) ∞I. 25.9.1919 in Hamburg Gretchen Clasen (* 1.2.1893 in Hamburg, † 29.4.1978 in Hamburg) o│o 14.12.1929 in Greifswald, ∞II. 2.8.1932 in Ohrdruf Else Brückner (* 28.7.1887 in Gotha, † 4.9.1970 in Schwyz) 1. Gerda Gräfin von Schwerin (* 10.7.1920 in Mühlenbeck, † 29.3.2001 in Bonn) ∞ 19.12.1961 in Bonn Hans-Gero von Lindeiner gen. von Wildau (* 11.3.1912 in Görlitz, † 5.1.1984 in Bonn) 3. Eberhard Graf von Schwerin (* 1.6.1894, † 28.6.1959 in Essen) ∞ 27.2.1920 in Köslin Gertrud Koltermann (* 23.2.1896 in Jamund, † 1.6.1979 in Bregenz) 4. II. Helene Blanka Auguste Gräfin von Schwerin (* 8.12.1854 in Stevelin, † ) 5. III. Caroline Elisabeth Emilie Gräfin von Schwerin (* 3.8.1862 in Tiehten, † ) 6. III. Elisabeth Caroline Valerie Mathilde Gräfin von Schwerin (* 20.12.1863 in Ziethen, † ) 7. III. Eva Renata Gräfin von Schwerin (* 26.12.1867 in Ziethen, † ) 8. III. Anna Maria Barbara Gräfin von Schwerin (* 2.5.1875 in Ziethen, †) 9. Hugo Philipp Anton Carl Graf von Schwerin (* 3.4.1819 in Busow, † 10.3.1835 in Busow) 10. Marie Helmine Beate Wilhelmine Henriette Gräfin von Schwerin (* 31.10.1827 in Busow, † ) ∞ 28.9.1850 in Busow Carl Richard von Puttkamer auf Glowitz 11. Bernhard Wilhelm Ludwig Helmuth Carl (* 21.7.1831 in Busow, † ) ∞ 23.1.1861 in Wilhelmsthal bei Genthin Wally Amalie von Katte (* 19.12.1842, † ) 1. Valerie Elisabeth Marie Ernestine Gräfin von Schwerin (* 17.4.1863 in Dargibell, † ) 2. Ulrich Friedrich Carl Graf von Schwerin (* 15.7.1865 in Dargibell, † 19.12.1946) 3. Friedrich Rudolf Bernhard Graf von Schwerin (* 7.5.1869 in Dargibell, † 19.3.1924 in Greifswald) ∞ 12.3.1895 in Berlin Frieda (Freda) Anna Wilhelmine von Kleist (* 18.5.1872 in Münster, † 14.3.1957 in Lüneburg) 1. Karl-Josef Graf von Schwerin (* 1895, gefallen 1941) 2. Hans-Heinrich Graf von Schwerin (* 1897, gefallen 1918) |

| 2.3.3.1.2.3. Friedländer Zweig - Casimir Wilhelm Ludwig Carl Bogislav Graf von Schwerin (* 1791, † 1874) |
| Preußische Grafen seit 1740 1. Casimir Wilhelm Ludwig Carl Bogislav Graf von Schwerin (* 21.2.1791 in Schwerinsburg, † 7.2.1874 in Friedland) ∞I. 4.8.1815 in Anklam Friederike Adolphine Henriette Sophie von Schwerin (* 11.1.1799 in Hohenbrünzow, † 15.5.1816 in Hohenbrünzow), ∞II. 23.5.1823 in Rettkewitz Adelheid Emma Erdmuth von Selchow (* 19.10.1802 in Danzig, † ) 1. I. Franz Henning Graf von Schwerin (* 24.4.1816 in Hohenbrünzow, † ) ∞ 25.5.1855 in Janow Adolphine Henriette Wilhelmine von Schwerin (* 22.2.1830 in Rehberg, † 3.7.1869 in Schlagenthin) 1. Margarethe Martha Wilhelmine Sophie Gräfin von Schwerin (* 28.6.1856 in Nackel/Provinz Posen, † 26.7.1922 in Rathenow) ∞ 18.5.1883 in Wustrau Carl Johann Otto Ludwig Eberhard von der Decken (* 15.9.1855 in Lüneburg, † 26.4.1897 in Schwerin) 2. Henning Curd Wilhelm Graf von Schwerin (* 10.6.1858 in Nackel, † 1.2.1910 in Schwerin) ∞ 23.10.1884 in Janow Sophie Julie Freiin von Medem (* 12.6.1858 in Nowomoirgorod/RUS, † ) 2. II. Richard Erdmann Bogislav Graf von Schwerin (* 11.11.1827 in Bebberow, † ) ∞ 19.10.1859 in Liegnitz Adelheid Luise Kloer (* 26.2.1835, † ) 1. Bogislav Carl Wilhelm Graf von Schwerin (* 15.3.1861 in Coblenz am Rhein, gefallen 8.9.1914 bei Tarnawka) 2. Curd Christoph Richard Hans Graf von Schwerin (* 22.8.1862 in Coblenz, † 27.8.1908 in Neidenburg) ∞I. 12.10.1887 in Halle a.S. Anna Maria Antoinette Eva Mathilde Wagner (* 28.2.1869 in Görkenhöfchen, † ) ∞II. 31.10.1901 in Neidenburg Auguste Emilie Käthe Schultz (* 22.2.1876 in Kownatken, † ) 3. Lucie Agnes Victoria Gräfin von Schwerin (* 15.7.1864 in Friedland/Meklenburg, † ) 4. Emmy Ida Luise Caroline Mathilde Gräfin von Schwerin (* 11.3.1873 in Hanau, † ) 3. II. Erdmuth Friedrike Luise Helene Agnes Gräfin von Schwerin (* 14.5.1830 in Bebberow, † ) ∞ 10.6.1856 in Friedland/Meklenburg Dr. phil. Gustaf Friedrich Julius Bossart 4. II. Friedrich Wilhelm Maximilian Boguslav Leonhard Graf von Schwerin (* 11.5.1840 in Friedland/Meklenburg-Strelitz, † 16.1.1915 in Wustrau) ∞ 23.5.1868 in Berlin Luise Helene von Baerenfels-Warnow (* 21.3.1844 in Schweidnitz, † 8.9.1914 in Wernigerode) 1. Wilhelm Moritz Dettlof Graf von Schwerin (* 27.4.1869 in Hildesheim, † ) 2. Ilsabe Agnes Gräfin von Schwerin (* 6.7.1872 in Hildesheim, † ) |

| 2.3.3.2. Linie Cummerow - Henning von Schwerin (urkundl. 1549–1570, † 1603) |
| 1. Henning von Schwerin (urkundl. 1549–1570, † 1603) ∞ Hippolyta vn Behr 1. Hans Felix von Schwerin (urkundl. 1586, † 1613) ∞ 1591 in Wolgast Gertrud von Krassow (* 1577, † 1653) 1. Jacob von Schwerin (urkundl. 1517–1632) ∞ Elisabeth von Cossboth 1. Joachim Felix von Schwerin (urkundl. 1660–1705) ∞I. 1660 Sabina Hedwig von Levetzow, ∞II. nach 1674 Anna Maria von Kamptz (* 1635, † nach 1691) 1. I. Jacob von Schwerin (urkundl. 1685) 2. I. Ida Luise von Schwerin (* 7.9.1669 in Bandelin, † 22.9.1735 in Müssow) ∞ 19.7.1698 Philipp Ludwig von Behr (* 3.4.1667, † 7.11.1725) 3. I. Clara Sophie von Schwerin (* 10.3.1674 in Bandelin, † 6.5.1743 in Griebnitz) ∞ 21.3.1694 Hans Georg von Zarth (* 11.11.1664, † 21.4.1735) 4. I. Conradine von Schwerin ∞ Wolff Martin von Rieben 2. Hans Jürgen von Schwerin (urkundl. 1655, † 1675) ∞ 1655 Sophie Emerentia von Kamptz († nach 1700) 3. Gertrud Dorothea von Schwerin (* 1.6.1640, † 7.11.1690 in Altwigshagen) ∞ um 1660 Philipp Julius von Schwerin (* 18.2.1617 in Hagen, † 28.6.1685) 2. Henning von Schwerin (urkundl. 1617, gefallen 1632) 3. Hans Hugold von Schwerin (* 12.11.1593 in Cummerow, † 19.3.1657 in Cummerow) ∞ 19.3.1620 Helene von Bibow 1. Ulrich Christoph von Schwerin (urkundl. 1659–1697) ∞ 17.7.1659 in Rügenwalde Eisabeth von Günterberg († vor 1697) 1. Otto Bogislav von Schwerin (* 17.8.1660 in Rügenwalde, † 16.2.1697 in Stargard) 2. Helene Sophie von Schwerin (urkundl. 1697) ∞ 1697 Gerd von Below auf Saleske 3. Erdmuth Elisabeth von Schwerin ( † 13.1.1699 in Stargard) 2. Hans Jürgen von Schwerin (urkundl. 1643, † 1676) ∞ um 1660 Agnes von Eickstedt 3. Henning Bernd von Schwerin (* 10.3.1631 in Anklam, † 11.3.1704 in Berlin) Stifter der Linie Willmersdorf ∞ 1671 Catharina Elisabeth von Schmeling 4. Curd Dettlof von Schwerin (* 7.2.1633, † 1696 in Pelsin) ∞ I. Anna Hedwig von Krackewitz († 28.11.1663), ∞ II. Anna Cordula von Schwerin (* 30.4.1644, urkundl. bis 1666) 1. I. Hans Hugold von Schwerin (urkundl. 1690–1691, † in Irland) 2. II. Anton Dettlof von Schwerin ( gefallen 1688 in Negroponte) 3. II. Ulrich Bernd von Schwerin (urkundl. 1697–1705, † 1706) 4. II. Curd Bogislav von Schwerin (urkundl. 1697, † um 1703) 5. II. Helene Agnes von Schwerin (urkundl. 1691–1710) ∞I. Christian Wilhelm von Arnim ( † 1698), ∞II. Königl. Preussischen Oberst von Legat 6. II. Catharina Maria von Schwerin (urkundl. 1701) ∞ Gustav Adolf von Peccatel 5. Otto Jacob von Schwerin (* 23.3.1636 in Putzar, † 31.3.1720 in Busow) Stifter der Linie Dargibell ∞I. Felicia Elisabeth von Loppenow ( † vermuthlich 1681), ∞II. Elisabeth Margarethe von Münchow ( † 27.4.1719 in Busow) 6. Felix Heinrich von Schwerin (* 22.3.1640, gefallen 1663 in Ungarn) 7. Gertrud von Schwerin ( † als Kind) 8. Sophie Dorothea von Schwerin ∞ Moritz von Krackewitz 9. Anna Catharina von Schwerin (urkundl. 1673) ∞ Hans von Bützow 10. Helene von Schwerin (urkundl. 1678 und 1680) 4. Felix von Schwerin (urkundl. 1617–1656) ∞ Magdalene Hedwig von Wolden 1. Sophie Agnes von Schwerin (urkundl. 1667–1690) ∞ vor 1667 Matthias von Greven 2. Maria Catharina von Schwerin (urkundl. 1646–1690) ∞ 14.10.1666 in Ducherow Thomas Ernst von Kalb 3. Hans Felix von Schwerin (urkundl. 1647, gefallen 1689 in Bonn) 4. Bernd von Schwerin (urkundl. 1649–1687, † vor 1690) 5. Anna Dorothea von Schwerin (urkundl. 1651) ∞ Claus Jürgen von Behr 6. Hugold Dettlof von Schwerin (* 5.8.1652 in Ducherow, † 19.2.1653 in Ducherow) 7. Margarethe Elisabeth von Schwerin (urkundl. 1690) 8. Henning Dettlof von Schwerin (urkundl. 1656, † 16.7.1656) 9. Helene Ilsabe von Schwerin (urkundl. 1656–1680) ∞ 10.3.1680 in Ducherow Franz Heinrich Christoph von Tourbuski 5. Anna von Schwerin (urkundl. 1633) ∞ um 1633 Adam von Behr 6. Catharina von Schwerin (urkundl. 1635) ∞ Joachim von Glöden 7. Maria von Schwerin ∞ Christoph von der Lancken 8. Gertrud von Schwerin ( † 1613) |

| 2.3.3.2.1. Linie Willmersdorf - Henning Bernd von Schwerin (* 1631, † 1704) |
| 1. Henning Bernd von Schwerin (* 10.3.1631 in Anklam, † 11.3.1704 in Berlin) ∞ 1671 Catharina Elisabeth von Schmeling 1. Carl Otto von Schwerin (urkundl. 1692, gefallen 20.8.1709 in Geldern) 2. Friedrich Bogislav von Schwerin (* 30.8.1674 in Berlin, 1.10.1747 in Berlin) ∞ 14.5.1714 Helene Dorothea Freiin von Canitz (* 13.7.1688, † 3.2.1760 in Berlin) 1. Wilhelm Leopold von Schwerin (* 1715, † 1719) 2. Friedrich Albrecht Graf von Schwerin (* 7.4.1717 in Berlin, † 11.6.1789 in Carlsruh/Oberschlesien) ∞I. 25.2.1762 in Bohrau Henriette Wilhelmine Juliane Gräfin von Logau (* 29.8.1738, † 4.12.1781 in Berlin), ∞II. 11./21.2.1783 Friedrike Sophie Elisabeth Freiin von Maltzan (* 4.3.1740 in Penzlin, † 13.4.1814 in Oels) 1. I. Friedrich Carl Bogislav Graf von Schwerin (* 12.1.1763, † 22.8.1763) 2. I. Elisabeth Luise Henriette Gräfin von Schwerin (* 18.2.1765 in Berin, † 17.5.1767 in Berlin) 3. I. Wilhelm Ludwig Leopold Carl Albrecht Graf von Schwerin (* 24.7.1767 in Berlin, † als Kind) 3. Dorothea Wilhelmine von Schwerin ( getauft 9.9.1718 in Berlin) 4. Maria Anna von Schwerin ( getauft 19.4.1720 in Berlin, † 6.8.1754 in Berlin) ∞ 14.1.1748 in Charlottenburg Rupert Scipio Freiherr von Lentulus (* 1714, † 1787) 5. Gneomar Conrad Bogislav von Schwerin (* 3.11.1721 in Berlin, † 10.8.(19.7.)1769 in Charlottenburg) ∞ 25.12.1748 in Berlin Ilsabe Sophie Dorothea von Bredow (* 10.10.1722, † 28.5.1788 in Berlin) 1. Elisabeth Sophie Dorothea Wilhelmine Amalia von Schwerin (* 3.11.1749 in Berlin, † 27.10.1787 in Berlin) ∞ Ludwig von Dorville ( † 1801) 2. Friedrich August Leopold Carl Graf von Schwerin (* 11.12.1750 in Berlin, † 16.9.1836 in Berlin) ∞ 3.10.1785 in Berlin Luise Johanna Friedrike Gräfin von der Schulenburg-Kehnert (* 10.5.1767 in Stendal, † 28.3.1847 in Berlin) 1. Christian Ludwig Friedrich Wilhelm Graf von Schwerin (* 19.3.1787 in Berlin, † 27.4.1858 in Berlin) Stifter des Willmersdorfer Zweiges ∞ Luise Wilhelmine Christiane Ebel (* 30.11.1821, † ) 2. Adolf Leopold Albrecht Graf von Schwerin(* 16.8.1789 in Berlin, † 13.3.1808 in Berlin) 3. Ludwig August Leopold Graf von Schwerin (* 16.9.1794 in Berlin, † 31.1.1863 in Breslau) Stifter des Bohrauer Zweiges ∞ 11.11.1820 in Zessel Sophie Eugenie Corona Gräfin von Reichenbach-Goschütz (* 13.5.1797 in Zessel, † 10.10.1867 in Breslau) 3. Georg Bogislav von Schwerin (* 2.11.1753 in Berlin, † als Kind) 4. Henriette Wilhelmine Amalie von Schwerin (* 16.8.1755, † 15.6.1779) 6. Sophie Wilhelmine von Schwerin (* 27.5.1723 in Berlin, † 15.6.1794 in Wolmirstädt) 7. Heinrich Gustav Otto von Schwerin (getauft 1.1.1725 in Berlin, † 5.10.1729) 8. August Wilhelm Leopold von Schwerin (getauft 11.11.1726 in Berlin, † nach 1763) 3. Henriette von Schwerin (* 7.11.1675 in Berlin, † 6.6.1695) ∞ 23.11.1692 in Belin Friedrich Reinhold Graf Finck von Finckenstein (* 1667, † 1746) |

| 2.3.3.2.1.1. Willmersdorfer Zweig † - Christian Ludwig Friedrich Wilhelm Graf von Schwerin (* 1787 , † 1858) |
| 1. Christian Ludwig Friedrich Wilhelm Graf von Schwerin (* 19.3.1787 in Berlin, † 27.4.1858 in Berlin) ∞ Luise Wilhelmine Christiane Ebel (* 30.11.1821, † ) 1. Anna Wilhelmine Christiane Gräfin von Schwerin (* 7.8.1839, † ) ∞ 16.5.1867 in Berlin Richard von Scholten 2. Friedrich Curd Alexander Graf von Schwerin (* 16.5.1856, † ) |

| 2.3.3.2.1.2. Bohrauer Zweig † - Ludwig August Leopold Graf von Schwerin (* 1794 , † 1863) |
| 1. Luise Pauline Friedrike Christine Gräfin von Schwerin (* 25.1.1822 in Bohrau, † 8.4.1852) ∞ 1841 in Bohrau Hugo Freiherr von Zedlitz und Neukirch 2. Eugen Leopold Fabian Graf von Schwerin (* 9.8.1823 in Bohrau, † 11.8.1823 in Bohrau) 3. Clementine Eugenie Leopoldine Gräfin von Schwerin (* 6.1.1825 in Bohrau, † 24.5.1863) ∞ 4.10.1845 Friedrich Fabian Graf von Pfeil, Freiherr von Klein-Ellguth 4. Curt Fabian Emil Friedrich Graf von Schwerin (* 30.5.1826 in Bohrau, † ) ∞ 28.4.1855 in Schmerwitz Fanny Friedrike Brandt von Lindau (* 30.10.1835, † ) 1. Curt Fabian Emil Friedrich Graf von Schwerin (* 30.5.1826 in Bohrau, † ) ∞ 28.4.1855 in Schmerwitz Fanny Friedrike Brandt von Lindau (* 30.10.1835, † ) 1. Friedrich Leopold Carl Graf von Schwerin (* 8.7.1857 in Bohrau, † ) 2. Curt Graf von Schwerin (* 23.11.1858 in Bohrau, † 18.3.1859 in Bohrau) 3. Helene Franziska Wilhelmine Natalie Gräfin von Schwerin (* 12.2.1860 in Breslau, † ) 4. Woldemar Gerd Rudolf Graf von Schwerin (* 14.4.1861 in Bohrau, † ) 5. Erich Leopold Heinrich Graf von Schwerin (* 27.4.1862 in Bohrau, † ) 6. Siegfried Leopold Graf von Schwerin (* 3.4.1863 in Bohrau, † ) 7. Joachim Friedrich Carl Graf von Schwerin (* 27.12.1864 in Bohrau, † ) 5. Boguslav Heinrich Leopold Graf von Schwerin (* 15.9.1827 in Bohrau, † 3.2.1850 in Frankenstein) 6. Henning Hans Woldemar Armand Graf von Schwerin (* 26.1.1833 in Bohrau, † 10.3.1854 in Berlin) |

| 2.3.3.2.2. Linie Dargibell - Otto Jacob von Schwerin (* 1636, † 1720) |
| 1. Otto Jacob von Schwerin (* 23.3.1636 in Putzar, † 31.3.1720 in Busow) ∞I. Felicia Elisabeth von Loppenow ( † 1681?), ∞II. Elisabeth Margarethe von Münchow ( † 27.4.1719 in Busow) 1. I. Jacob Heinrich von Schwerin (* 1659, † 1702) 2. I. Curd Dettlof von Schwerin ( † als Kind) 3. I. Ilsabe Agnes von Schwerin ( getauft 30.11.1664 in Busow) 4. I. Johann Georg (Hans Jürgen) von Schwerin (* 3.5.1668 in Busow, † 5.6.1712 in Halberstadt) ∞ Maria Esther von Dockum 1. Friedrich Leopold von Schwerin (* 1699 in Halberstadt, † 30.5.1750) 2. Otto Martin von Schwerin (* 21.6.1701 in Halberstadt, † 4.8.1777 in Busow) ∞ 17.12.1732 in Minden Esther Marie Freiin von Quadt zu Landskron 1. Marie Luise Emilie Friedrike von Schwerin (* 15.9.1733 in Kyritz, † ) ∞ 1754 in Busow Adam Wilhelm von Rochow auf Trechwitz o│o 2. Friedrich Christoph Otto von Schwerin (* 14.12.1734 in Kyritz, † 20.4.1739 in Zehdenick) 3. Ulrike Sophie von Schwerin (* 1.10.1735, † 14.7.1768 in Busow) 4. Caroline Friedrike von Schwerin (* 15.4.1739 in Zehdenick, † 4.10.1744 in Busow) 5. Friedrich Curd Otto von Schwerin (* 1.9.1740 in Zehdenick, † 14.4.1757) 6. Ludwig Wilhelm Albrecht von Schwerin (* 16.5.1743 in Pasewalk, † 23.4.1777 in Dargibell) ∞ 1771 Sophie Chalotte von Grumbkow ( † 10.11.1785) 1. Conradine Wilhelmine Charlotte von Schwerin (* 25.4.1773, † ) 2. Luise Beate Friedrike Henriette von Schwerin (* 27.7.1777, † ) 7. Beate Juliane Agnes Friedrike von Schwerin (* 22.10.1744 in Busow, † 12.6.1746 in Pasewalk) 8. Moritz Friedrich Wilhelm von Schwerin (* 4.11.1745, † 11.3.1829) ∞ 20.10.1774 Helene Eleonore Marianne Freiin von Stosch (* 25.5.1759, † 8.2.1826 in Janow) 1. Laura (Eleonore) Luise Charlotte von Schwerin (* 2.6.1776 in Raudten, † 10.3.1842 in Elbing) ∞ 9.4.1798 in Dargibell Carl August Bogislav von Schwerin (* 11.1.1775 in Alt-Brandenburg, † 1.3.1831 in Janow) 2. Friedrich Heinrich Ferdinand von Schwerin (* 29.12.1781 in Raudten, † 12.11.1782) 3. Otto Wilhelm Carl von Schwerin (* 3.1.1784 in Raudten, † 31.12.1859) ∞I. 1819 Caroline Agnes Marie von Bohlen o│o, ∞II. 9.4.1823 Luise Wilhelmine Christiane Krüger (* 6.6.1800, † 27.11.1866 in Anclam) 1. Otto Wilhelm Carl Engelhard von Schwerin (* 29.10.1825 in Klitschendorf bei Anclam, † ) Stifter der Linie Dargibell - Älterer Zweig ∞ 25.5.1855 in Janow Anna Laura Marianne Caroline Marie von Schwerin (* 8.9.1825 in Rehberg, † ) 2. Agnes Laura Luise Amalie von Schwerin (* 11.4.1828 in Janow, † ) ∞ 6.9.1848 in Kassigkehmen bei Tilsit Carl Haack ( † 16.10.1871 in Carlsbad) 3. Hugo Friedrich Philipp Carl von Schwerin (* 25.3.1830 in Bauer bei Anclam, † 26.9.1861 in Cadary bei Monterey/Mexiko) 4. Clara Marie Charlotte von Schwerin (* 25.6.1832 in Wolgast, † ) ∞ 4.10.1861 in Anclam Prof. Dr. Conrad Niemeyer 5. Elisabeth Angelika von Schwerin (* 4.12.1835 in Elbing, † ) ∞ 2.5.1857 in Anclam Carl Ludwig Schönfeld 4. Ludwig Moritz August von Schwerin (* 26.10.1785, † 8.3.1857 in Anclam) ∞I. .7.1808 Friedrike Charlotte Bernhardine Henriette von Linstow, ∞II. 25.8.1837 Amalie Georgine Johanna von Bilow (* 21.9.1805 in Schlackendorf, † ) 1. Carl Heinrich Friedrich Wilhelm Bernhard von Schwerin (* 24.3.1809 in Dargibell, † 18.12.1859 in Medow) Stifter der Linie Dargibell - Jüngerer Zweig ∞I. Sidonie Gansauge (* 27.5.1826, † 1873 in Rendsburg) o│o, ∞II. 1853 Jenny von Köppern (* 29.9.1816, † ) 5. Henriette Beate Luise Helene von Schwerin (* 12.5.1787, † 17.12.1817) ∞ 1.12.1815 in Anclam Heinrich von Carmer 9. Albert Christoph Carl von Schwerin (* 12.2.1747 in Pasewalk, † 1748 in Pasewalk) 10. Friedrike Caroline Wilhelmine von Schwerin (* 23.9.1751 in Busow, † 24.10.1810) ∞ .10.1786 Bernd Christian von Linstow 11. Charlotte Friedrike Elisabeth Justine von Schwerin (* 3.2.1753 in Busow, † 1778) ∞ in Schweden ... Bartholdi 5. I. Ulrich Claus von Schwerin (urkundl. 1694) 6. I. Helene Catharina von Schwerin (getauft 27.8.1678 in Busow, † ) ∞ 17.10.1710 Friedrich Lübecke |

| 2.3.3.2.2.1. Linie Dargibell - Älterer Zweig - Otto Wilhelm Carl Engelhard von Schwerin (* 1825, † 1892) |
| 1. Otto Wilhelm Carl Engelhard von Schwerin (* 29.10.1825 in Klitschendorf bei Anclam, † ) ∞ 25.5.1855 in Janow Anna Laura Marianne Caroline Marie von Schwerin (* 8.9.1825 in Rehberg, † ) 1. Georg Wilhelm Eberhard von Schwerin (* 24.3.1856 in Parleese, † ) 2. Marie Adolfine Ulrike von Schwerin (* 23.1.1858 in Parleese, † ) 3. Wilhelm Albert Otto von Schwerin (* 11.10.1861 in Parleese, † ) |

| 2.3.3.2.2.2. Linie Dargibell - Jüngerer Zweig † - Carl Heinrich Friedrich Wilhelm Bernhard von Schwerin (* 1809, † 1859) |
| 1. Carl Heinrich Friedrich Wilhelm Bernhard von Schwerin (* 24.3.1809 in Dargibell, † 18.12.1859 in Medow) ∞I. Sidonie Gansauge (* 27.5.1826, † 1873 in Rendsburg) o│o, ∞II. 1853 Jenny von Köppern (* 29.9.1816, † ) 1. Wilhelm Ludwig August Otto Ludolf von Schwerin (* 1.9.1843 in Rebelow, † 24.12.1914 in Greifswald) 2. Helene Luise Marie Ulrike von Schwerin (* 3.12.1853 in Rebelow, † 24.8.1875 in Berlin) 3. Friedrich Carl Bogislav von Schwerin (* 1.4.1856 in Rebelow, † 5.3.1912 in Franzburg) ∞ 2.7.1880 in Bretwisch Antonie Friederike Marie von Raven (* 15.1.1855 in Satow, † 30.5.1939 in Franzburg) 1. Helene Agnes Marie Friedricke Fernande von Schwerin (* 30.3.1881 in Splietsdorf, † 15.4.1960 in Franzburg) ∞ 9.4.1902 in Franzburg Dr. jur. Bernhard Johann Georg Heinrich Philipp Albrecht (* 17.6.1870 in Greifswald, † 19.10.1945 in Franzburg) 2. Georg Otto Gottfried Albert von Schwerin (* 1.2.1885 in Splietsdorf, † 31.3.1954 in Garz) ∞ 15.9.1919 in Stettin Katharine Auguste Mathilde Michow (* 2.11.1889 in Neustettin, † 27.11.1961 in Oldenburg) 3. Claus Hans Jürgen Fritz Köppern von Schwerin (* 1.11.1896 in Rostock, gefallen 29.8.1914 bei Morcourt) 4. Jenny Marie Margarethe von Schwerin (* 1.4.1856 in Rebelow, † 5.3.1857 in Rebelow) |

| 2.3.3.3. Linie Alschwangen † - Jacob von Schwerin (* 1529, † vermutlich 1585) |
| 1. Jacob von Schwerin (* 1529, † vermutlich 1585) ∞ 1562 Barbara von der Gablenz 1. Jacob von Schwerin (* .7.1563, urkundl. bis 1617) ∞ Emerentia von Kalckstein 1. Johann Ulrich von Schwerin (urkundl. erstmals 1605, † .5.1637 in Alschwangen) ∞ Barbara von Konarska 1. Johann von Schwerin 2. Georg Jacob von Schwerin (urkundl. 1633, † 1677) ∞ 1644 Euphrosyne Prinzessin von Sanguszka 1. Johann Felix von Schwerin (urkundl. 1677) ∞ Hedwig Narnszewicz 1. Christoph Johann von Schwerin ( † vermuthlich 1694) ∞ Anna Christina Woynianska 1. Johann Antonius Graf von Schwerin (urkundl. 1694, † 1726) 2. Casimir von Schwerin ( † vor 1727) 3. Wladislaw Georg Graf von Schwerin (urkundl. 1728) 4. Elisabeth von Schwerin ∞ Otto Johann von der Osten-Sacken 5. Maria Ancella von Schwerin ( † 1711) 2. Georg Casimir von Schwerin 3. Johann Alexander von Schwerin (urkundl. 1674) 4. Barbara von Schwerin ( † 1685) ∞ Hieronymus Wazynski 2. Euphrosyne Mariancella von Schwerin ∞ Michael von Bausendorff 3. Samuel Christoph von Schwerin (urkundl. 1663) 2. Lucretia von Schwerin (urkundl. 1623) ∞ 1623 Christian von Korff (* 10.10.1595, † ) 3. Anna Margarethe von Schwerin (* 25.7.1573, † ) ∞ Barthold von Syberg 4. Marie Elisabeth von Schwerin (* 1606, † ) ∞ 20.5.1629 Wilhelm von Korff 5. Emerentia Benigna von Schwerin (urkundl. 1641) ∞ Friedrich von Behr 2. Benigna von Schwerin (* 6.10.1567, † ) ∞I. Nickel von Wittmansdorf ( † 1593), ∞II. Ernst von Schnabel 3. Anna von Schwerin (* 25.7.1573, † ) ∞I. Hans von Birckhahn, ∞II. Sebastian von Fink |

| 2.3.3.4. (Jüngere) Linie Altwigshagen - Hans Hugold von Schwerin (urkundl. 1556–1601) |
| 1. Hans Hugold von Schwerin (urkundl. 1556–1601) ∞ Dorothea von der Lühe 1. Otto von Schwerin (* 1585, † vermuthlich 1652) ∞ 12.7.1612 in Wolgast Dorothea von Weissbach (* 1592, † 1651) 1. Hans Joachim von Schwerin (* 11.11.1613, † 1637) 2. Otto Freiherr von Schwerin (* 8.3.1616, † 4./14.11.1679 in Berlin) Stifter der Linie Alt-Landsberg 3. Philipp Julius von Schwerin (* 18.2.1617 in Hagen, † 28.6.1685) ∞ Gertud Dorothea von Schwerin (* 1.6.1640, † 7.11.1690 in Altwigshagen) 1. Otto Jacob von Schwerin (urkundl. 1685, † .12.1685) 1. Otto Bogislav von Schwerin (* um 1683, † 1737 in Vieschen) ∞ Anna Sophie von Schwerin ( † vor 1777) 1. Carl Otto Christoph von Schwerin (* .2.1716, † 2.3.1766) ∞ Luise Dorothea von Schönholtz ( † 28.12.1787) 2. Philipp Bogislav von Schwerin (* 1721, gefallen 18.6.1757 Schlacht bei Kollin) 3. Ludwig Leopold von Schwerin (* 1729, † vor 1777) 4. Sophie Ulrike von Schwerin ( † vor 1777) 5. Hyppolita Augusta von Schwerin ( † 16.6.1803) 6. Sophie Ulrike von Schwerin 7. Luise Henriette von Schwerin ∞ Carl Ludwig von Sydow 2. Philipp Julius von Schwerin (* um 1684, urkundl. bis 1741) 1. Carl Otto von Schwerin (* 1711, gefallen 18.6.1757 in Kollin) 2. Friedrich Wilhelm von Schwerin (* 1712, gefallen 17.5.1742 in Czaslau/Chotusitz) 3. Philipp Bogislav von Schwerin (* 1715, † 1757) 2. Johann Bogislav von Schwerin (* 3.9.1660 in Ilenfeld, † 1.12.1698 in Neumark) Stifter der Linie Wopersnow ∞ um 1685 Dorothea Elisabeth von Borcke (* 5.8.1668 in Putzar, † 11.1.1729 in Wopersnow) 3. Philipp Julius von Schwerin (* 7.10.1662 in Ihlenfeld, † 1./12.12.1712 in Ramelow) Stifter der Linie Rehberg-Wustrau ∞I. 1688 Joachima Sophia von Hahn, ∞II. 2.5.1699 in Altwigshagen Esther Eleonore von Borcke (* 16.11.1673 in Hagen, † 20.5.1730 in Rehberg) 4. Heinrich Christoph von Schwerin (* um 1670, † 1729) Stammvater der Linie Wisbur ∞ 21.3.1691 Barbara Ilsabe von Kruse 5. Elisabeth Sophia von Schwerin (urkundl. 1678, † 1705) ∞ 13.7.1682 Johann Friedrich von Manteuffel ( † 1699) 6. Helene Marie von Schwerin (urkundl. 1678, † ) ∞I. Hans von Arnim ( † 1692), ∞II. 8.4.1693 in Rattey Heinrich Wilhelm von Wichmannsdorff 7. Agnes Dorothea von Schwerin (* 13.6.1653, † 22.2.1673) ∞ 10.9.667 in Zuchen Heino Heinrich Reichs-Graf von Flemming (* 1632, † 1706) 4. Christoph Hugold von Schwerin (* 2.1.1619, † 13.7.1638) 5. Heinrich von Schwerin (* 3.11.1620, † in seiner Jugend) 6. Bogislav von Schwerin (* 22.6.1622 in Ueckermünde, † 16.1.1678 in Stettin) ∞ 1656 in Cölln Sophie Elisabeth von Klitzing ( † 1712 in Cassel) 7. Agnes von Schwerin (* 10.3.1624, † ) |

| 2.3.3.4.1. Linie Alt-Landsberg - Otto Freiherr von Schwerin (* 1616, † 1679) |
| 1. Otto Freiherr von Schwerin (* 8.3.1616, † 4./14.11.1679 in Berlin), erster Minister und Ober-Präsident des Geheimen Raths 1. I. Elisabeth Charlotte Freiin von Schwerin (* 6./16. Januar 1643 in Cölln a. d. Pree, † 25. März/4. April) 2. I. Luise Hedwig Freiin von Schwerin (* 8./18. Januar 1644 in Cölln a. d. Spree, † Mai 1700) 3. Otto Graf von Schwerin (* 11./21. April 1645 in Cölln a. d. Spree, † 8. Mai 1705 in Alt-Landsberg), am 11. September 1700 in den Reichs-Grafenstand erhoben 1. Dorothea Maria Gräfin von Schwerin (* 15./25.1.1670 in Berlin, † 24.6.1729) ∞I. 30.12.1696 in Berlin Friedrich Rudolf Ludwig Freiherr von Canitz (* 27.11.1654, † 11.8.1699), ∞II. 9.11.1708 Carl Albrecht Freiherr von Schönaich 2. Elisabeth Sophie Gräfin von Schwerin (* 1./11.1.1671 in Berlin, † 16.7.1736 in Landfurth) ∞ 29.10.1688 Conrad freiherr von und zu Strunckede ( † 1707) 3. Luise Charlotte Gräfin von Schwerin (* 26.1/5.2.1672 in Berlin, † 24.7.1748 in Wolfshagen) ∞ I. 12.5.1691 Johann Sigismund Wilhelm Freiherr von der Heyden ( † 1738), ∞II. Dionysius Georg Joachim von Blanckenburg ( gefallen 30.9.1745 in Soor) 4. Ottonette Wilhelmine Gräfin von Schwerin (* 17./27.7.1673 in Berlin, † 21.12.1746 in Berlin) 5. Hedwig Henriette Gräfin von Schwerin (* 8.7.1675 in Cleve, † 29.2.1743 in Birkenberge) ∞ 23.6.1697 in Berlin Franz Leopold Freiherr von Schönaich ( † 1707) 6. Carl Freiherr von Schwerin (* 16.10.1676 in London, † 30.10.1690 in Alt-Landsberg) 7. Friedrich Wilhelm Graf von Schwerin (* 18./28.7.1678 in Berlin, † 6.8.1727 in Walsleben) Stifter der Linie Walsleben ∞I. 17.12.1704 Charlotte Luise Freiin von der Hexden (* 1678, † 11.4.1732) o│o 1725, ∞II. 8.12.1725 Amalie Luise Reichsburggräfin und Gräfin zu Dohna (* 22.5.1686, † 25.7.1757 in Elbing) 8. Otto Graf von Schwerin (* 5.6.1684 in Berlin, † 2.1.1755 in Wolfshagen) Stifter der Linie Wolfshagen ∞I. 24.3.1713 Elisabeth Espérance Gräfin zu Doha (* 1693, † 6.2.1721), ∞II. 28.3.1723 in Berlin Charlotte Eleonore Amalia Dorothea Gräfin von Dönhoff (* 24.9.1703 in Berlin, 16.3.1763 in Wolfshagen) 4. I. Eleonore Catharina Elisabeth Freiin von Schwerin (* 1./11. Oktober 1646 in Cölln a. d. Spree, † 14. Oktober 1696) 5. I. Amalie Henriette Freiin von Schwerin (* 15./25. September 1648 in Cleve, † 18.28. Januar 1650 in Cölln a. d. Spree) 6. I. Luise Wilhelmine Freiin von Schwerin (* 15./25. September 1648 in Cleve, † 6.16. April 1650 in Cölln a. d. Spree) 7. I. Levin Freiherr von Schwerin (* 8./18. Oktober 1649 in Cölln a. d. Spree, † 12./22. Februar 1671 in l'Isle(Fr)) 8. I. Wilhelm Heinrich Freiherr von Schwerin (* 7./17. Februar in Cölln a. d. Spree, † 10./20. November 1652) 9. I. Moritz Friedrich Freiherr von Schwerin (* 24. Oktober/3. November 1652, † 21. September 1686 im Lager von Jaass in der Wallachei an der rothen Ruhr) 1. Dorothea Maria Freiin von Schwerin (* 1683, † 1688) 2. Elisabeth Sophie Freiin von Schwerin (* 1684, † 1.4.1695) 10. I. Friedrich Heinrich Freiherr von Schwerin (* 4./14. Juli 1654 in Cölln a. d. Spree, † 1690/1691) 11. I. Johann Bogislav Freiherr von Schwerin (* 6./16. Januar 1656 in Cölln a. d. Spree, † 25. November 1677 in Châlons (Fr)) 12. II. Luise Charlotte Freiin von Schwerin (getauft 2./12. Juli 1657, † als Kind) 13. II. Amalie Henriette Freiin von Schwerin (* 3./13. December 1658 in Cölln a. d. Spree, † 30. September (oder 18. Oktober, oder 18. November) 1699) 14. II. Luise Wilhelmine Freiin von Schwerin (* 9./19. Dezember 1660 in Cölln a. d. Spree, † 29. Juni 1685) 15. II. Maria Dorothea Freiin von Schwerin (* 10./20. April 1662 in Königsberg, † 19. Oktober 1695 in Berlin) 16. II. Charlotte Wilhelmine Freiin von Schwerin (* 4./14. August 1664 in Cölln a. d. Spree, † 1665 in Königsberg) |

| 2.3.3.4.1.1. Linie Walsleben - Friedrich Wilhelm Graf von Schwerin (* 1678, † 1727) |
| Reichsgrafen seit 1700 1. Friedrich Wilhelm Graf von Schwerin (* 18./28.7.1678 in Berlin, † 6.8.1727 in Walsleben) ∞I. 17.12.1704 Charlotte Luise Freiin von der Hexden (* 1678, † 11.4.1732) o│o 1725, ∞II. 8.12.1725 Amalie Luise Reichsburggräfin und Gräfin zu Dohna (* 22.5.1686, † 25.7.1757 in Elbing) 1. I. Friedrich Graf von Schwerin (* 21.5.1709 in Berlin, † als Kind) 2. I. Ludwig Otto Sigismund Graf von Schwerin (* 21.11.1710 in Berlin, † 18.12.1787 in Belin) ∞I. 19.1.1738 Florentine Concordia von Schmieden (* 27.2.1710 in Danzig, † 11.8.1777 in Danzig) o│o 7.3.1748, ∞II. 21.11.1754 in Pommerzig Friedrike Charlotte Bernhardine Gräfin von Schmettow (*1.11.1739 in Pommerzig, † 17.12.1772 in Walsleben) 1. I. Otto Carl Ludwig Graf von Schwerin (* 25.4.1739 in Danzig, † 11.3.1795 in Wildenhoff) ∞I. 13.12.1769 in Walsleben Elisabeth Caroline Clementine Freiin von Ammon (* 25.10.1736 in Berlin, † 18.10.1795 in Berlin) o│o 14.8.1779, ∞II. 27.8.1781 Eleonore Henriette Hindersin (* 7.9.1744 in Barten, † 30.7.1806 in Stargard) 2. II. Ludwig Gottfried Leopold Graf von Schwerin (* 18.9.1756 in Pommerzig, † 14.8.1810 in Walsleben) ∞ 23.9.1795 in Klein-Katz Caroline Bernhardine Franziska Henriette Gräfin Krochkow von Wickerode (* 2.9.1776 in Danzig, † 3.9.1810 in Wildenhoff) 1. Otto Friedrich Wilhelm Graf von Schwerin (* 4.7.1796 in Danzig, † 2.4.1860) ∞ 6.8.1821 in Pillau Jeanette Luise Hey (* 22.6.1803 in Pillau, † 17.1.1849) 1. Caroline Luise Jeanette Marie Gräfin von Schwerin (* 2.7.1822 in Wildenhoff, † ) ∞ 17.1.1844 Gustav von Schlegell ( † 13.11.1866) 2. Otto Gottfried Ludwig Emanuel Graf von Schwerin (* 31.7.1823 in Wildenhoff, † 16.5.1873 in Wildehoff) Stifter der Linie Walsleben - Älterer Zweig ∞ 7.1.1853 in Stargordt Jenny (Eugenie) Adelheid Clara von Borcke (* 13.7.1826 in Stargordt, † ) 3. Leddy Marie Valesca Elisabeth Gräfin von Schwerin (* 19.11.1825 in Wildenhoff, † ) ∞ 13.8.1859 in Dönhoffstädt Emil Paul Otto Magnus Graf von Dönhoff 4. Hermann Eugen Theodor Graf von Schwerin (* 28.3.1828 in Königsberg, † 18.(2.?)2.1835) 5. Carl Ernst Heinrich Rudolf Traugott Graf von Schwerin (* 30.9.1831 in Wildenhoff, † ) ∞ 16.9.1864 in Schönfeld Antonie von Leers (* 29.12.1842, † ) 1. Otto Gustav Christian Wilhelm Detlev Emil Graf von Schwerin (* 16.6.1865 in Weissensee, † ) 2. Anna Henriette Wilhelmine Ida Eugenie Marie Erna Gräfin von Schwerin (* 10.1.1867 in Schönfeld, † ) 3. Hedwig Christiane Luise Adele Henriette Ottilie Frieda Hildegard Gräfin von Schwerin (* 15.6.1869 in Weissensee, † ) 4. Erich Traugott Hermann Gustav Otto Friedrich Carl Christian Graf von Schwerin (* 1.7.1860 in Weissensee, † ) 6. Adele Therese Caroline Johanna Marie Gräfin von Schwerin (* 27.9.1838, † ) ∞ 6.10.1859 in Skandau Werner Gebhard Louis von Alvensleben 3. II. Chalotte Gräfin von Schwerin (* 17.10.1757 in Berlin, † 17.6.1811 in Bordeaux) ∞I. 25.5.1779 in Berlin Johann Carl Heinrich Aemilius Wilhelm Graf von Neale ( † 1785) o│o 2.9.1780 in Berlin, ∞II. 13.7.1786 Marcus Friedrich Ehrenfried von der Lüdtke ( † 1794), ∞III. in Frankreich ... von Bock 4. II. Carl Ludwig Ernst Graf von Schwerin (* 17.5.1760 in Walsleben, † 28.8.1832 in Oppeln) ∞ 16.8.1802 in Würbitz Ulrike Friedrike Gräfin von Reichenbach-Goschütz (* 26.5.1774 in Bodzanowitz, † 29.1.1857 in Crossen a. O.) 1. Fabian Ottomar Carl Graf von Schwerin (* 16.8.1804 in Boguslawitz, † ) 2. Wilhelm Otto Carl Graf von Schwerin (* 10.3.1806 in Boguslawitz, † 31.5.1817 in Rietschütz) 3. Ulrike Therese Julie Christine Gräfin von Schwerin (* 28.2.1808 in Boguslawitz, † 24.4.1869 in Gumbinnen) ∞ 5.3.1832 Albert Franz Georg von Hippel 4. Julius Otto Alfons Graf von Schwerin (* 4.5.1810 in Boguslawitz, † 7.12.1862 in Berlin) ∞ 16.3.1836 Agnes Ernestine Leopoldine Gräfin von der Goltz (* 26.7.1816 in Grüneiche, † 7.9.1851 in Züllichau) 1. Agnes Ulrike Charlotte Emilie Gräfin von Schwerin (* 19.7.1837 in Berlin, † 15.5.1838 in Berlin) 2. Marie Adelheid Henriette Gräfin von Schwerin (* 24.5.1839 in Berlin, † ) 3. Carl Heinrich Otto Alfons Ludwig Graf von Schwerin (* 29.12.1840 in Berlin, † ) 4. Max Guido Otto Graf von Schwerin (* 5.4.1843 in Berlin, † ) 5. Edmund Felix Otto Graf von Schwerin (* 10.4.1848 in Crossen, † ) 6. Otto Ernst Hugo Graf von Schwerin (* 24.8.1851 in Züllichau, † ) Stifter der Linie Walsleben - Jüngerer Zweig 5. II. Juliane Christiane Friedrike Luise Gräfin von Schwerin (* 26.12.1762 in Walsleben, † 17.8.1839 in Breslau) ∞ 13.4.1796 Leopold Graf von Seherr un Thoss ( † 1804) 6. II. Wilhelmine Sophie Marie von Schwerin (* 13.6.1765 in Walsleben, † 31.1.1818) 7. II. Bernhardine Henriette Amalia Gräfin von Schwerin (* 7.4.1767 in Walsleben, † 29.1.1857 in Thomnitz) ∞ 3.5.1797 Freidrich Ludwig Graf von Pfeil ( † 1821) 3. I. Sophie Caroline Gräfin von Schwerin (* 20.6.1712 in Berlin, † 2.6.1713 in Walsleben) 4. I. Dorothea Luise Albertine Gräfin von Schwerin (* 12.8.1713 in Berlin, † 22.11.1787 in Schlodien) ∞ 30.11.1752 in Wolfshagen Carl Florus Reichsburggraf und Graf zu Dohna ( † 1765) 5. I. Friedrich Alexander Graf von Schwerin (* 21.10.1714 in Berlin, † 7.2.1776 in Walsleben) ∞ 25.10.1747 in Berlin Charlotte Christiane Wilhelmine Freiin von Schmettow (* 17.1.1712, † 18.3.1796 in Rietschütz) 6. I. Leopold Ferdinand Graf von Schwerin (* 22.12.1716 in Berlin, † 18.11.1757 in Berlin) ∞ 29.5.1752 in Dierdorf Henriette Sophie Amalie Gräfin zu Wied (* 20.2.1731, † 24.2.1799 in Wetzlar) 1. Friedrich Carl Ludwig Graf von Schwerin (* 14.7.1753 in Dierdorf, † 18.10.1801 in Iglau) 2. Wilhelm Heinrich Florus Graf von Schwerin (* 13.(31.?)7.1754, † 18.11.1828 in Dierdorf) 3. Henriette Gräfin von Schwerin (* 1756, † 1757) 7. I. Eugenius Graf von Schwerin (* 1717, † 27.8.1769 in Carwinden) ∞ .5.1758 Elisabeth Caroline Wilhelmine Freiin von Schütz ( † 30.3.1767 in Berlin) 8. II. Wilhelm Carl Aemilius Graf von Schwerin (* 6.10.1727 in Walsleben, † 29.4.1789 in Königsberg) |

| 2.3.3.4.1.1.1. Linie Walsleben - Älterer Zweig - Otto Friedrich Wilhelm Graf von Schwerin (* 1796, † 1860) |
| 1. Otto Gottfried Ludwig Emanuel Graf von Schwerin (* 31.7.1823 in Wildenhoff, † 16.5.1873 in Wildehoff) ∞ 7.1.1853 in Stargordt Jenny (Eugenie) Adelheid Clara von Borcke (* 13.7.1826 in Stargordt, † 6.9.1904 in Wildenhoff) 1. Jenny Bernhardine Marie Gräfin von Schwerin (* 15.10.1853 in Wildenhoff, † 10.6.1928 in Berlin) 2. Otto Heinrich Gustav Eugen Graf von Schwerin (* 19.2.1855 in Wildenhoff, † 8.3.1909 in Hornegg) ∞ 1888 Agnes Gräfin von Lehndorff (* 20.12.1863 in Berlin, † 30.6.1947) 1. Marie-Agnes Gräfin von Schwerin (* 29.11.1888, † 2.3.1967) ∞ 11.6.1911 Alexander von Martius (* 6.9.1874, † 4.5.1939) 2. Vera Luise Hedwig Gräfin von Schwerin (* 9.3.1890 in Wildenhoff, † 15.6.1974 in Wolfsburg) ∞ 27.2.1915 Georg Graf von Schwerin (* 26.7.1886, † 12.8.1971) 3. Ruth von Schwerin (* 1892, † 1946) 4. Otto Graf von Schwerin (* 4.10.1894, gefallen 16.1.1945) ∞I. 4.8.1921 in Militsch Gabriele Gräfin Maltzan Freiin zu Wartenberg und Penzlin (* 3.9.1899 in Militsch, † 12.5.1980 in London) o│o 30.9.1936 in Berlin, ∞II. 12.2.1937 in Berlin Esther Gräfin Eckbrecht von Dürckheim-Montmartin (* 13.1.1904 in Berlin, † 7.10.1985 in Köln) 3. Hedwig Luise Eugenie Adele Gräfin von Schwerin (* 14.3.1856 in Wildenhoff, † 1889) 4. Eugenie Clara Sophie Gertrud Gräfin von Schwerin (* 10.8.1857 in Wildenhoff, † 25.3.1859 in Wildenhoff) 5. Eugenie Luise Magdalene Gräfin von Schwerin (* 2.7.1860 in Wildenhoff, † 29. August 1922 in Landin) 6. Botho Graf von Schwerin (* 30.3.1866 in Wildenhoff, † 15.2.1917 in Berlin) |

| 2.3.3.4.1.1.2. Linie Walsleben - Jüngerer Zweig † - Julius Otto Alfons Graf von Schwerin (* 1810, † 1862) |
| 1. Otto Ernst Hugo Graf von Schwerin (* 24.8.1851 in Züllichau, † )                                       |

| 2.3.3.4.1.2. Linie Wolfshagen - Otto Graf von Schwerin (* 1684, † 1755) |
| Reichsgrafen seit 1700 1. Otto Graf von Schwerin (* 5.6.1684 in Berlin, † 2.1.1755 in Wolfshagen) ∞ I. 24.3.1713 Elisabeth Espérance Gräfin zu Dohna (* 1693, † 6.2.1721), ∞II. 28.3.1723 in Berlin Charlotte Eleonore Amalia Dorothea Gräfin von Dönhoff (* 24.9.1703 in Berlin, † 16.3.1763 in Wolfshagen) 1. I. Sophie Charlotte Gräfin von Schwerin (* 25.8.1714 in Berlin, † 5.6.1776 in Wolfshagen) 2. I. Amélie Gräfin von Schwerin (* 24.8.1716 in Berlin, † 26.3.1718 in Berlin) 3. II. Friedrich Wilhelm Graf von Schwerin (* 9.2.1724 in Berlin, † 26.6.1741 bei Mollwitz) 4. II. Wilhelmine Albertine Gräfin von Schwerin (* 3.9.1730 in Berlin, † 4.12.1730 in Berlin) 5. II. Carl Ludwig Graf von Schwerin (* 13.1.1732 in Berlin, † 7.6.1755 in Stettin) 6. II. Amalie Wilhelmine Gräfin von Schwerin (* 29.1.1734 in Wolfshagen, † 29.1.1784 in Berlin) ∞ 12.7.1750 in Wolfshagen Carl Leopold Gottfried Graf von Schmettow (* 1722, † 1776) 7. II. Otto Alexander Graf von Schwerin (* 20.3.1737 in Berlin, † 17.3.1819 in Wolfshagen) ∞ 10.12.1762 in Krekow Sophie Dorothea von Bissingen (* 18.11.1733 in Gross-Milzow, † 31.1.1801 in Wolfshagen) 1. Otto Wilhelm Friedrich Graf von Schwerin (* 17.12.1763 in Wolfshagen, † 21.11.1862 in Mildenitz) 2. Sophie Dorothea Henriette Gräfin von Schwerin (* 5.12.1764 in Wolfshagen, † 26.2.1825) ∞ 17.7.1784 in Wolfshagen Bogislav Friedrich Carl Ludwig Reichsgraf von Dönhoff (* 14.5.1754, † 10.1.1809) 3. Carl Otto Alexander Graf von Schwerin (* 30.3.1766 in Wolfshagen, † 20.2.1767 in Wolfshagen) 4. Ludwig (Louis) Otto Alexander Graf von Schwerin (* 2.9.1767 in Wolfshagen, † 26.8.1827 in Mildenitz) 5. Friedrich Carl Heinrich Graf von Schwerin (* 17.9.1768 in Wolfshagen, † 29.5.1805 in Aurich) 6. Amélie Christine Friederike Gräfin von Schwerin (* 19.10.1769 in Wolfshagen, † 8.6.1831) ∞ 26.2.1791 in Wolfshagen Albrecht Joachim Freiherr von Maltzan, Graf von Plessen (* 1762, † 1828) 7. Ernst Otto Aemilius Graf von Schwerin (* 29.11.1770 in Wolfshagen, † 14.8.1796 in Wolfshagen) 8. Wilhelm Werner Otto Graf von Schwerin (* 16.3.1773 in Wolfshagen, gefallen 18.6.1815 bei Lasnes) ∞ 8.6.1805 in Berlin Amalia Sophie Gräfin von Dönhoff (* 16.7.1785, † 27.1.1863 in Berlin) 9. Carl Friedrich Otto Graf von Schwerin (* 25.9.1774 in Wolfshagen, † 11.2.1804 in Wolfshagen) 10. Johann Christoph Hermann Graf von Schwerin (* 18.6.1776 in Wolfshagen, † 6.8.1858 in Wolfshagen) ∞ 4.6.1816 in Wolfshagen Rosalie Ulrike Gräfin von Dönhoff (* 3.10.1789 in Wolfshagen, † 8.8.1863 in Wolfshagen) 1. Sophie Amélie Ulrike Marie Gräfin von Schwerin (* 27.7.1817 in Krekow, † 10.8.1817 in Wolfshagen) 2. Otto Wilhelm Bogislaus Hermann Graf von Schwerin (* 29.3.1819 in Krekow, † 21.3.1821 in Krekow) 3. Amélie Sophie Friederike Gräfin von Schwerin (* 6.8.1820 in Krekow, † ) ∞ 4.10.1840 in Wolfshagen Alfred Wilhelm Ludwig Graf zu Solms-Sonnenwalde (* 7.5.1810, † 31.1.1870) 4. Anna Cäcilie Henriette Gräfin von Schwerin (* 27.7.1821 in Wolfshagen, † 16.10.1821 in Wolfshagen) 5. Otto Wilhelm Ludwig Graf von Schwerin (* 26.8.1822 in Wolfshagen, † ) ∞ .12.1858 Laura Luise Müller-Blumenbach (* 9.1. , † ) 6. Carl Alexander Graf von Schwerin (* 7.8.1824 in Wolfshagen, † ) Stifter des Wolfshagener Zweiges ∞ 9.11.1850 in Dresden Gertrud (Hertha) Charlotte von Nostitz und Jänckensorf (* 9.11.1827, † ) 7. Wilhelm Stanislaus Hermann Graf von Schwerin (* 6.3.1827 in Wolfshagen, † ) Stifter des Göhrener Zweiges ∞ 19.11.1850 in Berlin Luise Auguste Caroline Hedwig von Schwanenfeld (* 26.9.1830 in Breslau, † ) 8. Bogislav Conrad Adolf Graf von Schwerin (* 20.11.1833 in Wolfshagen, † ) Stifter des Tamseler Zweiges ∞ 4.10.1858 in Tharaud bei Dresden Pauline von Sichart (* 19.6.1835, † ) |

| 2.3.3.4.1.2.1. Wolfshagener Zweig - Carl Alexander Graf von Schwerin (* 1824) |
| 1. Carl Alexander Graf von Schwerin (* 7.8.1824 in Wolfshagen, † ) ∞ 9.11.1850 in Dresden Gertrud (Hertha) Charlotte von Nostitz und Jänckensorf (* 9.11.1827, † ) 1. Hermann Otto Louis Carl Graf von Schwerin (* 1.11.1851 in Mildenitz, † 26.5.1918 in Berlin) ∞ 17.7.1879 in Großneuhausen, Sachsen-Weimar Ida Marie Freiin von Werthern (* 21.7.1860 in Großneuhausen, † 4.1948 in Zettemin) 2. Stanislaus Julius Ulrich Georg Graf von Schwerin (* 8.11.1852 in Mildenitz, gefallen 5.12.1870 bei Artenay) 3. Gertrud Rosalie Gräfin von Schwerin (* 14.12.1853 in Mildenitz, † ) 4. Carl Gottlob Graf von Schwerin (* 18.1.1858 in Mildenitz, † ) 5. Ludwig Alexander Graf von Schwerin (* 3.10.1859 in Mildenitz, † ) 6. Georg Gottfried Otto Graf von Schwerin (* 23.5.1866 in Mildenitz, † ) 7. Roderich Otto Graf von Schwerin (* 14.12.1866 in Mildenitz, † 26.10.1871 in Wolfshagen) |

| 2.3.3.4.1.2.2. Göhrener Zweig - Wilhelm Stanislaus Hermann Graf von Schwerin (* 1827) |
| 1. Wilhelm Stanislaus Hermann Graf von Schwerin (* 6.3.1827 in Wolfshagen, † ) ∞ 19.11.1850 in Berlin Luise Auguste Caroline Hedwig von Schwanenfeld (* 26.9.1830 in Breslau, † ) 1. Sophie Rosalie Luise Alexandrine Herminia Franziska Gräfin von Schwerin (* 29.9.1851 in Lemmersdorf, † ) ∞ 29.9.1876 in Göhren Carl von Arnim 2. Luise Rosalie Friederike Julie Emma Ludmilla Gräfin von Schwerin (* 21.2.1853 in Dresden, † ) 3. Martha Agnes Gertrud Bertha Gräfin von Schwerin (* 26.9.1854 in Göhren, † ) 4. Wilhelm Franz Hermann Graf von Schwerin (* 16.2.1856 in Göhren, † ) 5. Ida Anna Sophie Gräfin von Schwerin (* 3.9.1857 in Göhren, † ) 6. Alfred Wilhelm Dettlof Graf von Schwerin (* 27.2.1859 in Göhren, † ) 7. Maria Irmgard Gräfin von Schwerin (* 3.3.1862 in Göhren, † ) 8. Ulrich Carl Wilhelm Graf von Schwerin (* 8.6.1864 in Göhren, † ) |

| 2.3.3.4.1.2.3. Tamseler Zweig † - Bogislav Conrad Adolf Graf von Schwerin (* 1833 ) |
| 1. Bogislav Conrad Adolf Graf von Schwerin (* 20.11.1833 in Wolfshagen, † 19.5.1889 in Berlin) ∞ 4.10.1858 in Tharaud bei Dresden Pauline von Sichart (* 19.6.1835, † 16.3.1902 in Potsdam) 1. Max Bogislav Ulrich Graf von Schwerin (* 18.7.1859 in Wolfshagen, † 30.7.1876 in Schandau) 2. Marie Rosalie Pauline Gräfin von Schwerin (* 21.2.1861 in Tamsel, † 15.9.1861 in Tamsel) 3. Bogislav Carl Hermann Graf von Schwerin (* 3.3.1862 in Tamsel, † 2.1.1894 in Crossen a. Oder) ∞ 24.5.1888 in Schreibersdorf Kr. Lauban Clara (Cara) Sophie Bertha Caroline Baurmeister (* 21.8.1865 in Kl.-Sarne Kreis Falkenberg, † 9.1.1922 in Bad Charlottenbrunn) 1. Max Bogislav Stanislaus Graf von Schwerin (* 13.3.1889 in Hirschberg im Riesengebirge, † 26.3.1889 in Hirschberg im Riesengebirge) 2. Bogislav Otto Curt Graf von Schwerin (* 3.1.1892 in Bohrau bei Forst, † 10.9.1918 in Neustadt) 3. Claus Gerd Graf von Schwerin (* 9.6.1894 in Crossen a.d. Oder, † 17.4.1896 in Crossen a.d. Oder) 4. Amélie Pauline Gräfin von Schwerin (* 2.10.1863 in Tamsel, † 17.7.1899 in Tamsel) 5. Margarethe Angélique Gräfin von Schwerin (* 31.7.1865 in Tamsel, † 1940 in Potsdam) ∞I. 6.10.1891 in Tamsel Erich Freiherr von Wackerbarth gen. von Bomsdorff (* 8.5.1861 in Rathenow, † 18.11.1897 in Nieder-Lössnitz), ∞II. 30.9.1905 in Neuenbürg bei Erlangen Heinrich Franz Ludwig Freiherr von Gagern (* 21.12.1856 in Heidelberg, † 1942) 6. Frieda Therese Gräfin von Schwerin (* 6.7.1867 in Tamsel, † 1945) ∞ 7.4.1894 in Tamsel Leopold Carl Heinrich Georg Friedrich Gustav Grafen und Edlem Herrn zur Lippe-Biesterfeld später Prinz zur Lippe (* 12.5.1846 in Oberkassel, † 28.1.1908 in Heidelberg) 7. Stanislaus Constantin Graf von Schwerin (* 5.8.1871 in Tamsel, † 1949) ∞ 2.5.1900 in Diekow Helene Marie Margarete von Klitzing (* 4.12.1879 in Diekow, † 1951) 1. Hertha Marie Pauline Gräfin von Schwerin (* 26.2.1901 in Tamsel, † 27.12.1982 in Dersau) ∞ 7.5.1926 in Tamsel Eberhard Julius Reinhold von der Lancken (* 13.3.1900 in Wusseken Kreis Bütow, † 1959) o│o 20.12.1932 2. Gerd Leberecht Bogislav Graf von Schwerin (* 24.9.1902 in Tamsel, † 18.6.1909 in Tamsel) |

| 2.3.3.4.2. Linie Wopersnow - Johann Bogislav von Schwerin (* 1660, † 1698) |
| Schwedische Freiherren seit 1717 1. Johann Bogislav von Schwerin (* 3.9.1660 in Ilenfeld, † 1.12.1698 in Neumark) ∞ um 1685 Dorothea Elisabeth von Borcke (* 5.8.1668 in Putzar, † 11.1.1729 in Wopersnow) 1. Franz Felix von Schwerin († 1690 als Kind) 2. Clara Sophie von Schwerin 3. Dorothea Christina von Schwerin ∞ Kapitän von Schönfeldt 4. Philipp Bogislav Freiherr von Schwerin (* 7.1.1687 in Putzar, 20.3.1733 in der Ukraine) ∞I. Freiin von der Horst o│o, ∞II. 24.7.1720 Hedwig Eleonore Gräfin von Cronhjelm (* 8.3.1698, † 19.3.1748) 1. I. Bogislaus Freiherr von Schwerin 2. I. Sohn 3. II. Philipp Bogislav con Schwerin (* 17.2.1722, † 1746 in Berlin) 4. II. Johann Gottlob von Schwerin (* 12.5.1728, † 22.6.1787) ∞I. 4.4.1753 Susanna Tillaeus, ∞II. 31.12.1762 Hedwig Charlotte Lillje af Aspenas (* 11.9.1744, † 28.1.1828) 1. I. Hedwig Eleonore Freiin von Schwerin (* 2.4.1754, † 13.1.1823 in Torpa) 2. I. Johann Bogislav Freiherr von Schwerin (* 14.6.1755, † 1.8.1823) 3. II. Dorohea Margarethe Freiin von Schwerin (* 30.6.1764, † 14.9.1831 in Brunnared) 4. II. Carl Philipp Freiherr von Schwerin (* 11.8.1765, † 11.12.1780) 5. II. Adam Otto Johann Freiherr von Schwerin (* 15.8.1766, † 25.8.1829 in Konglena) ∞ 1786 Christine Amalie Björnström (* 1765, † 11.5.1820 in Stockholm) 1. Adam Otto Freiherr von Schwerin (* 1789, † 1792) 2. Eva Charlotte Ottiliane Amalie Freiin von Schwerin (* 1793, † 3.11.1865) ∞I. Henning Freiherr von Kruse af Varchow (* 1795, † 1820), ∞II. 1831 Matthias Rosenlundh ( † 1834) 3. Juliane Beate Caroline Freiin von Schwerin (* 1796, † 24.5.1875 in Stockholm) ∞ 21.12.1823 Eric Wilhelm Aurell ( † 1828) 4. Adam Otto Freiherr von Schwerin (* 20.5.1798 in Stockholm, † 9.1.1866 in Düsseldorf) ∞ 9.9.1836 Ulrike Sophie Amalie Chrysander (* 2.4.1819, † ) 6. II. Bengt Julius Freiherr von Schwerin (* 18.10.1767, † 17.8.1771) 7. II. Eva Charlotte Freiin von Schwerin (* 24.12.1768, † 17.8.1771) 8. II. Axel Friedrich Freiherr von Schwerin (* 1769, † 27.8.1771) 9. II. Charlotte Christine Caroline Freiin von Schwerin (* 29.6.1772, † 6.6.1837) 10. II. Gustaf Werner Freiherr von Schwerin (* 6.10.1774, † 20.12.1842 in Bjurbeck bei Jönköping) Stifter der Linie Wopersnow - Älterer Zweig ∞ 6.3.1810 in Tunarp Ebba Dorothea von Rudbeck (* 1.5.1786, † 6.3.1865) 11. II. Beate Elisabeth Freiin von Schwerin (* 4.2.1777, † 3.4.1837) 12. II. Axel Friedrich Freiherr von Schwerin (* 25.4.1778, † 17.10.1796) 13. II. Hedwig Johanna Freiin von Schwerin (* 2.8.1780, † 9.1.1843) ∞ Capitain Bomann 14. II. Claus Philipp von Schwerin (* 1.8.1781, † 1.8.1781) 15. II. Marianne Ulrike Ottiliane Freiin von Schwerin (* 18.4.1784, † 12.1.1840) ∞ Schwedischer Soldat 16. II. Friedrike Catharina Sophie Freiin von Schwerin (* 13.3.1786, † 15.2.1787) 5. Otto Friedrich von Schwerin (* 25.11.1692, † .1.1741 in Knutstorp) ∞I. 1720 Sara Katharina von Köppen ( † 1728), ∞II. 1729 Hedwig Charlotte Gräfin von Tessin (* 12.4.1690, † 1736), ∞III. 1738 Regina Catharina Gräfin von Cronhjelm (* 7.12.1710, † 4.4.1776) 1. I. Friedrich Bogislav von Schwerin (* 14.4.1721, † 23.3.1741 in Frankreich) 2. I. Sara Beate von Schwerin (* 8.11.1722, † 10.6.1758) 3. I. Hedwig Sophie von Schwerin (* 12.3.1724, † 12.3.1724) 4. I. Dorothea Eleonore von Schwerin (* 27.8.1725, † 1740) 5. I. Ottiliana von Schwerin (* 12.11.1726, † 3.7.1758 in Hakunge) ∞ 26.6.1750 Axel Friedrich Graf von Cronhjelm ( † 1773) 6. II. Otto Friedrich Graf von Schwerin (* 1730, † in Paris) 7. III. Gustafviana Sophia von Schwerin (* 8.5.1739, † 6.4.1795 in Fogdaröd) ∞ 21.7.1776 Carl Nicolaus von Cronacker ( † 1779) 8. III. Otto Julius Freiherr von Schwerin (* 29.5.1740 in Knutstorp, † 23.12.1780 in Norrköping) ∞ 1764 Ebba Maria von Lagerbring (* 24.12.1747, † 22.4.1828) 1. Friedrich Rosensparre Freiherr von Schwerin (* 18.6.1766, † 23.1.1789 in Lund) 2. Swen Philipp Bogislaus Freiherr von Schwerin (* 1767) (* 1767, † 1.3.1820 in Rosenlund) ∞ 6.11.1795 in Lund Elisabeth Friedrike von Rosenblad (* 11.9.1754, † 4.4.1829 in Lund) 3. Carl Gustaf Freiherr von Schwerin (* 26.6.1769, † 1.9.1855 in Hjularöd in Schonen) ∞ 25.5.1795 in Klagerup Marie Gustave Freiin von Trolle (* 11.7.1765, † 14.11.1806 in Hjularöd) 1. Ebba Beate Magdalene Ottiliane Freiin von Schwerin (* 24.3.1796 in Klagerup, † 24.12.1796 in Klagerup) 2. Ebba Magdalena Freiin von Schwerin (* 7.7.1797 in Klagerup, † 20.11.1806 in Hjularöd) 3. Ottiliane Augusta Freiin von Schwerin (* 21.7.1803, † 22.3.1866) ∞ 9.4.1827 in Hjularöd Anders Gabriel Freiherr von Ralamb (* 1790, † ) 4. Hilda Gustava Freiherr von Schwerin (* 7.7.1804, † 9.5.1832 in Hjularöd) 5. Brita Catharina Freiin von Schwerin (* 1805, † ) ∞I. 12.1.1819 Carl Johann von Hallenborg ( † vor 1823), ∞II. 28.10.1823 in Hjularöd Pehr Axel von Troll 4. Werner Gottlob Freiherr von Schwerin (* 8.7.1772 in Rosenlund, † 18.4.1840 in Zireköping in Schonen) ∞ 16.10.1804 in Rada bei Göthaborg Martina Törngren (* 3.1.1789, † 18.11.1875 in Göthaborg) 1. Ebba Luise Ulrike Martine Freiin von Schwerin (* 2.5.1807 in Stockholm, † ) ∞ 15.7.1832 in Stockholm David Baron von Schulzenheim ( † 1848) 2. Martina Carolina Julia Maria Freiin von Schwerin (* 31.1.1809 in Stockholm, † 4.6.1839) 3. Carl Johann Gustaf Adolf Julius (Jules) Freiherr von Schwerin (* 5.10.1810 in Rada, † ) Stifter der Linie Wopersnow - Jüngerer Zweig ∞ 12.11.1849 in Eckeröd in Schonen Ingeborg von Rosencrantz (* 1.3.1828, † ) 4. Carl Philipp Freiherr von Schwerin (* 1.7.1855, † 12.2.1859) 5. Ottiliane Eleonore Catharina Beate Freiin von Schwerin (* 20.11.1774, † 4.3.1779) 6. Otto Polycarp Freiherr von Schwerin (* 12.10.1777, † 10.5.1794 in Lund) 6. Reimar Julius von Schwerin (* 30.1.1695 in Wopersnow, † 11.9.1754 in Lüben) ∞II. Charlotte Albertine von Kreytzen (* 21.6.1708 in Königsberg, † 20.1.1769 in Berlin) 1. II. Friedrich Wilhelm von Schwerin (* 1726, † 16.3.1795) ∞ 1750 Fräulein Crichton 1. Charlotte Rosina von Schwerin ∞ Carl Ludwig Leopold von Oertel 2. Ottonette Sophie Ulrike von Schwerin ( † vermutlich als Kind) 3. Luise Juliane Dorothea von Schwerin (* 29.1.1736 in Wollin, † 14.10.1779) ∞I. um 1756 Friedrich Conrad von Kleist o│o, ∞II. Preuss. Oberstlieutenant du Trossel ( † 1778) |

| 2.3.3.4.2.1. Linie Wopersnow - Älterer Zweig † - Gustav Werner Freiherr von Schwerin (* 1774, † 1842) |
| 1. Gustaf Werner Freiherr von Schwerin (* 6.10.1774, † 20.12.1842 in Bjurbeck bei Jönköping) ∞ 6.3.1810 in Tunarp Ebba Dorothea von Rudbeck (* 1.5.1786, † 6.3.1865) 1. Hedwig Johanna Gustava Luise Freiin von Schwerin (* 29.1.1811, † 4.4.1811) 2. Adolf Ludwig Freiherr von Schwerin (* 7.11.1814, † ) 3. Gustaf Alexis Freiherr von Schwerin (* 23.6.1817, † ) ∞ 21.12.1864 Julie Auguste Ljungberg (* 3.3.1827, † ) 4. Swante Philipp Werner von Schwerin (* 29.8.1821, † 16.3.1862 in Jönköping) ∞ 12.1.1854 in Grantrö/Smaland Ebba Margaretha Sophie Freiin von Sparre (* 25.8.1834, † ) 1. Philipp Werner Gustaf Erich Bogislaus Freiherr von Schwerin (* 1.7.1855, † 12.2.1859) 2. Curt Philipp Gottlob Alexander Freiherr von Schwerin (* 13.3.1858, † 27.8.1858) 3. Gustaf Henning Philipp Freiherr von Schwerin (* 7.8.1860, † ) 5. Friedrich Wilhelm Freiherr von Schwerin (* 18.11.1822, † ) ∞ 11.1.1872 Edla Eugenia Sundin (* 26.10.1834, † ) 6. Ebba Christine Beate Aurora Ottiliane Freiin von Schwerin (* 31.12.1823, † ) ∞ 17.9.1854 Pehr Oloff Backström 7. Carl Bogislaus Octavius Freiherr von Schwerin (* 4.6.1825, † 26.2.1866 in Stockholm) ∞ 10.5.1858 in Stockholm Christina Carolina Constantina Freiin von Fock (* 2.3.1831, † ) 1. Ebba Christina Catharina Constantia Freiin von Schwerin (* 10.5.1861, † ) 2. Mariana Christina Magdalena Freiin von Schwerin (* 22.8.1862, † 22.6.1864) 8. Sophie Friedrike Freiin von Schwerin (* 24.3.1827, † 21.11.1827) |

| 2.3.3.4.2.1. Linie Wopersnow - Jüngerer Zweig - Carl Johann Gustaf Adolf Julius (Jules) Freiherr von Schwerin (* 1810) |
| 1. Carl Johann Gustaf Adolf Julius (Jules) Freiherr von Schwerin (* 5.10.1810 in Rada, † ) ∞ 12.11.1849 in Eckeröd in Schonen Ingeborg von Rosencrantz (* 1.3.1828, † ) 1. Werner Gottlob Freiherr von Schwerin (* 18.3.1851 in Skarhult, † ) 2. Hans Hugold Freiherr von Schwerin (* 17.9.1853 in Skarhult, † ) 3. Heinrich Mogens Bogislaus Freiherr von Schwerin (* 25.2.1856 in Montpellier/FR, † ) 4. Elisabeth Fredrica Julia Martina Freiin von Schwerin (* 23.11.1859 in Skarhult, † ) 5. Ingeborg Julia Richardis Freiin von Schwerin (* 6.5.1867 in Skarhult, † ) |

| 2.3.3.4.3. Linie Rehberg-Wustrau - Philipp Julius von Schwerin (* 1662, † 1712) |
| 1. Philipp Julius von Schwerin (* 7.10.1662 in Ihlenfeld, † 1./12.12.1712 in Ramelow) ∞I. 1688 Joachima Sophia von Hahn, ∞II. 2.5.1699 in Altwigshagen Esther Eleonore von Borcke (* 16.11.1673 in Hagen, † 20.5.1730 in Rehberg) 1. I. Gertrud Dorothea von Schwerin (* 5.1.1689, † 5.3.1712 in Rostock) 2. II. Friedrich Julius von Schwerin (* 6.6.1699 in Ramelow, † 11.5.1747 in Neisse) 1. Balthasar Friedrich Julius von Schwerin 2. Christoph Wilhelm von Schwerin 3. Hans-Bogislav von Schwerin (* 2.7.1736 in Fürstenwalde, † 13.4.1798 in Hohenbrünzow) ∞ 23.2.1768 in Brandenburg Friederike Marie Dorothea von der Osten (* 4.4.1746, † 28.11.1804 in Stettin) 1. Friedrich Wilhelm Boguslav von Schwerin 2. Charlotte Sophie Wilhelmine von Schwerin 3. Carl August Bogislav von Schwerin (* 11.1.1775 in Alt-Brandenburg, † 1.3.1831 in Janow) ∞ Laura (Eleonore) Luise Charlotte von Schwerin (* 2.6.1776 in Raudten, † 10.3.1842 in Elbing) 1. Friederike Adolphine Henriette Sophie von Schwerin (* 11.1.1799 in Hohenbrünzow, † 15.5.1816 in Hohenbrünzow) ∞ 4.8.1815 in Anklam Casimir Wilhelm Ludwig Carl Bogislav Graf von Schwerin (* 21.2.1791 in Schwerinsburg, † 7.2.1874 in Friedland) 2. Carl Julius Friedrich Bogislaus von Schwerin (* 12.4.1800 in Hohenbrünzow, † 8.5.1800 in Hohenbrünzow) 3. Wilhelm Ludwig von Schwerin (* 17.6.1801 in Hohenbrünzow, † 27.10.1865 in Janow) ∞ 26.11.1824 Caroline Albertine Luise von Zieten 1. Anna Laura Marianne Caroline Marie von Schwerin (* 8.9.1825 in Rehberg, † ) ∞ 25.5.1855 in Janow Otto Wilhelm Carl Engelhard von Schwerin (* 29.10.1825 in Klitschendorf bei Anclam, † ) 2. Henning Carl Friedrich Moritz Balthasar von Schwerin (* 2.11.1827 in Rehberg, † 10.8.1858 in Eckerberg) 3. Adolphine Henriette Wilhelmine von Schwerin (* 22.2.1830 in Rehberg, † 3.7.1869 in Schlagenthin) ∞ 25.5.1855 in Janow Franz Henning Graf von Schwerin (* 24.4.1816 in Hohenbrünzow, † ) 4. Laura Albertine von Schwerin (* 25.10.1832 in Rehberg, † 22.10.1847 in Janow) 5. Albert Julius Graf von Zieten-Schwerin (* 26.6.1835 in Rehberg, † 15.5.1922) ∞ 26.6.1861 in Mitau Constance Baronesse von Derschau. 1. Friedrich Wilhelm Ludwig von Schwerin (* 1862, † 1925) ∞ 14.10.1913 Helene (Elko) Freiherrin Knigge (* 3.5.1890, † 20.1.1966) 1. Waltraut von Schwerin (* 26.10.1917 in Berlin-Schöneberg, † 1979) ∞I. 14.2.1939 in München Herbert Falk (* 1913) ⚮ 1946, ∞II. 27.9.1946 in München Hans Nieberler (* 1917, † 1948), ∞III. 1959 H. Böhm 2. Louis Henning Bogislav von Schwerin (* 1863 in Hohen-Brünzow, † 1933) ∞ 1892 Elisabeth von Hanke (* 14.10.1874, † 11.6.1949) 1. Anni von Schwerin (* 12.8.1893, † 19.10.1961) ∞ 8.10.1918 Hans-Ulrich von Oertzen (* 6.11.1891, † 28.1.1970) 2. Elisabeth von Schwerin (* 28.9.1894 in Hohen-Brünzow, † 5.5.1981 in Klecken) ∞ 24.7.1923 in Hohen-Brünzow Axel Freiherr von Sobeck (* 16.3.1888 in Kruckow, † 3.2.1942 in Zemmin) 3. Wilhelm Hans Albert von Schwerin (* 17.6.1866 in Janow, † 11.4.1946) ∞ 28.9.1891 Marie von Bülow (* 3.5.1872, † 29.1.1956) 1. Helene von Schwerin (* 3.9.1892 in Janow, † 8.1.1979 in Hannover) 2. Wolf-Dietrich von Schwerin (* 1.8.1901 in Janow, † 10.1.1955 in Kiel) ∞ 4.12.1925 in Janow Liselotte von Zitzewitz (* 28.3.1900 in Landsberg a.d. Warthe, † 5.10.1990 in Garbsen) 3. Erika von Schwerin (* 12.9.1903 in Janow, † 13.6.1994 in Neustadt) ∞ 8.8.1930 in Janow Reinhold von Wiecken (* 17.8.1893 in Alt-Karkeln, † 28.8.1949 in russ. Kriegsgefangenschaft) 4. Albert von Schwerin (* 11.9.1904 in Janow, ⚔ 19.11.1940 abgeschossen über London) ∞ 9.9.1929 Ilse von Rosenstiel (* 11.3.1910, † 12.10.1945) 4. Hans Bone von Schwerin (* 5.10.1868 in Spantekow, † 5.8.1945) ∞ 7.2.1896 Ida Gräfin von Bernstorff (* 19.8.1871, † 15.5.1942) 1. Marie Constance (Connie) von Schwerin (* 10.12.1898 in Drewelow, † 13.12.1933) 2. Hildegard von Schwerin (* 25.1.1901 in Drewelow, † 14.6.1987 in Ruppichteroth) ∞ 23.5.1923 in Spantekow Kurt Bernhard (* 16.11.1898 in Rheydt, † 1.10.1967 in Köln), ⚮ 24.7.1948 in Berlin 3. Margarete (Gita) von Schwerin (* 7.1.1909 in Spantekow, † 2.10.1997 in Rommershausen) ∞ 27.6.1934 in Spantekow Friedrich von Harnier Freiherr von Regendorf (* 29.6.1904 in Adelsried, ⚔ 19.11.1941 bei Dedilowo/RUS) 5. Albert Constantin von Schwerin (* 2.4.1870, † 7.3.1956) ∞ 12.10.1897 Enole Marie von Mendelssohn-Bartholdy (* 1.4.1879, † 21.1.1947) 1. Hans-Bone von Schwerin (* 10.7.1898 in Börnicke, † 10.7.1965 in Bad Boll) ∞ 15.2.1922 in Charlottenburg Herta von Elbe (* 18.4.1901 in Hamm, † 1.12.1989) 1. Erckhinger von Schwerin (* 31.12.1922 in Obersteinbach, † 8.10.1951 in Gießen) 2. Gerda von Schwerin (* 13.3.1924 in Obersteinbach, † 15.4.1989 in Schongau) ∞ 17.3.1942 in Krossen Richard Schleier (* 22.10.1913 in Marburg) ⚮ 26.4.1960 in Leverkusen 3. Manfred von Schwerin (* 26.7.1925 in Obersteinbach, ⚔ (vermisst) 19.6.1944 bei Perugia/IT) 4. Bernhard von Schwerin (* 2.6.1930 in Obersteinbach, † 9.5.1990 in Michelstadt) ∞ 8.4.1960 in Gießen Ruth Braun (* 29.5.1932 in Schlochau, † 5.9.1996 in Michelstadt) 2. Wolfgang von Schwerin (* 20.6.1899 in Obersteinbach, ⚔ 10.4.1918 bei Cirey/Lothringen) 3. Dorothea von Schwerin (* 25.8.1903 in Stockholm, † 5.10.1974 in Hamburg) ∞ 3.5.1927 in Obersteinbach Wilhelm Eckardt (* 3.4.1903 in Tientsin, † 13.10.1963 in Eineba am Nil) 4. Erckhinger von Schwerin (* 17.11.1906 in Obersteinbach, † 16.9.1979 in München) ∞ 26.4.1937 in Berlin-Dahlem Dorothea von Simson (* 20.12.1910 in Berlin, † 15.12.1998 in München) 5. Rolf von Schwerin (* 14.10.1907 in Dresden, † 25.10.1988 in Nürnberg) ∞ 26.12.1932 in Debrecen/HU Elisabeth Gass (* 13.10.1909 in Debrecen/HU, † 4.7.1988 in Düsseldorf) 6. Cordula von Schwerin (* 11.9.1917 in Obersteinbach, † 22.6.2003 in Holte/DK) ∞ 23.12.1950 in Hamburg Eiler Hammer (* 13.6.1889 in Silkeborg/DK, † 10.1.1983 in Holte/DK) 7. Jürgen von Schwerin (* 24.1.1919 in Obersteinbach, † 12.5.1976 in Nürnberg) ∞ 11.7.1945 in Nürnberg Barbara (Babette) Schroth (* 9.2.1926 in Nürnberg, † 17.12.2007 in Nürnberg) 6. Johanna (Anna) Caroline von Schwerin (* 1. März 1872 in Wustrau, † 1945) 7. Hildegard (Hilda) von Schwerin (* 21.5.1880, † 6.8.1964) ∞ 24.9.1898 Wilfried von Lettow-Vorbeck (* 26.2.1871, ⚔ 21.3.1918) 6. Amelie (Melly) Adelheid Eleonore von Schwerin (* 3.5.1837 in Rehberg, † ) 7. Caroline Luise von Schwerin (* 19.7.1839 in Janow, † 24.7.1840 in Janow) 8. Friedrich Wilhelm Ulrich von Schwerin (* 23.7.1841 in Janow, † 5.3.1846 in Abassie bei Kairo) 4. Henriette Wilhelmine Adolphine Laura von Schwerin (* 29.7.1811 in Demmin, † 16.7.1876 in Burg an der Elbe) 4. Philippine Friederike von Schwerin 4. Carl Gustav von Schwerin 5. Philipp Adolph von Schwerin 3. II. Philipp Bogislav von Schwerin (* 31.5.1700 in Rehberg, † 28.10.1751 in Berlin) 4. II. Carl Otto von Schwerin (* 17.4.1702 in Rehberg, † 1712) 5. II. Jürgen Christoph von Schwerin (* 12.12.1703 in Rehberg, † 4.5.1754) 6. II. Sophie Eleonore von Schwerin (* 13.4.1706 in Rehberg, † 16.7.1769) 7. II. Anna Dorothea von Schwerin (* 1.9.1709 in Rehberg) 8. II. Philippine Juliane von Schwerin (* 1713) |

| 2.3.3.4.4. Linie Wisbur † - Heinrich Christoph von Schwerin (* um 1670, † 1729) |
| 1. Heinrich Christoph von Schwerin (* um 1670, † 1729) ∞ 21.3.1691 Barbara Ilsabe von Kruse 1. Felix Bogislav von Schwerin (* 1701, gefallen 4.6.1745 bei Hohenfriedberg/Striegau) 1. Friedrich Wilhelm Christoph von Schwerin (* 1736, † 26.3.1799 in Potsdam) ∞I. Friedrike Sophie Elisabeth von Natzmer ( † 17.2.1782), ∞II. Tochter eines Predigers o│o 1. I. Caroline Wilhelmine Sophie von Schwerin (* 9.6.1780, † vermutlich vor 1799) 2. I. Carl Heinrich Felix von Schwerin (* 3.1.1782, † 5.3.1783) 2. Wilhelm Heinrich Ferdinand Leopold Bogislav von Schwerin (* 1739, gefallen 14.10.1758 bei Hochkirch) 3. Friedrich Wilhelm Felix von Schwerin (* .5.1740, † 12.5.1809 in Potsdam) 2. Philipp Julius von Schwerin ( † vor 1723) 3. Anna Sophie von Schwerin ( † 1777) ∞ Otto Bogislav von Schwerin (* um 1683, † 1737 in Vieschen) 4. Agnes Juliane von Schwerin ∞ 11.6.1715 August von Manteuffel 5. Elisabeth Charlotte von Schwerin ∞ um 1720 Herrn von Zitzewitz |

| 2.4. Linie in Bayern (ohne genealogischen Anschluss) |
| Bayerische Freiherren seit 1818 1. Joachim Dietrich von Schwerin (* 1624 in Wolgast, † 1674 in Münster) ∞ Caroline von Axthausen († 1676) 1. Johann Caspar von Schwerin (urkundl. 1701) 2. Dietrich (Theodor) Engelbert von Schwerin (* 1673 in Münster, † 1736 in Ingolstadt) ∞ in den Niederlanden Maria Anna von Hoezmann zu Wellen 1. Claudius Michael Engelbert von Schwerin (* 25.6.1718 in Neuhäusel/HU, † 1770 in Ingolstadt) ∞ Marianne Juliane Oesterreicher ( † 12.12.1775 in Ingolstadt) 1. Maria Anna Johanna von Schwerin (* 31.3.1750 in Ingolstadt, † ) 2. Maria Anna Josepha von Schwerin (* 29.6.1758, † ) 3. Joseph Engelbert Claudius Freiherr von Schwerin (* 15.2.1762 in Ingolstadt, † 14.5.1835 in Hanzendorf) ∞ 6.10.1802 Maria Anna Gräfin von Lamberg-Amerang (* 5.11.1768 in München, † 14.1.1849 in Amerang) 1. Wilhelmine Johanna Josepha Freiin von Schwerin (* 25.6.1806 in München, † ) ∞ 10.6.1833 Carl Johann Graf von Guiot du Ponteil ( † 22.12.1859 ) 2. Maximilian Carl Claudius Freiherr von Schwerin (* 14.4.1809 in Regensburg, † 16.4.1853 in Regensburg) ∞ Maria Franziska Lang 1. Anna Maria Freiin von Schwerin (* 11.2.1838 in Hauzendorf, † ) 2. Maria Franziska Josepha Maximiliane Wilhelmine Freiin von Schwerin (* 8.12.1842 in Amberg, † ) 3. Wilhelmine Johanna Josepha Bertha Freiin von Schwerin (* 22.10.1844 in Regensburg, † ) 4. Hans Maria Carl August Claudius Franz de Paula von Schwerin (* 11.6.1846 in Regensburg, † ) 4. Johann Engelbert von Schwerin ( vermutlich früh gestorben) |

## Anhang zur Stammliste
Nachrichten von solchen Schwerins, von denen die Art ihrer Zugehörigkeit zu den Stammtafeln nicht ermittelt worden ist:
1. 1178, zur Zeit Herzogs Casimir I, soll Jerus (auch Gero oder Gerd genannt) ab Osta gelebt haben, welcher als der erste Christ aus dem Geschlecht von der Osten bezeichnet wird. Als dessen Ehefrau wird Margarethe von Schwerin genannt.
2. Sophie von Schwerin a. d. H. Hagen und Dönnie (Demnitz?) wird zu Anfang des 14. Jahrhunderts als Gemalin des Gerhard von Behr auf Bandelin und Schlagetow genannt. (Zu Altwigshagener Hauptlinie)
3. 1444 soll Lüdecke von Schwerin, der mit Margarethe von Eieben a. d. H. Gahlenbeck vermält war, gemeinsam mit seinem Bruder Henning das Gut Busow von den Gebrüdern von Neuenkirchen gekauft haben. (Nach Adelung-Sprengel'schen Nachrichten); diese Brüder müssten dann zur Linie Altwigshagen gehört haben, in deren Besitz zuerst Busow erscheint (vgl. Joachim von Schwerin).
4. Anthonins Swerin, Camin. Dioces., war ab 11. Oktober 1504 an der Universität Greifswald eingeschrieben.
5. Ilsabe von  Schwerin  a. d. H.  Spantekow war um 1515  vermält mit Joachim von Rieben auf Gahlenbeck. (Nach einer v. Pentz'schen Ahnentafel.) (Zu Linie Stegeborg)
6. Um 1523  war Anna von Schwerin  vermält mit Rolof von  Winterfeld. (Geschichte der v. W. S. 191.)
7. Um 1529  war Magdalene  von  Schwerin  a. d. H.  Spantekow vermält mit Henning von Hagen auf Falckenhagen; deren Tochter heirathete Hennecke v. Behr auf Bandelin und Schlagetow. (Geschichte der v. Behr).
8. 1554 war Eine von Schwerin vermält mit Wilcken von Horn, fürstl. Fischmeister zu Lassan; zur selben Zeit etwa (1561) waren Catharina v. Schwerin vermält mit Achim von Horn auf Ranzin, und Magdalene von Schwerin mit Valentin von Horn auf Griebow.
9. Zu  Ende  des  16. Jahrhunderts  wurden  bei  der   Universität  Greifswald  eingeschrieben:   1584, Laurentins Schwerin, Grimmenais;  1592 Ditlavus Swerinius, nobilis Pomeranus (Dettlof Werner von Schwerin, VIII. 38?); 1594 Johannes Schwerin, Wutzezensis; 1596 Joannes a Sverin, nobilis Pomeranus (Taf. III. 32?).
10. Barbara von Schwerin a. d. H. Grellenberg (Taf. IV.) war zu Ende des 16. Jahrh. vermält mit Wedigo von der Osten auf Batewitz und Dubkewitz. Ihre Mutter war eine Blanckenburg von Petershagen. (Leichenpred. auf Wedig Adam v. Platen auf Ventz.)
11. Aus dem Jahr 1591 befindet sich in der Nicolai-Kirche zu Stralsund das sehr stattliche Porträt des Stadthauptmanns Hinrick Swerin im Kriegerschmuck in halber Figur, mit einer Inschrift, nach welcher er 18. August 1602 im Alter von 73 Jahren verstorben ist.
12. Ambrosius Sverinus, Pyrizensit. Pom., besuchte 1602 das Stettiner Gymnasium.
13. Georgius  Schwerin, ebenfalls Pyritzens. Pom. wurde am 30. Dezember 1639 an der  Universität Greifswald eingeschrieben. (Taf. III. 29?)
14. Nach — jedenfalls irrthümlichen — Nachrichten von Vanselow, starb 1640 Adam von Schwerin, Kurbrdb. Kammerherr und Direktor des Ukermärkischen Kreises, vermält mit Anna von Roebeln a. d. H. Friedland. Sein Sohn Johann Georg, geb. 1627 gest. 1677, war Kurbrdb. Rittmeister auf Schmarso, Damerow u. s. w.; dessen Sohn Levin Ernst, geb. 1669, starb auf der Jagd. (Vermuthlich von der Familie von Winterfeld.)
15. Jungfrau  Anna Margarethe von  Schwerin  stand 1664  zu  Duchorow  Gevatter. (Taf. VIII. 48 und 49?)
16. 1668 marschirte ein schwedischer Oberst Severin mit einem Regiment Fussvolk durch Meklenburg nach dem Bremischen. (Frank 14, 133 Nr. 226.)
17. Um die Mitte des  17. Jahrh. war Anna von Schwerin a. d. H. Grellenberg (Taf. IV.) vermält mit Moritz von Platen; deren Tochter Marie vermält mit Leopold von Oertzen auf Helpt. - Zur Zeit war Eine v. Schwerin aus Grellenberg die Gemalin des Jürgen von Pentz.
18. 1675 soll  das  Regiment des Oberst Nicolaus von Schwerin, so damals in Treptow a. R. lag, an der Fehrbelliner Schlacht Theil genommen haben. (Eine sicherlich falsche Nachricht von Vanselow.)
19. 1687, 3. Januar, ward zu Altwigshagen dem Herrn Schwerin ein Söhnlein getauft: Jürgen Heinrich. (Zu Taf. XIII?); ebendaselbst erscheint 1689 unter den Pathen: Jungfrau Dorothea Elisabeth von Schwerin.
20. Jacob de Schwirinsky war im Dezember 1706 Gefreiter-Korporal im Dragoner-Regiment Derfflinger No. 3 (1806 Dragoner-Regiment v. Irwing). Er gehört vielleicht zu dem nach Polen gegangenen Zweige der Curländischen Linie. Vgl. bei Taf. XVI. 10 auf S. 287.
21. Am 6. Juli 1707  wird Fräulein Anna Elisabeth v. Schwerin im Ducherower Kirchenbuch  als Pathin genannt.
22. Georg Wilhelm v. Schwerin, geboren 1711, trat 1732 in Dienst, war 1734 Cornet bei Sonnsfeld-Dragoner No. 2 (1749 Regt. Schwerin [Taf. XX. 7], 1754 Blankensee); 14. April 1738 Premier-Lieutenant; 2. Dez. 1751 Stabscapitain; 1756 im März Capitain.
23. 1726 stand ein Lieutenant v. Schwerin beim Inf.-Regt. v. Stille No. 20 in Magdeburg; ward versetzt.
24. Um 1737 vermälte sich Dorothea Luise v. Schwerin mit Capitain Balthasar Ehrenreich von Voelcker.
25. Joachim Heinrich Schwerin, Beerwaldensis  Pomeranus, bezog  im  August 1737 das   Stettiner Gymnasium. (Taf. III?)
26. In der Schlacht bei Chotusitz, 17. Mai 1742, blieb ein Oberstlieutenant v. Schwerin vom Regt. Prinz Ferdinand No. 34.
27. Wilhelm v. Schwerin, aus Pommern, geb. 1745, trat 1760 in Dienst und ward 28. April 1763 Lieutenant beim Regt. Bevern No. 7.
28. Agnes Juliane v. Schwerin  vermält 1) mit General von Kirchbach, und nach dessen Tode 2) 23. Novb. 1746 mit dem Königl. Schwed. Capitain Conrad Christoph von Blixen auf Kl. Zastrow, dessen Wittwe sie 12. Juni 1751 ward. (Vgl. Taf. XVII. 22.)
29. Joseph v. Schwerin, Königl. Preuss. Capitain, geb. 1766, † 1814, aus Polen gebürtig, katholisch. - S. bei Taf. XVI. 10 auf S. 287.
30. Die Gemalin eines Major von Schwerin geb. Zernin war 1768 geboren und starb 1. August 1831. (Taf. IV. 44? III. 67?)
31. Ulrike v. Schwerin, geb. 1772, starb 25. Septb. 1811 zu Frankfurt a. 0. als Gemalin des Oberst-lieut. a. D. Christian Wilhelm Anton August Freiherrn von Haxthausen-Carnitz (geb. 1766,  früher Adjutant des Feldmarschalls Grafen Kleist v. Nollendorff).
32. Dem Herrn von Schwerin auf Wengersianve (?) in Schlesien, vermält mit Malwine geb. N. N., wurde 26. August 1848 eine todte Tochter geboren. (Taf. VI. A. 28?)
33. Hermann v. Schwerin, Sohn eines Landraths in Schlesien, soll nach 1848 als politischer Flüchtling nach Amerika ausgewandert sein, soll dort 1857 in 2. Ehe ein Fräulein von der Becke geheirathet haben und im Amerikanischen Kriege geblieben sein,  ohne Kinder zu hinterlassen.    Ein Bruder von ihm soll als Oberst verstorben sein. (Vgl. Taf. III. 91.)
34. In Amerika soll 1872 ein Carl Angust Max Alexander von Schwerin,  Sohn von Carl August Maximilian v. Schwerin und Einer geb. von Thiele,  mit Hinterlassung einer Wittwe und mehrerer Kinder verstorben sein.